# Santa Cruz de Tenerife
Santa Cruz de Tenerife [ˈsanta ˈkɾuθ ðe ˌteneˈɾife] (abgekürzt: S/C de Tenerife) ist Hauptstadt der gleichnamigen Provinz und neben Las Palmas de Gran Canaria eine der beiden Hauptstädte der Autonomen Gemeinschaft Canarias im Königreich Spanien. Der vollständige Name und Titel der Stadt lautet seit dem 28. August 1803: Muy Leal, Noble e Invicta Villa, Puerto y Plaza de Santa Cruz de Santiago (Sehr treue, edle und unbesiegte Stadt, Hafen und Ort des Heiligen Kreuzes von Sankt Jakob). Die im Nordosten Teneriffas gelegene Stadt zählt 211.359 Einwohner (Stand: 2024) und bildet zusammen mit La Laguna, Tegueste und El Rosario den – nach Las Palmas de Gran Canaria – zweitgrößten Ballungsraum der Kanarischen Inseln mit insgesamt rund 423.000 Einwohnern. Das von Santa Cruz verwaltete Gebiet dehnt sich bis in das dünn besiedelte Anaga-Gebirge im Osten der Insel aus. Maßgeblich geprägt wird die Stadt durch ihren Hafen, der zu den größten spanischen Seehäfen des Atlantiks gehört.

## Klima

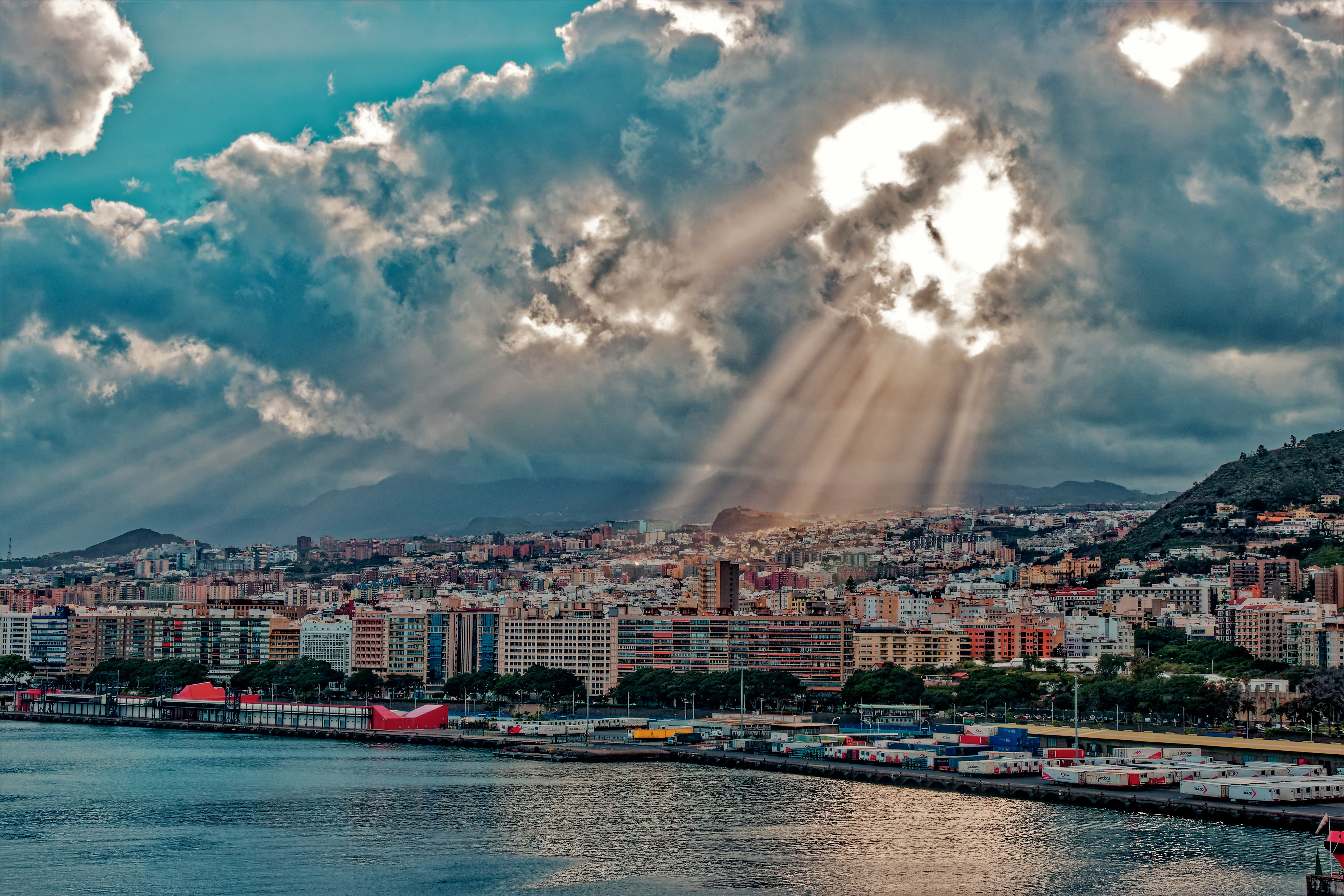
Dramatische Wetterstimmung über Santa Cruz

Das Klima der Stadt ist durch die Passatwinde geprägt. Dabei ergibt sich für Teile der Stadt eine unterschiedliche Wetterentwicklung: Sonnig und trocken an der Küste, feucht und wolkenreich auf den Höhen und in den Tälern des Anaga-Gebirges. Das in der letzten Zeit wärmste Jahr für die Stadt war das Jahr 1995 mit einer Durchschnittstemperatur von 22 °C. Das kälteste, mit einer Durchschnittstemperatur von 20 °C, war das Jahr 1920. Die Niederschläge sind gering und haben einen Schwerpunkt in den Monaten Oktober bis März.
|                        | Jan  | Feb  | Mär  | Apr  | Mai  | Jun  | Jul  | Aug  | Sep  | Okt  | Nov  | Dez  |   |      |
| Mittl. Temperatur (°C) | 18,2 | 18,3 | 19,0 | 19,7 | 21,0 | 22,9 | 25,0 | 25,5 | 24,9 | 23,4 | 21,3 | 19,4 | ⌀ | 21,6 |
| Mittl. Tagesmax. (°C)  | 21,0 | 21,2 | 22,1 | 22,7 | 24,1 | 26,2 | 28,7 | 29,0 | 28,1 | 26,3 | 24,1 | 22,1 | ⌀ | 24,7 |
| Mittl. Tagesmin. (°C)  | 15,4 | 15,3 | 15,9 | 16,5 | 17,8 | 19,5 | 21,2 | 21,9 | 21,7 | 20,3 | 18,4 | 16,6 | ⌀ | 18,4 |
|                        |      |      |      |      |      |      |      |      |      |      |      |      |   |      |
| Niederschlag (mm)      | 32   | 35   | 38   | 12   | 4    | 1    | 0    | 2    | 7    | 19   | 34   | 43   | Σ | 227  |
|                        |      |      |      |      |      |      |      |      |      |      |      |      |   |      |
| Sonnenstunden (h/d)    | 5,7  | 6,6  | 7,0  | 7,5  | 8,8  | 9,9  | 10,6 | 10,2 | 8,4  | 7,1  | 6,2  | 5,6  | ⌀ | 7,8  |
|                        |      |      |      |      |      |      |      |      |      |      |      |      |   |      |
| Regentage (d)          | 8    | 7    | 7    | 6    | 3    | 1    | 0    | 1    | 3    | 6    | 9    | 9    | Σ | 60   |
|                        |      |      |      |      |      |      |      |      |      |      |      |      |   |      |
| Luftfeuchtigkeit (%)   | 65   | 65   | 62   | 62   | 60   | 60   | 57   | 60   | 64   | 66   | 66   | 67   | ⌀ | 62,8 |

| 15,4 |

| 15,3 |

| 15,9 |

| 16,5 |

| 17,8 |

| 19,5 |

| 21,2 |

| 21,9 |

| 21,7 |

| 20,3 |

| 18,4 |

| 16,6 |

| 15,4 |

| 15,3 |

| 15,9 |

| 16,5 |

| 17,8 |

| 19,5 |

| 21,2 |

| 21,9 |

| 21,7 |

| 20,3 |

| 18,4 |

| 16,6 |

### Anstieg Meeresspiegel
Santa Cruz de Tenerife ist durch den Anstieg des Meeresspiegels besonders gefährdet. Der Anstieg bis 2080 wird auf 40 cm geschätzt, was den höchsten Wert in ganz Spanien darstellt. Tückisch sei laut UN-Experte die Kontinuität. Das Wasser steigt nicht in Schüben, sondern vorerst unaufhörlich und schleichend.

## Lage
Der Ort liegt an der Ostspitze Teneriffas, der größten Insel des Kanarischen Archipels. Die Fläche des Stadtgebietes beträgt etwa 150 km². Es umfasst sehr unterschiedliche Bereiche, einerseits das felsige, nahezu unbewohnte Gebiet des Anaga-Gebirges, andererseits das abfallende Gelände vom Gebiet des Acentejo bis zur Küste. Die höchste Erhebung der Stadt liegt etwa 750 Meter über dem Meeresspiegel. Dagegen gibt es Stadtteile im Zentrum der Stadt, wie zum Beispiel die Plaza de España, die kaum vier Meter über dem Meeresspiegel liegen. Die Stadt hat eine Küstenlinie von 58 Kilometern.

### Verwaltungsgliederung

Verwaltungsbezirke der Stadt Santa Cruz de Tenerife Dt.1=Anaga, Dt.2=Centro, Dt.3=Salud, Dt.4=Ofra, Dt.5=Suroeste

Die Stadt ist in fünf Verwaltungsbezirke (Distritos Administrativos) eingeteilt, in denen jeweils mehrere Stadtteile (Barrios) zusammengefasst sind.
- Die Zona Anaga ist zwar flächenmäßig der größte Bezirk, hat jedoch die geringste Einwohnerzahl (13.806 im Jahr 2010). Er umfasst den Bereich des Anaga-Gebirges im nordöstlichsten Teil der Insel, in dem es Barrios gibt, die nur schwer zugänglich sind. Der größte Stadtteil des Bezirks ist San Andrés. Dort befindet sich die Playa de Las Teresitas, ein Badestrand, der mit Sand aufgefüllt wurde, der immer wieder aus Afrika importiert wird.[6] San Andrés ist mit der Innenstadt durch eine Schnellstraße verbunden.

- Zona Centro ist der Bezirk der Stadt, in dem die ältesten Siedlungsbereiche liegen. Die drei unter Denkmalschutz stehenden Ensembles von historischer Bedeutung (Bien de Interés Cultural, Conjunto Histórico) sind Teil dieses Stadtbezirks. In diesem Bezirk liegt das Hauptwirtschaftszentrum der Stadt mit den Einkaufsstraßen, den Verwaltungen, den großen Bankfilialen und mit einigen traditionellen Wohnbereichen und Parkanlagen. Im Jahr 2010 wohnten 52.698 Personen in diesem Bezirk.[6]

- Zona Salud ist der Bezirk mit der größten Einwohnerzahl (67.916 im Jahr 2010). Hier finden sich einerseits Industriegebiete mit der Raffinerie, es gibt aber auch historische Bereiche wie das Castillo Negro mit dem Polveron. Die Torres de Santa Cruz stehen ebenso in diesem Bezirk wie das Auditorio de Tenerife und die modernen Gebäude an der Avenida Tres de Mayo.

- Zona Ofra wurde in den 1970er Jahren durch die Förderung der Stadt von einem Bezirk der Kleinindustrie zu einem Wohnungsneubaugebiet verändert. Hier steht eine große Zahl von Wohnhochhäusern wie z. B. entlang der Allee Avenida Príncipes de España, die im Rahmen des Baus der Straßenbahn neu gestaltet wurde. In diesem Stadtbezirk steht auch das Hospital Universitario Nuestra Señora de Candelaria, eines der Krankenhäuser der Universität La Laguna. In dem Bezirk wohnten im Jahr 2010 45.273 Menschen.

- Zona Suroeste ist ein Stadtbezirk, der vom Rest der Stadt durch die Montaña de Taco und die Autobahn TF2 getrennt wird. In diesem Bezirk, wie im Bezirk Anaga, dehnt sich die städtische Bebauung aufgrund der Geländebeschaffenheit nur langsam aus. Hier gibt es auch noch landwirtschaftlich genutzte Flächen. Die Einwohnerzahl betrug im Jahr 47.408 Personen.

### Área metropolitana de Santa Cruz de Tenerife
Im Verlauf des 20. Jahrhunderts erhöhte sich die Zahl der Einwohner und damit die flächenmäßige Ausbreitung der Siedlungsflächen der Stadt Santa Cruz und ihrer Nachbargemeinden. Daraus ergab sich ein Zusammenwachsen der Städte Santa Cruz de Tenerife, San Cristóbal de La Laguna und Tegueste sowie El Rosario. Die Fläche dieser vier Städte, in denen mehr als die Hälfte der Bevölkerung lebt, macht etwa 15 % der Gesamtfläche der Insel aus. Bisher (2013) gab es keinen formalen Zusammenschluss zur Área Metropolitana de Santa Cruz de Tenerife, sondern nur Absprachen und eine enge Zusammenarbeit der Stadtverwaltungen z. B. im Bereich Verkehr, Bildung, Sport usw.

## Bevölkerung
Der übliche Name für die Einwohner der Stadt ist Chicharrero bzw. Chicharrera. Es handelte sich dabei früher um eine abfällige Bezeichnung, mit der die reichen Einwohner der Stadt La Laguna die Bewohner des armen und kleinen Fischereihafens Santa Cruz benannten. Diese Fischer lebten von Chicharro (Bastardmakrele), einem billigen Fisch, den sie selber aßen bzw. auf den Straßen La Lagunas nach lautem Ausrufen verkauften. Nach dem Lexikon der Spanischen Sprache der Real Academia Española bezeichnet der Name heute alle Bewohner der Insel Teneriffa (Synonym für Tinerfeño).
Während die Bevölkerung der Stadt im Laufe des 20. Jahrhunderts etwa um 1,75 % pro Jahr zunahm, stagnierten die Zahlen im 21. Jahrhundert. Das ist z. T. darauf zurückzuführen, dass eine Erweiterung der Wohnbebauung immer schwieriger wird und die Bevölkerung auf die angrenzenden Gemeinden (Área Metropolitana) ausweicht.
2010 betrug die Zahl der ausländischen Einwohner 17.990, was 7,92 % der Gesamtbevölkerung entspricht. Dieser Anteil war in den einzelnen Stadtbezirken unterschiedlich: im Bezirk Anaga waren 3,59 %, im Bezirk Centro 11,14 % der Einwohner Ausländer. Mit 10.733 Personen (59,66 %) stammte die Mehrheit der Ausländer aus Lateinamerika (wobei nicht feststellbar ist, ob nicht auch wenigstens ein Teil der 124 Nordamerikaner Latinos waren). 23,79 % stammten aus Europa, davon 656 Personen (ca. 0,3 % der Gesamtbevölkerung) aus Deutschland. 0,17 % der Bevölkerung haben die indische Staatsbürgerschaft.

## Geschichte

### Situation vor 1495

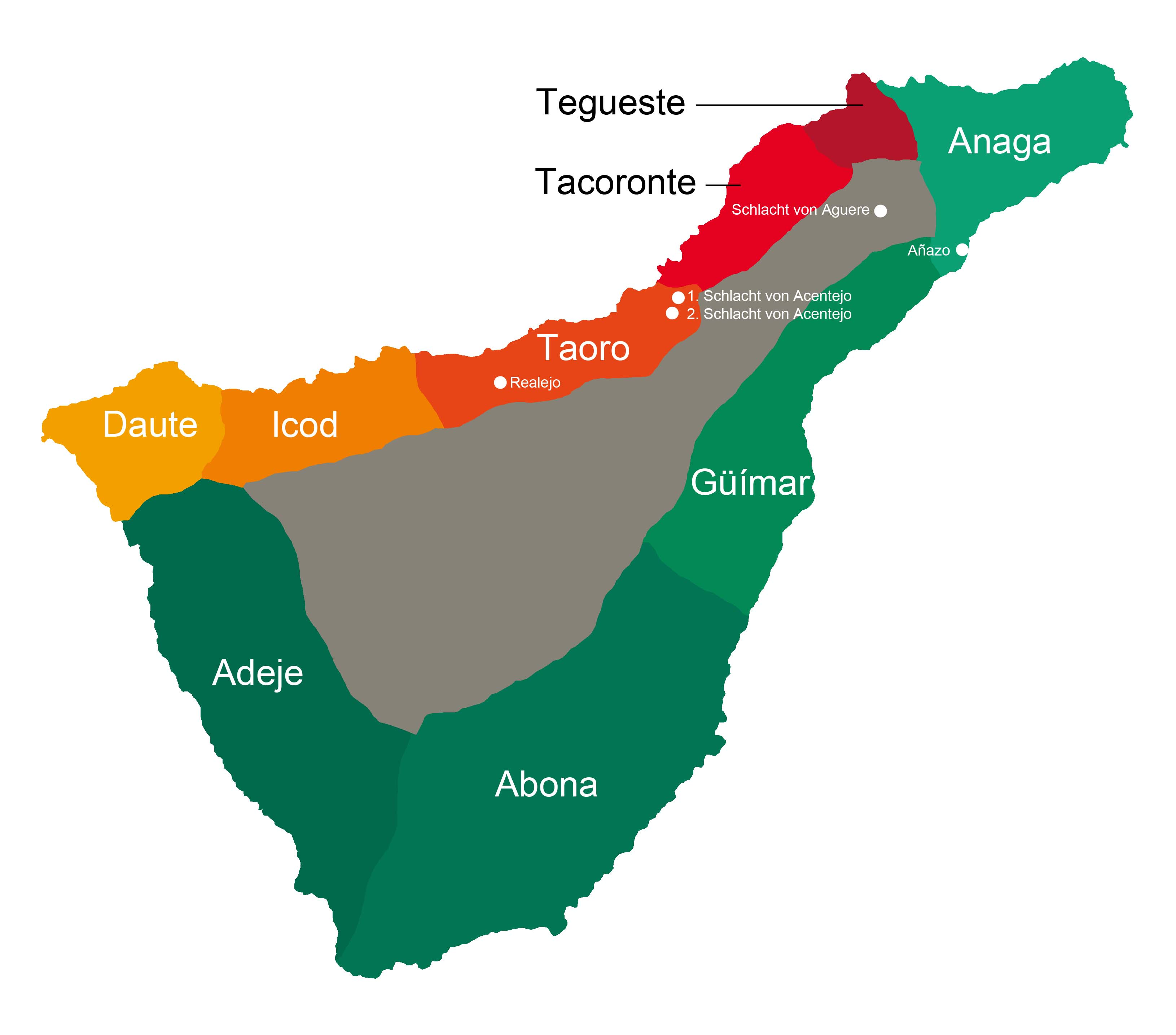
Menceyatos der Guanchen um 1494

Nach mehreren Ansätzen der Missionierung und Besetzung der Kanarischen Inseln seit dem 13. Jahrhundert begann 1402 unter der Lehnsherrschaft der Könige von Kastilien durch den Normannen Jean de Béthencourt die systematische Eroberung des Archipels. Bis zum Jahr 1405 brachte er die Inseln Lanzarote, Fuerteventura, La Gomera und El Hierro unter seine Herrschaft, die er im Namen der Krone Kastiliens ausübte. Im Jahr 1464 versuchte Diego García de Herrera für seine Frau Inés Peraza de las Casas, die das Recht auf die Einnahme aller Kanarischen Inseln von ihrem Vater geerbt hatte, Teneriffa in Besitz zu nehmen. Er baute eine provisorische Befestigung in der Nähe des späteren Castillo de Paso Alto. Seine Bemühungen, die Insel unter seine Regierung zu bringen, scheiterten allerdings. In der Nähe der späteren Stadt Candelaria siedelten sich einige Mönche an, die aber bei ihrer Missionsarbeit nicht sehr erfolgreich waren.
Im Jahr 1477 zog Königin Isabella I. das Recht, die großen Kanarischen Inseln (Teneriffa, La Palma und Gran Canaria) zu erobern, gegen eine Abfindung wieder an sich. Das führte dazu, dass es in der Folgezeit auf den kleinen Inseln Grafschaften (condados) und Herrschaften (señorías) gab (daher auch Islas de señorío), die großen Inseln dagegen direkt der Königin bzw. dem König unterstanden (Islas de realengo). Im Vertrag von Alcáçovas hatten sich Kastilien und Portugal 1479 auf eine Aufteilung der Welt geeinigt. Dabei waren die Kanarischen Inseln an Kastilien gefallen. Da die Kanarischen Inseln auf dem günstigsten Seeweg nach Amerika lagen, gewannen sie nach 1492 besondere Bedeutung. Um die Eigentumsansprüche auf alle Inseln gegenüber Portugal zu bekräftigen, mussten nun auch die großen Inseln eingenommen werden. Bis zum Jahr 1493 waren – bis auf Teneriffa – alle Inseln des Archipels in das Herrschaftsgebiet der Krone von Kastilien eingegliedert worden. Mit der Aufgabe, Teneriffa zu erobern, betraute die Königin Alonso Fernández de Lugo, der bereits die Eroberung La Palmas angeführt hatte.

### Eroberung durch kastilische Truppen

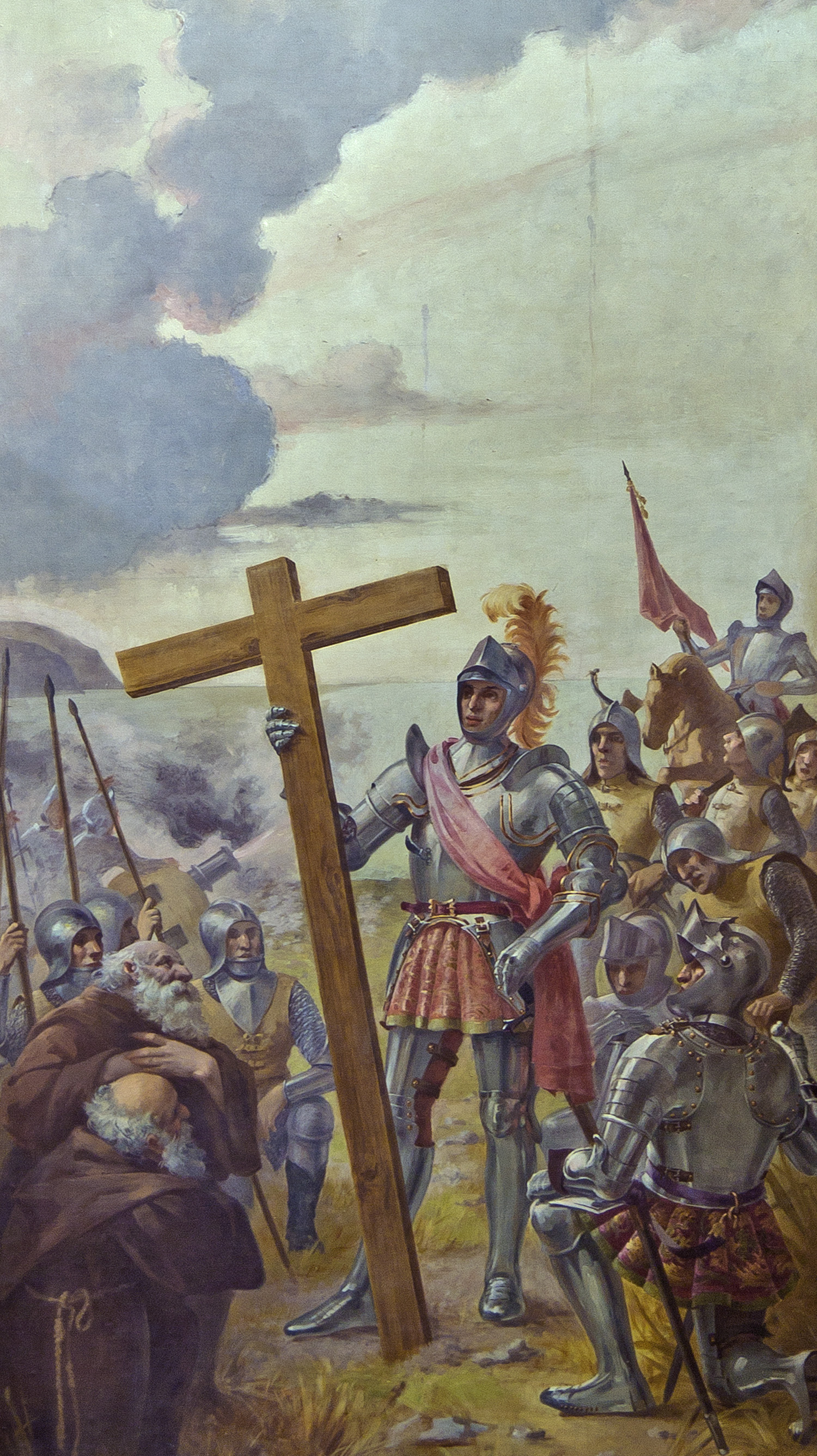
Manuel Gonzalez Mendez: El desembarco („Die Landung“), Anfang des 20. Jahrhunderts (Kanarisches Parlament, Santa Cruz de Tenerife)

Das Gebiet, auf dem sich heute die Innenstadt von Santa Cruz de Tenerife erstreckt, war vor der Unterwerfung unter die Herrschaft der Krone von Kastilien und Leon von einigen Guanchenfamilien besiedelt, die hier in erster Linie von der Landwirtschaft, besonders von der Aufzucht von Ziegen lebten. Die Menschen wohnten in natürlich entstandenen Höhlen. Es gibt auch einige überlieferte Beschreibungen von einfachen, freistehenden Steingebäuden. Siedlungsschwerpunkt war der obere Bereich des Barranco de Santos. Die Landschaft war zwar wasserreich, aber in erster Linie mit Tabaiba und Brezo bewachsen. In der Sprache der Ureinwohner Teneriffas wurde das Gebiet als Añazo oder Añaza bezeichnet und gehörte zum Menceyato (Fürstentum) Anaga. Dieses Menceyato gehörte zu den vier Gebieten (Anaga, Güimar, Abona und Adeje), deren Bewohner den Kastilianern nicht feindlich gegenüberstanden. Im Gegensatz dazu war von den Bewohnern der Gebiete auf der Nordseite der Insel (Tegueste, Tacoronte, Taoro, Icod und Daute) mit Widerstand zu rechnen.
Für eine Landung zur Eroberung der Insel bot der Küstenbereich des heutigen Santa Cruz den Vorteil, dass er auf der Gran Canaria zugewandten Seite Teneriffas lag. Im Gegensatz zu anderen Landeplätzen auf der gleichen Seite der Insel, wie z. B. San Andrés, bestand hier auch die Möglichkeit, in das Landesinnere bzw. auf die Nordseite der Insel zu gelangen, ohne auf kaum überwindbare Berghänge und Schluchten zu stoßen. Am 1. Mai 1494 landeten kastilische Truppen unter der Führung von Alonso Fernández de Lugo von Gran Canaria kommend an der Küste. Die Angaben über die Stärke der Truppe schwanken zwischen 1000 und 2000 Mann und 120 und 200 Pferden. Sicher ist, dass sich außer kastilischen Soldaten auch Hilfstruppen beteiligten, die auf den anderen Kanarischen Inseln unter der einheimischen Bevölkerung rekrutiert worden waren.
Die Landung fand vermutlich an zwei Landungsplätzen statt, die in der Nähe der heutigen Ölraffinerie südlich des Castillo Negro (Castillo San Juan) lagen. Die Landung war nicht einfach, da sowohl die Soldaten als auch die Pferde von den auf Reede liegenden Schiffen mit Ruderbooten an den Strand gebracht werden mussten, um dort durch das Wasser watend an Land zu kommen. Nördlich des Barranco de Santos wurde ein befestigtes Lager errichtet. Dieser Platz bot besseren Schutz gegen Angriffe aus den Bergen als der Platz, an dem die Truppen gelandet waren. Das hier von Fernández de Lugo aufgestellte Holzkreuz befindet sich noch heute in der Iglesia de la Concepción. In der schnell errichteten Kapelle soll bereits am 3. Mai 1494 die erste Messe gefeiert worden sein. Der 3. Mai ist der Feiertag der Kreuzauffindung. Daher bekam die später gegründete Ansiedlung den Namen „Santa Cruz“. Nach der Ersten Schlacht von Acentejo, in der die einheimischen Guanchen den Kastiliern eine empfindliche Niederlage bereiteten, verließen die restlichen Truppen die Insel an der gleichen Stelle, an der er sie betreten hatten.
Ende des Jahres 1495 landeten die Kastilier unter der Führung von Alonso Fernández de Lugo erneut an der Küste von Añazo. Dieser Eroberungszug war nach den Schlachten nahe den heutigen Orten La Laguna, bekannt als Schlacht von Aguere, und La Victoria de Acentejo, bekannt als zweite Schlacht von Acentejo, erfolgreich. Die Ureinwohner ergaben sich den Kastiliern im Heerlager, das im Bereich der heutigen Stadt Los Realejos errichtet worden war.

### Entwicklung im 16. und 17. Jahrhundert

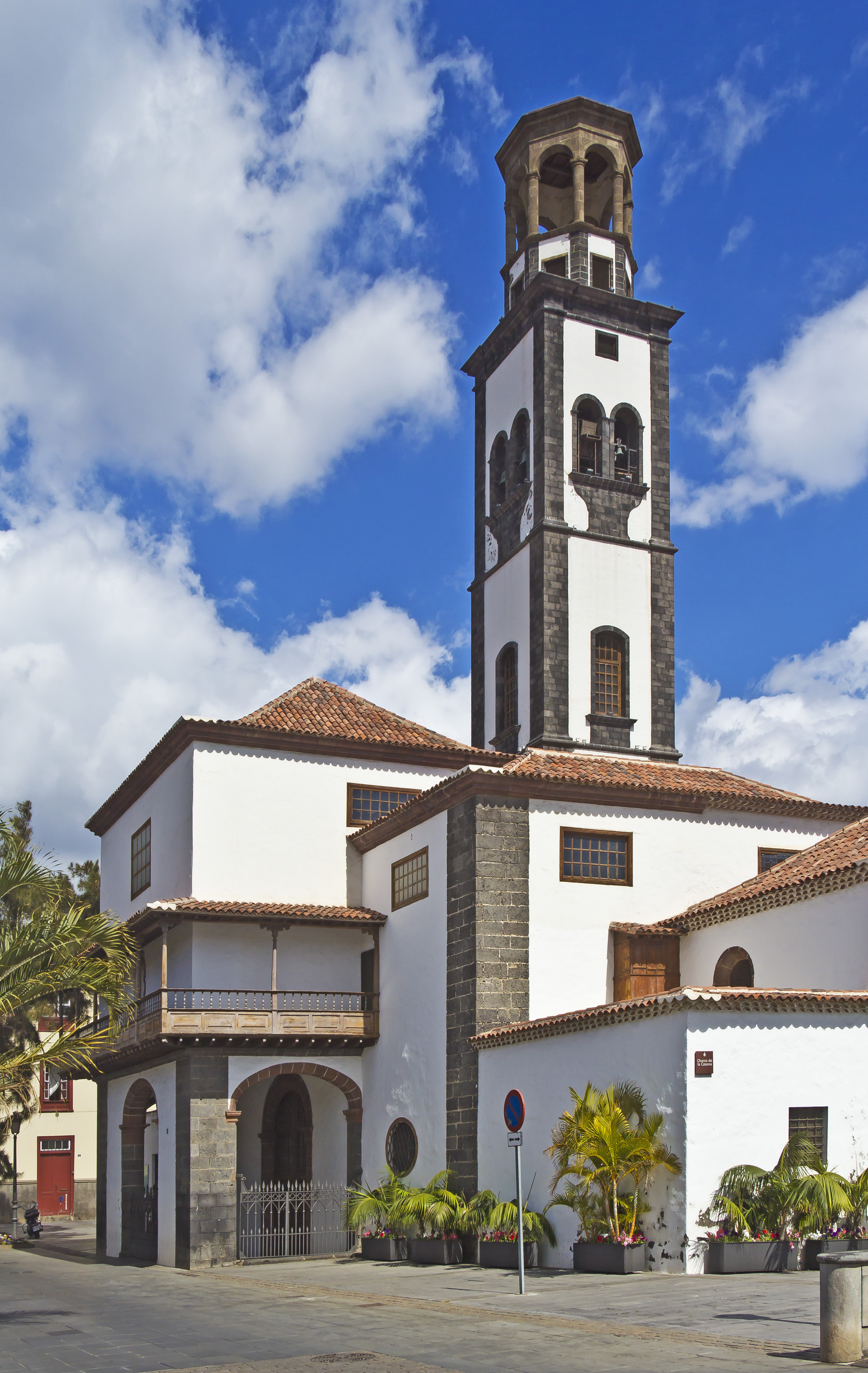
Kirche Nuestra Señora de la Concepción

Als erste Stadt ließ Alonso Fernández de Lugo die Stadt San Cristóbal de La Laguna gründen. Für die Neugründung einer Stadt auf der Hochfläche von Aguere etwa zehn Kilometer vom Meer entfernt und mehr als 550 Meter über Meereshöhe werden, im Gegensatz zu einem Ausbau von Santa Cruz, von Historikern drei Gründe vorgebracht: Der erste Grund ist eine angemessene Entfernung zur Küste. Das bot auch ohne Befestigungsanlagen Schutz vor Angriffen durch Piraten, mit denen zu dieser Zeit ständig zu rechnen war. Der zweite Grund war die Lage auf einer der wenigen nahezu ebenen Landflächen der Insel. Der letzte Grund war die Bodenbeschaffenheit und das Klima in Aguere, wie die Ebene benannt wurde. Dies ermöglichte den Anbau von Getreide und bot gute Weiden für die Viehzucht. Außerdem gab es einen von einem Bach durchflossenen See, eben die Laguna, dessen Wasser zur Bewässerung der Felder in der Umgebung genutzt werden konnte. Darüber hinaus konnte die Stadt La Laguna ohne allzu großen Aufwand aus dem Mercedeswald durch eine Wasserleitung mit Trinkwasser versorgt werden. Die Stadt La Laguna wurde als Residenz-, Geschäfts- und Verwaltungsstadt angelegt. Im Zentrum der damals einzigen Stadt auf der Insel wurden, außer einem städtischen Kornspeicher, keine landwirtschaftlichen Gebäude errichtet.
Nachdem die Insel fest in der Hand der kastilischen Eroberer war, verteilte Alonso Fernández de Lugo das Land im Namen der Königin von Kastilien an die Personen, die zum Sieg in besonderer Weise beigetragen hatten. Der Forderung der Königin, die Rechte der Ureinwohner, die der Christianisierung keinen Widerstand entgegengesetzt hatten, zu achten, wurde dabei kaum entsprochen. Einzelne Conquistadores bekamen landwirtschaftlich zu nutzende Flächen und städtische Baugrundstücke in verschiedenen Gegenden der Inseln. Die Übereignung des Landbesitzes geschah mit verschiedenen Auflagen. So z. B. der, dass die neuen Eigentümer für die landwirtschaftliche Nutzung bzw. bei urbanen Grundstücken für angemessene Bebauung zu sorgen hatten, dass sie, wenn sie eine Familie hatten, diese im Zeitraum von 18 Monaten auf die Insel holen mussten; wenn sie keine Familie hatten, sollten sie innerhalb von 18 Monaten eine Familie gründen. Bei bewässerbarem Land gab es teilweise die Auflage, eine Anlage für die Verarbeitung von Zuckerrohr zu bauen. Das Land konnte innerhalb der ersten fünf Jahre nicht (außer durch Erbschaft) an eine andere Person übertragen werden. Die neuen Eigentümer größerer Ländereien im Gebiet des heutigen Santa Cruz de Tenerife errichteten ihren Hauptwohnsitz meist in La Laguna. Der Ort Santa Cruz war nur der Hafen der Stadt San Cristóbal de La Laguna. Alle Geschäftsabschlüsse und alle Zollformalitäten für den Export und Import wurden in La Laguna getätigt. In einer ähnlichen Situation befand sich Puerto de La Orotava (heute Puerto de la Cruz) gegenüber La Orotava.

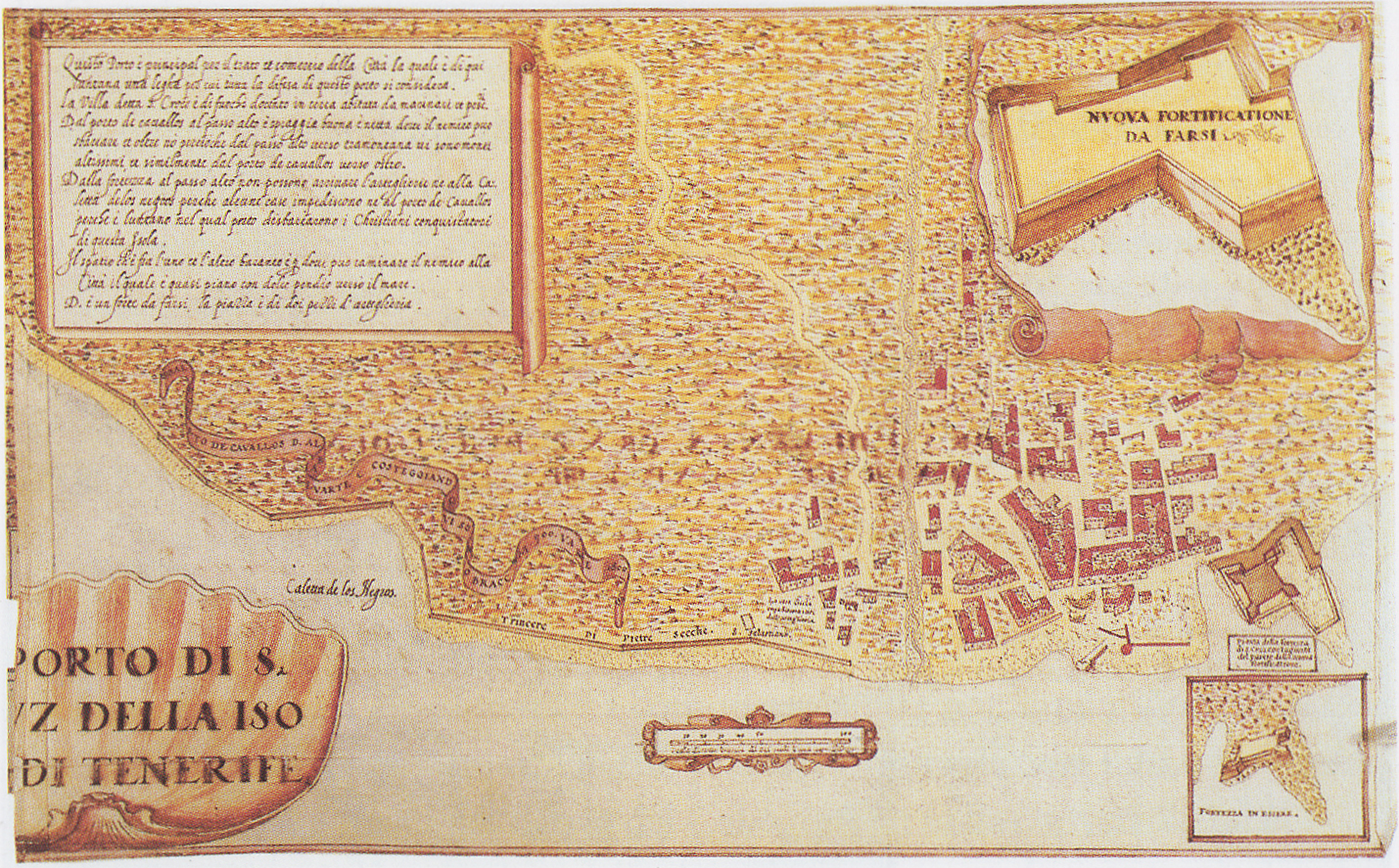
Darstellung des Ortes Santa Cruz de Tenerife durch Torriani aus dem Jahr 1588

Im Jahr 1584 schickte König Philipp II. den italienischen Festungsbaumeister Leonardo Torriani erst nach La Palma und beauftragte ihn im Jahr 1587 damit, einen Bericht zu verfassen, der die vorhandenen Verteidigungsanlagen auf allen Kanarischen Inseln darstellen und Vorschläge zur Verbesserung machen sollte. Aus dem Jahr 1588 gibt es von ihm eine Darstellung der Ortschaft und des Hafens von Santa Cruz de Tenerife. Er schlug Verbesserungen an dem Castillo San Cristóbal und weiteren strategischen Punkten des Hafens vor.
Kurz vor 1551 war an der Stelle, an der sich auch heute noch der Zugang zu den Kaianlagen befindet (östlich der heutigen Plaza de España), eine Mole als Anlegestelle errichtet worden. Hier konnten die Ruderboote, die die Waren zwischen den auf Reede liegenden Schiffen und dem Land transportierten, entladen werden. Die Mole wurde immer wieder durch hohen Seegang und Sturm beschädigt. Nach einem Unwetter im Jahr 1600 gab es bis 1604 keine Anlegestelle.
Obgleich die Bucht von verschiedenen Schiffen europäischer Länder angelaufen wurde, um Wein und Zucker, die auf Teneriffa hergestellt wurden, zu laden, häufig aber auch nur um Trinkwasser für die Überfahrt nach Amerika zu bunkern, erscheint Santa Cruz de Tenerife in den Darstellungen als ein ärmliches Dörfchen von Fischern und Hafenarbeitern mit etwa 200 Haushalten. Darüber hinaus hatte der Ort und hatten einige Landeplätze strategische Bedeutung für die Verteidigung der Insel. Das Interesse Torrianis richtete sich daher mehr auf die Landeplätze an der Nordseite der Insel, die er als erheblich bedeutsamer einstufte.

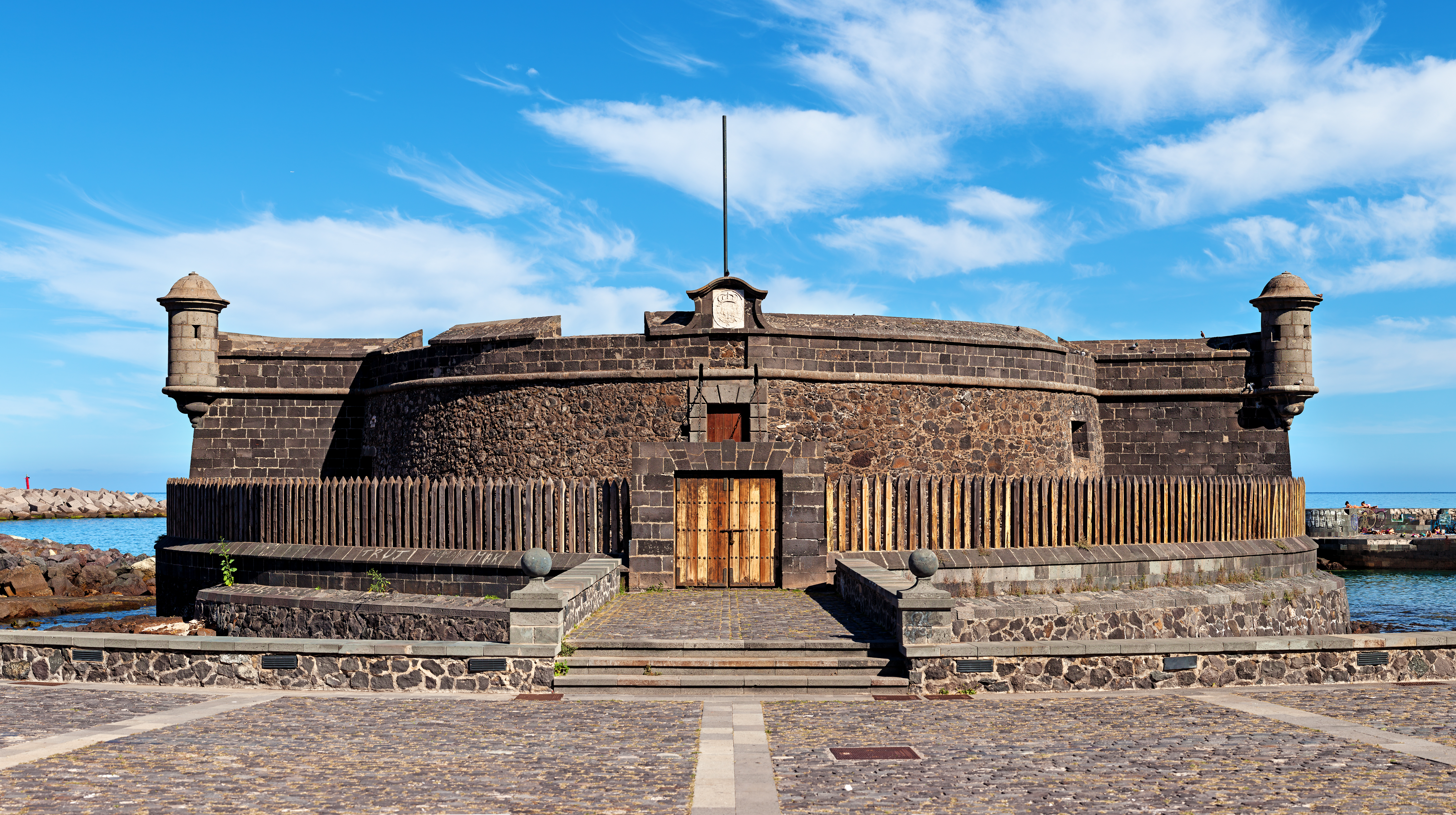
Castillo de San Juan Bautista (Castillo Negro)

Im Laufe des 16. und des 17. Jahrhunderts wurden die militärischen Anlagen an der Küste entsprechend den Empfehlungen Torrianis ausgebaut. Außer dem bereits 1575 begonnenen Castillo San Cristóbal wurden im Jahr 1625 das Castillo de Paso Alto und 1641 das Castillo de San Juan (Castillo Negro) errichtet. Darüber hinaus wurden zwischen diesen Festungen weitere Batterias (Geschützstände) angelegt. Ob der Angriff eines Geschwaders der Englischen Flotte auf Santa Cruz im Jahr 1657 der Stadt und dem Hafen von Santa Cruz galt, oder den Schiffen der Spanischen Silberflotte, ist umstritten. Diese hatten, aus Amerika kommend, wegen der Blockade des Hafens von Cadiz, Santa Cruz angesteuert. Die Häfen von Garachico und Puerto de La Orotava, dem heutigen Puerto de la Cruz, hatten im 16. und 17. Jahrhundert einen großen Aufschwung dadurch zu verzeichnen, dass ein großer Teil der für den Export bestimmten Produkte, erst Zucker und später Wein, auf der Nordseite der Insel hergestellt wurde. Ende des 17. Jahrhunderts liefen über 80 % des Ex- und Importes der Insel durch Puerto de La Orotava.

### Entwicklung im 18. Jahrhundert

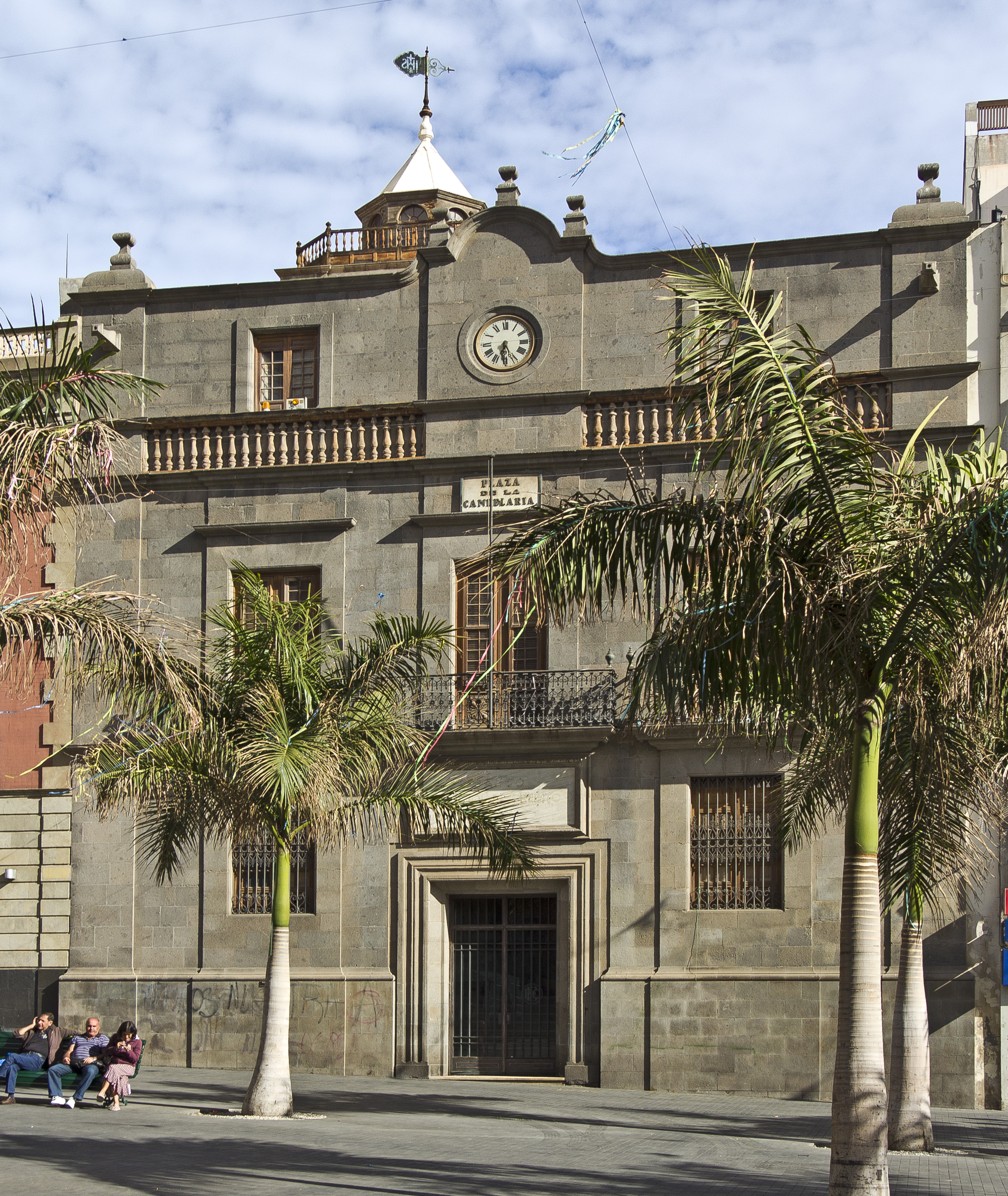
Palacio de Carta an der Plaza de la Candelaria

Der Aufschwung für Santa Cruz begann im 18. Jahrhundert. Im Jahr 1707 hatte Santa Cruz 1.707 Einwohner. Im Jahr 1739 bewohnten 6.000 Personen den Ort und 1768 bereits 7.399. Auf der Südseite des Barranco de Santo im Barrio del Cabo siedelten sich weitere Fischer und Hafenarbeiter an. Das wirtschaftliche Zentrum der Stadt verlagerte sich vom Kirchplatz zur Plaza Candelaria, wo sich zahlreiche Kaufleute, zum Teil mit ausländischer Herkunft, niederließen.

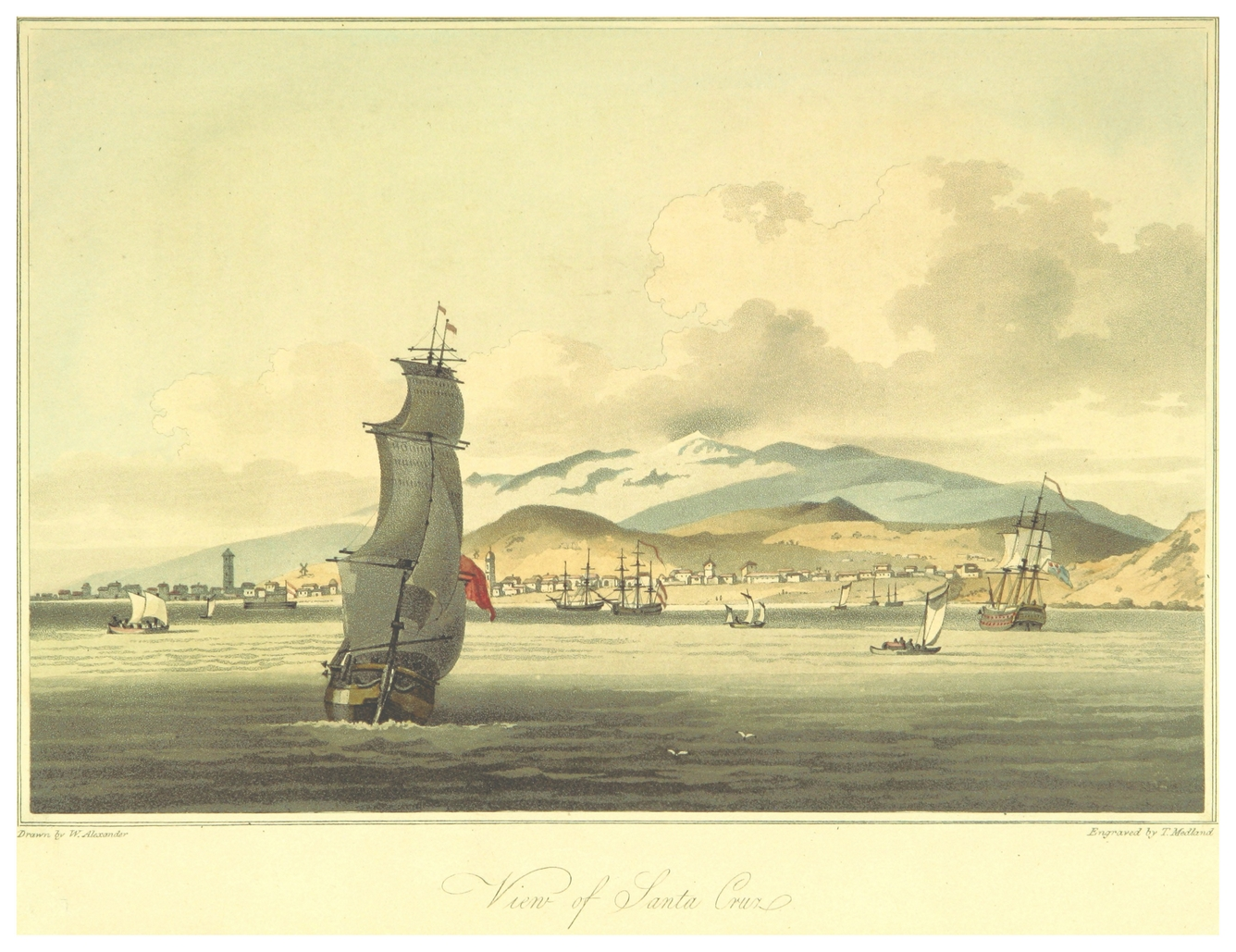
Die Bucht von Santa Cruz im Jahre 1792

Als ein Grund für den Aufschwung wird die Entscheidung des damaligen Generalkapitäns der Kanarischen Inseln genannt, der seinen Amtssitz von La Laguna nach Santa Cruz verlegte. Es folgten weitere Verwaltungseinrichtungen, wie die meisten Zoll- und Steuerbehörden, so dass alle Zoll- und Steuerangelegenheiten der Insel, auch die der anderen Häfen, in Santa Cruz abgewickelt wurden. Der oberste Gerichtshof der Kanarischen Inseln (Audiencia real), dessen Vorsitzender der Generalkapitän war, tagte, wie seit 1527 üblich, weiterhin in Las Palmas de Gran Canaria. Das Verkehrssystem der Insel wurde verbessert. Daher konnten Güter, die auf der Nordseite der Insel hergestellt wurden, einfacher nach Santa Cruz gebracht werden.
Spätestens nach der Abwehr des Englischen Angriffs im Jahr 1706 galt die Stadt als sicher, so dass auch viele Händler ihren Wohn- und Geschäftssitz von La Laguna nach Santa Cruz verlegten.
Ob der Vulkanausbruch, der vom 5. Mai bis zum 13. Juni 1706 anhielt und die Stadt und den Hafen von Garachico zerstörte, für den Aufstieg von Santa Cruz verantwortlich war, ist umstritten. Die bekannten Exportzahlen deuten darauf hin, dass die Bedeutung des Hafens von Garachico für den Export bereits vor dessen Zerstörung stark zurückgegangen war.
Der Angriff auf Santa Cruz de Tenerife (1797) war der erste ernsthafte Landungsversuch fremder Truppen nach der Eingliederung der Kanarischen Inseln in das Königreich Kastilien. Dieser Versuch konnte wirksam abgewehrt werden. Diese Verteidigungsleistung, die auch mit Miliztruppen aus anderen Teilen der Insel erbracht wurde, erhöhte das Prestige des Ortes.

### Entwicklung im 19. Jahrhundert
Seit wann Santa Cruz de Tenerife eine von der Verwaltung in La Laguna unabhängige Stadt ist, gilt als umstritten. Während einige Historiker das Jahr 1803 (Verleihung des Titels „Muy Leal, Noble, Invicta y Muy Benéfica Ciudad, Puerto y Plaza de Santa Cruz de Santiago de Tenerife“) als Jahr der Erklärung von Santa Cruz zur selbständigen Stadt ansehen, wird von der Stadtverwaltung auch das Datum 1859 genannt.

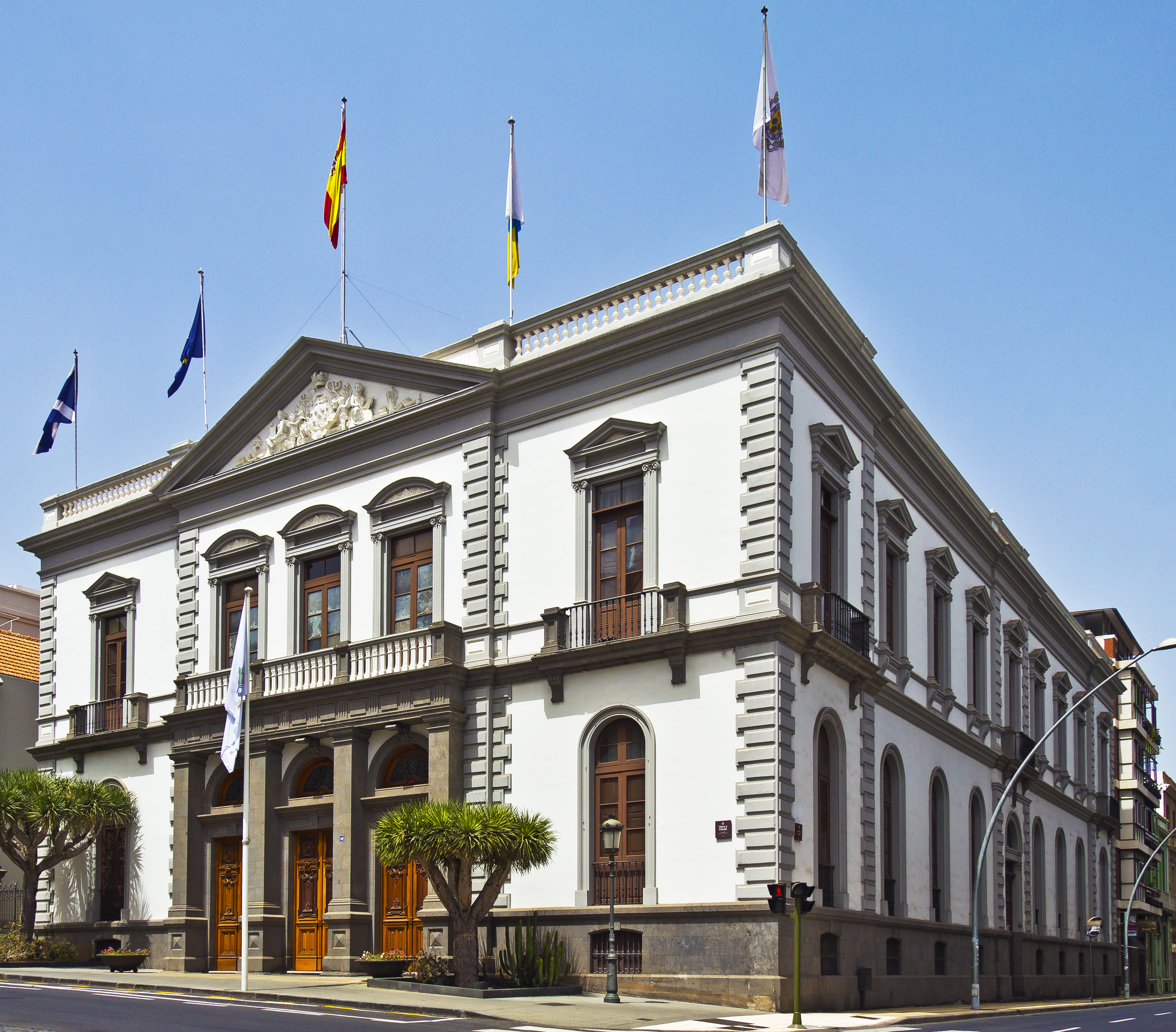
Das Rathaus, erbaut um 1900

Im Rahmen der Neuordnung Spaniens in „Provincias“ durch die Cortes von Cádiz und erneut durch Erlasse des Königs Ferdinand VII. wurde Santa Cruz de Tenerife zur Hauptstadt der Provincia Santa Cruz de Tenerife. Diese Erlasse wurden allerdings alle wieder aufgehoben. Erst die Neuordnung der Verwaltung Spaniens im Jahr 1833 führte langfristig zu der Festlegung der Stadt Santa Cruz de Tenerife als Hauptstadt der Provinz Santa Cruz de Tenerife, die bis 1927 alle Kanarischen Inseln umfasste.
Bei der Teilung der bisher alle Kanarischen Inseln umfassenden Diözese in ein östliches und ein westliches Bistum im Jahr 1819 wurde nicht Santa Cruz, sondern La Laguna zum Bischofssitz der westlichen Inseln bestimmt.
Mitte des 19. Jahrhunderts wurde ein Gesamtplan zum Ausbau der Hafenanlagen beschlossen und weitgehend ausgeführt. Er sah einerseits neue Molen und Anlegestellen, aber auch geordnete Lageranlagen, eine bessere Verkehrsführung sowie eine Trennung von Handels- und Fischereihafen vor. 1852 wurden die Kanarischen Inseln zur Freihandelszone erklärt. Das bedeutete, dass die Inseln zollrechtlich nicht zu Spanien zählten und alle Ein- und Ausfuhren der Inseln zollfrei waren. Zu dieser Zeit war die Versorgung von Schiffen auf der Amerikaroute mit Kohle eine wichtige Einnahmequelle. Die importierte Kohle wurde im Hafen gelagert und dann mit Schuten zu den auf Reede ankernden Überseedampfern gebracht.

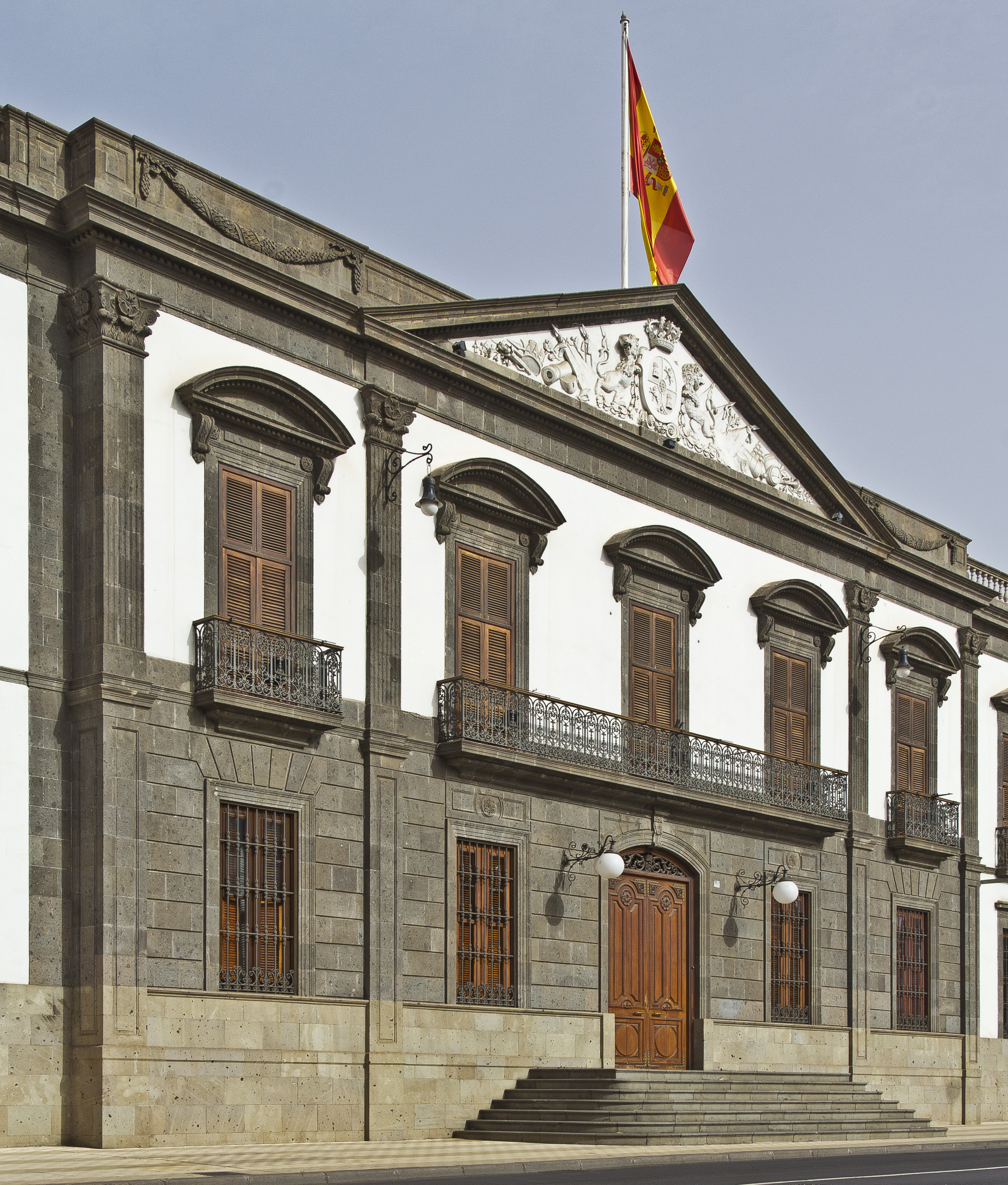
Capitanía General de Canarias

Im 19. Jahrhundert stiegen die Einwohnerzahlen der Stadt sprunghaft an: 1824 = 7.822 Einwohner, 1860 = 14.146 Einwohner, 1877 = 16.610 Einwohner, 1887 = 19.722 Einwohner und 1897 = 33.421 Einwohner. Dieser Anstieg der Bevölkerungszahlen führte zu einer Ausweitung des bebauten Stadtgebietes. Ende des 19. Jahrhunderts wurden erstmals von Seiten der Stadtverwaltung Bebauungs- und Stadterweiterungspläne aufgestellt. Die systematische Bebauung der Randgebiete des damaligen Stadtgebietes wurde durch private Baugesellschaften durchgeführt, wobei die Stadt an den Gesellschaften finanziell beteiligt war. Beispielhaft für das Vorgehen dieser Gesellschaften ist die Anlage des heute unter Denkmalschutz stehenden Stadtteils Barrio de los Hoteles. Das Wachstum der Stadt und die Ausweitung der städtischen, staatlichen und militärischen Verwaltung führte Mitte bis Ende des 19. Jahrhunderts zum Bau einer ganzen Reihe repräsentativer Bauwerke. So z. B. des Rathauses (begonnen im Jahr 1899) und der Capitanía General de Canarias (begonnen im Jahr 1879). Das Gebäude des aufgelösten Dominikanerklosters wurde abgerissen und an dieser Stelle eine neue Markthalle (begonnen 1847) und das Theater Guimerá (begonnen 1848) erbaut.
Am 6. Dezember 1883 wurde die erste Telegrafenverbindung durch ein Seekabel zwischen Cadiz und Santa Cruz de Tenerife hergestellt. 1893 breitete sich eine Cholera-Epidemie in der Stadt und den Nachbargemeinden aus. Die Krankheit wurde von einem italienischen Schiff gebracht, das aus Brasilien zurückkehrte. Es gab 382 Tote.

### Entwicklung im 20. Jahrhundert

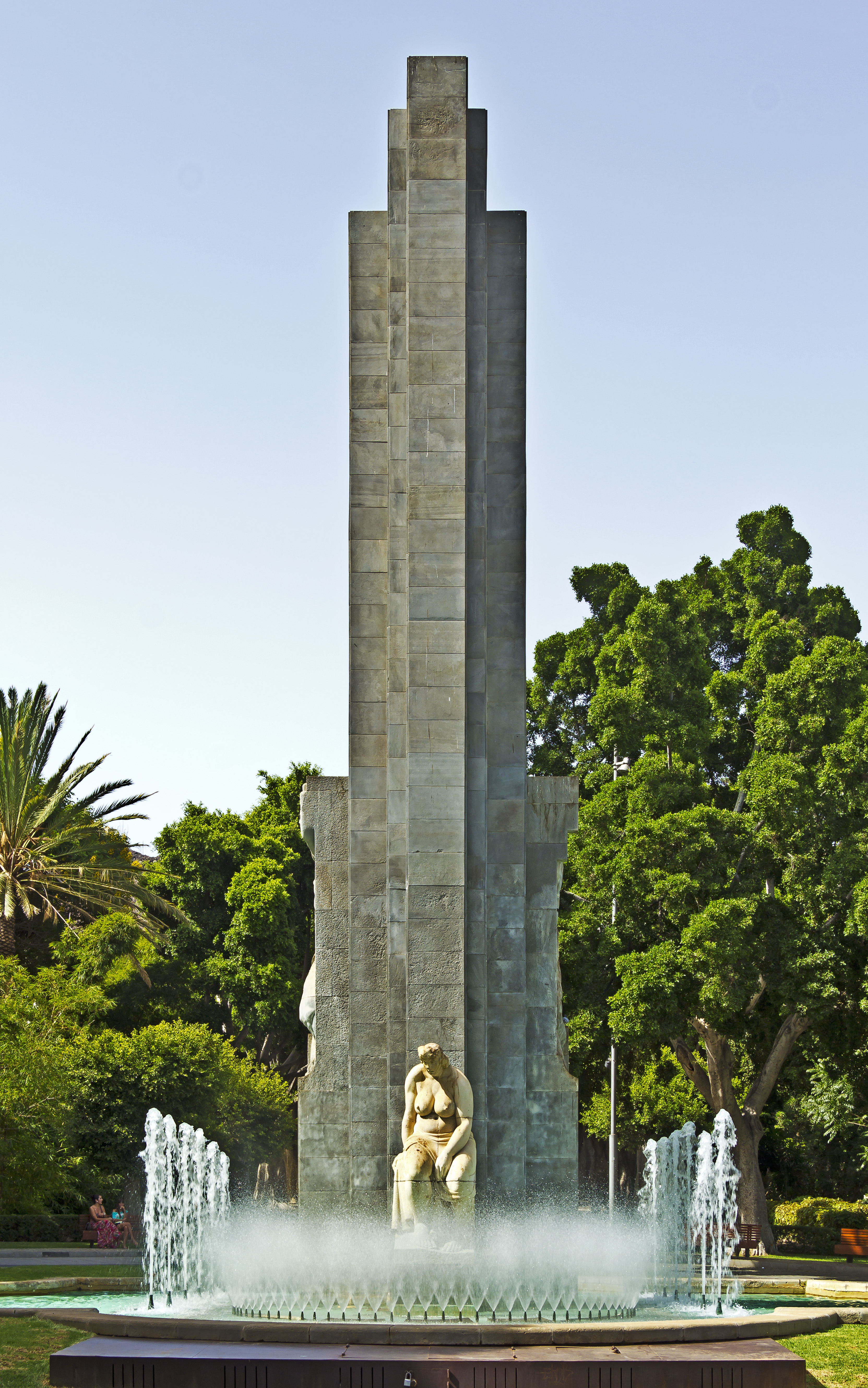
Monumento a Santiago García Sanabria im Parque García Sanabria

Durch den Bau einer Straßenbahnverbindung zwischen Santa Cruz und La Laguna im Jahr 1901 begannen die beiden Städte zu der Área metropolitana de Santa Cruz de Tenerife zusammenzuwachsen. Die Straßenbahnstrecke wurde im Jahr 1904 bis Tacoronte verlängert.
Im Gesetz über Schaffung der Cabildos auf den Kanarischen Inseln aus dem Jahr 1912 wurde Santa Cruz de Tenerife als Hauptstadt der Provinz, die damals alle Kanarischen Inseln umfasste, bestätigt. Einige Oberbehörden und Gerichte wurden allerdings auch auf anderen Inseln eingerichtet. Als besondere Einrichtung wurde für jede Insel ein eigenes Cabildo geschaffen. Es handelt sich dabei um ein von der Bevölkerung gewähltes Kollegialorgan, das Verwaltungsaufgaben oberhalb der Kommunalverwaltung und unterhalb der Provinzverwaltung wahrnimmt. 1913 trat das erste Cabildo für Teneriffa in Santa Cruz de Tenerife zusammen. 1933 wurden erste Pläne für ein Verwaltungsgebäude des Cabildos (Palacio Insular) entworfen. Der Bau an der Plaza de España konnte allerdings erst 1940 fertiggestellt werden.
Die Aufteilung der Kanarischen Inseln in zwei Provinzen im Jahr 1927 führte zu einem Bedeutungsverlust der Stadt Santa Cruz zu Gunsten der Stadt Las Palmas de Gran Canaria. Die Provinzen unterstanden direkt der Regierung in Madrid. Eine den ganzen Archipel umfassende Verwaltungseinheit entstand erst wieder 1996 durch die Schaffung der Comunidad Autónoma de Canarias.
Nach dem Wahlsieg der Volksfront bei der Wahl zu den Cortes am 16. Februar 1936 strukturierte die Regierung in Madrid die Armeeführung um und versetzte dabei alle als putschverdächtig geltenden Generäle an Orte, die so weit wie möglich von Madrid entfernt waren. So wurde General Francisco Franco y Bahamonde zum Capitan General der Kanarischen Inseln in Santa Cruz de Tenerife ernannt. Bei Beginn des Putsches, der zum Spanischen Bürgerkrieg führte, flog Franco von Gran Canaria aus nach Marokko.
Während des Bürgerkrieges 1936 nahm eine große Zahl von Bürgern der Stadt Santa Cruz de Tenerife an Kampfhandlungen auf dem Festland teil. Auf einem Lagergelände in Santa Cruz de Tenerife, das die englische Bananenexportfirma Fyffes den aufständischen Militärs zur Verfügung stellte, wurden in den ersten Monaten des Bürgerkrieges etwa 1.400 Personen, die als Gegner des Putsches verdächtig waren, interniert. Der Verbleib vieler dieser Personen ist auch heute noch weitgehend ungeklärt. In der Zeit von 1936 bis in die Mitte der 1950er Jahre wanderten viele Einwohner der Stadt aus politischen und wirtschaftlichen Gründen illegal nach Südamerika – besonders nach Venezuela – aus.
Die Autarkie-Politik der spanischen Regierung während des Zweiten Weltkriegs und bis Mitte der 1950er Jahre führte zu großen wirtschaftlichen Verlusten bei den Umsätzen des Hafens. Erst die Ende der 1950er Jahre eingeführte offenere Handelspolitik führte zu einer Ausweitung der Wirtschaftstätigkeit, die sich auch in einer Zunahme der privaten Bautätigkeit bemerkbar machte.
Im Jahr 1982 wurde Santa Cruz de Tenerife mit Las Palmas de Gran Canaria Hauptstadt der Comunidad Autónoma de Canarias. Das bedeutet, dass der Sitz des Presidente del Gobierno (das entspricht etwa dem deutschen Ministerpräsidenten eines Bundeslandes) in jeder Legislaturperiode wechselt. Das Parlament tagt immer in Santa Cruz de Tenerife.

### Entwicklung im 21. Jahrhundert

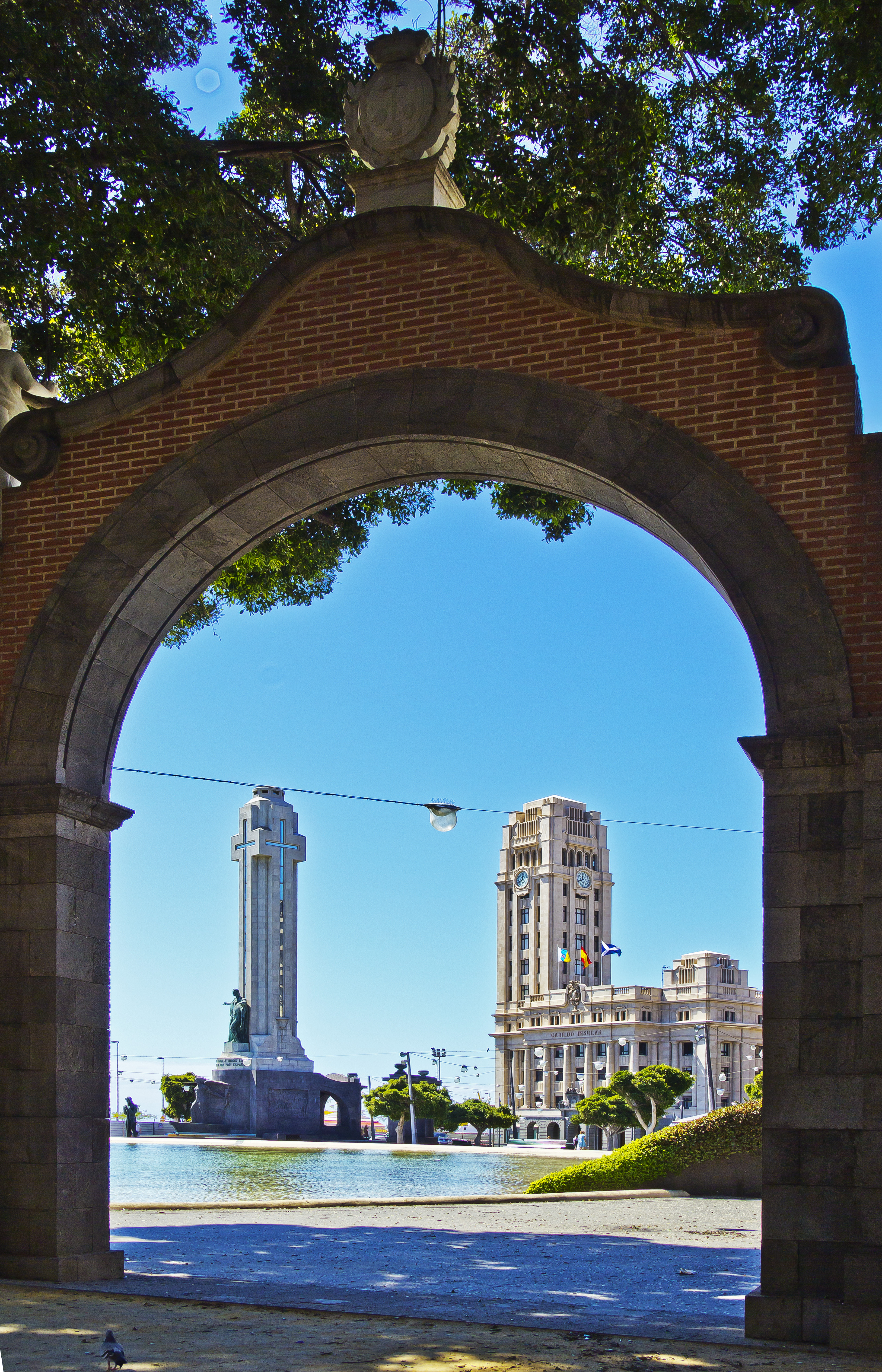
Plaza de España

Die wirtschaftliche Entwicklung der ersten Jahre des 21. Jahrhunderts führte besonders durch den Wohnungsbau und durch Einrichtung von Kleingewerbebetriebszonen zu einem Zusammenwachsen der Städte Santa Cruz de Tenerife und La Laguna zur Área metropolitana de Santa Cruz de Tenerife.
Die Umgestaltung der Plaza de España und die grundlegende Umgestaltung der Hafenzone sowie die Sperrung der Innenstadt für den Durchgangsverkehr und die Untertunnelung der Avenida Tres de Mayo führten zu einer Verkehrsberuhigung im Bereich des Stadtzentrums.
Verschiedene spektakuläre Bauten, wie z. B. El Rascacielo aus dem Jahr 1974, das Messe- und Kongresszentrum Centro Internacional de Ferias y Congresos de Tenerife (1996) des Architekten Calatrava, das Auditorio (1997–2003) des gleichen Architekten, die Torres de Santa Cruz (2004–2006), das TEA (2008) oder das Edificio Olympo (1976), prägen das Stadtbild nahezu ebenso stark wie die traditionellen historischen Gebäude.
Der Tourismus ist für die Stadt von großer Bedeutung, wenn auch nicht als „Übernachtungstourismus“, sondern als „Einkaufstourismus“ der Touristen aus den Touristenzentren Playa de las Americas/Los Cristianos und Puerto de la Cruz, die die Vorteile der gegenüber dem spanischen Festland günstigeren Mehrwertsteuer von 7 % (2013) besonders bei technischen Geräten nutzen.

## Geschützte Kulturgüter
In der Stadt gibt es eine Reihe von Kulturgütern, die bereits vor Inkrafttreten des Kulturschutzgesetzes Del Patrimonio Histórico Español geschützt waren. Nachdem im Jahr 1985 die Cortes Generales die Gesetze verabschiedeten, wurden die Grenzen und das Umfeld vieler dieser Kulturgüter durch neue Rechtsverordnungen der Regierung der Kanarischen Inseln klar abgegrenzt und geschützt. Einige der Kulturgüter auf dem Gebiet der Stadt Santa Cruz de Tenerife befinden sich in ländlichen Bereichen, z. B. im Anagagebirge. Die folgende Aufzählung ist u. U. ungenau, da einige der Kulturgüter zwar seit langer Zeit vorbeugend in die Liste der „Bienes“ aufgenommen wurden, aber die endgültige Festlegung aussteht oder dadurch, dass die Rechtsverordnungen eine andere Kategorie angibt als die Eintragung in Madrid. Teilweise wird in dem Registro in Madrid auch die Stadt Santa Cruz de Tenerife mit der Provinz verwechselt (mit *). Die Reihenfolge entspricht der Anordnung im Register. Mehrfachnennungen sind meist auf Veränderungen in der Einbeziehung des Umfeldes zurückzuführen.
Tabelle der Kulturgüter im Gebiet der Stadt Santa Cruz de Tenerife
| Kulturgut                                                              | Kategorie          | Nummer der Eintragung           | Abbildung |
| ---------------------------------------------------------------------- | ------------------ | ------------------------------- | --------- |
| La Financiera                                                          | Monumento          | (R.I. )51 – 0010987 -00000      |           |
| Almacén de Cepsa                                                       | Monumento          | (A.R.I.) – 51 – 0010991 – 00000 |           |
| Templo Masónico                                                        | Monumento          | (R.I.) – 51 – 0010945 – 00000   |           |
| El Barranco del Muerto                                                 | Zona Arqueológica  | (A.R.I.) – 55 – 0000756 – 00000 |           |
| El Ayuntamiento                                                        | Monumento          | (A.R.I.) – 51 – 0007041 – 00001 |           |
| Iglesia de Nuestra Señora de la Concepción                             | Monumento          | (R.I.) – 51 – 0004924 – 00001   |           |
| Museo Municipal                                                        | Monumento          | (A.R.I.) – 51 – 0001343 – 00001 |           |
| Delimitación de la Escuela de Artes Aplicadas y Oficios                | Monumento          | (A.R.I.) – 51 – 0007042 – 00001 |           |
| Palacio de Cartas                                                      | Monumento          | (A.R.I.) – 51 – 0001208 – 00001 |           |
| Delimitación de la Ermita de San Telmo                                 | Monumento          | (A.R.I.) – 51 – 0007043 – 00001 |           |
| Delimitación Antiguo Colegio de la Asunción                            | Monumento          | (A.R.I.) – 51 – 0007048 – 00001 |           |
| Delimitación Círculo de Amistad XII de Enero                           | Monumento          | (A.R.I.) – 51 – 0008723 – 00001 |           |
| Delimitación del Teatro Guimerá                                        | Monumento          | (A.R.I.) – 51 – 0004828 – 00002 |           |
| Parlamento de Canarias                                                 | Monumento          | (R.I.) – 51 – 0011237 – 00000   |           |
| Delimitación del Antiguo Mercado                                       | Monumento          | (R.I.) – 51 – 0004828 – 00001   |           |
| Biblioteca Pública del Estado                                          | Bibliotecas        | (R.I.) – BI – 0000026 – 00000   |           |
| Delimitación de la Iglesia Parroquial de San Francisco                 | Monumento          | (A.R.I.) – 51 – 0008731 – 00001 |           |
| Iglesia de Nuestra Señora de la Concepcion                             | Monumento          | (R.I.) – 51 – 0004924 – 00000   |           |
| Molino del Llano del Moro                                              | Monumento          | (R.I.) – 51 – 0010632 – 00000   |           |
| Casona de la calle del General Franco (Casa esquina de los carros)*    | Monumento          | (A.R.I.) – 51 – 0010633 – 00000 |           |
| Museo Municipal                                                        | Monumento          | (R.I.) – 51 – 0001343 – 00000   |           |
| Palacio de Cartas                                                      | Monumento          | (A.R.I.) – 51 – 0001208 – 00000 |           |
| Inmueble Calle del Castillo 44                                         | Monumento          | ./.                             |           |
| Antiguo Hospital Civil                                                 | Monumento          | (R.I.) – 51 – 0004989 – 00000   |           |
| Teatro Guimerá y Antiguo Mercado                                       | Monumento          | (R.I.) – 51 – 0004828           |           |
| Edificio Calle Castillo 45                                             | Monumento          | (A.R.I.) – 51 – 0006909 – 00000 |           |
| Plaza Weyler                                                           | Monumento          | (A.R.I.) – 51 – 0007046 – 00000 |           |
| Monumento del Parlamento de Canarias Institucion Musical Santa Cecilia | Monumento          | (A.R.I.) – 51 – 0007047 – 00000 |           |
| Antiguo Colegio de la Asunción Tenerife Santa Cruz de Tenerife         | Monumento          | (R.I.) – 51 – 0007048 – 00000   |           |
| Institucion de Villasegura ( Antigua Escuela de Comercio)              | Monumento          | (A.R.I.) – 51 – 0007049 – 00000 |           |
| Casas Consistoriales del Ayuntamiento                                  | Monumento          | (R.I.) – 51 – 0007041 – 00000   |           |
| Ermita de San Telmo                                                    | Monumento          | (R.I.) – 51 – 0007043 – 00000   |           |
| Cementerio de San Rafael y San Roque                                   | Monumento          | (R.I.) – 51 – 0007044 – 00000   |           |
| Museo Municipal de Bellas Artes etc.                                   | Monumento          | (A.R.I.) – 51 – 0007045 – 00000 |           |
| Escuela de Artes Aplicadas y Oficios Artísticos                        | Monumento          | (R.I.) – 51 – 0007042 – 00000   |           |
| Casino                                                                 | Monumento          | (R.I.) – 51 – 0007420 – 00000   |           |
| Castillo de Paso Alto                                                  | Monumento          | (R.I.) – 51 – 0008255 – 00000   |           |
| Castillo de San Andrés                                                 | Monumento          | (R.I.) – 51 – 0008256 – 00000   |           |
| Castillo de San Juan                                                   | Monumento          | (R.I.) – 51 – 0008257 – 00000   |           |
| Castillo de San Joaquín                                                | Monumento          | (R.I.) – 51 – 0008258 – 00000   |           |
| Edificio Circulo de Amistad XII de Enero                               | Monumento          | (R.I.) – 51 – 0008723 – 00000   |           |
| Iglesia Parroquial de San Francisco                                    | Monumento          | (R.I.) – 51 – 0008731 – 00000   |           |
| Parroquia de María Auxiliadora (Barrio de Duggi)                       | Monumento          | (A.R.I.) – 51 – 0009272 – 00000 |           |
| Barrio de los Hoteles – Pino de Oro                                    | Conjunto Histórico | (R.I. ) – 53 – 0000394 – 00000  |           |
| Conjunto Histórico Artístico El Toscal                                 | Conjunto Histórico | (A.R.I.) – 53 – 0000395 – 00000 |           |
| Conjunto Histórico Artístico El Tanque*                                | Conjunto Histórico | (A.R.I.) – 53 – 0000409 – 00000 |           |
| Zona Arqueológica Barranco del Muerto                                  | Zona Arqueológica  | (A.R.I.) – 55 – 0000355 – 00000 |           |
| Zona Arqueológica Barranco del Pilar                                   | Zona Arqueológica  | (A.R.I.) – 55 – 0000356 – 00000 |           |
| Archivo Histórico Provincial                                           | Archivos           | (R.I.) – BI – 0000026 – 00000   |           |
| Casa Mascareño                                                         | Monumento          | (R.I.) – 51 – 0010602 – 00000   |           |
| Casa Sixto Machado                                                     | Monumento          | (A.R.I.) – 51 – 0010603 – 00000 |           |
| Iglesia de San Antonio de Padua*                                       | Monumento          | (R.I.) – 51 – 0010623 – 00000   |           |

## Sehenswürdigkeiten

### Plätze
Plaza de la Candelaria

Plaza Candelaria

Die Plaza de la Candelaria bildet das Zentrum des Fußgängerbereichs der Stadt. Der Platz war lange Jahre mit dem Gebäude der Stadtverwaltung und dem Sitz des Capitan General sowie der Nähe der wichtigsten Handelshäuser das politische und wirtschaftliche Zentrum der Stadt. Auf diesem Platz endete eine wichtige Wasserleitung. Auf dem Platz finden regelmäßig Veranstaltungen statt. Dazu wird meist auf der Ostseite eine Bühne aufgebaut und der nach Westen ansteigende Platz als Zuschauerraum genutzt.
Plaza de España
Die Plaza de España liegt teilweise auf dem Gelände der Anfang des 20. Jahrhunderts abgerissenen Verteidigungsanlage Castillo de San Cristóbal. Ende der 1940er Jahre wurde hier am Zugang der Stadt vom Hafen her ein imposantes Denkmal für die Gefallenen des Bürgerkrieges errichtet. Die zentrale Bedeutung dieses Denkmals für den Platz wurde durch die Umgestaltung der Umgebung in den Jahren 2006 – 2008 abgeschwächt.
Alameda

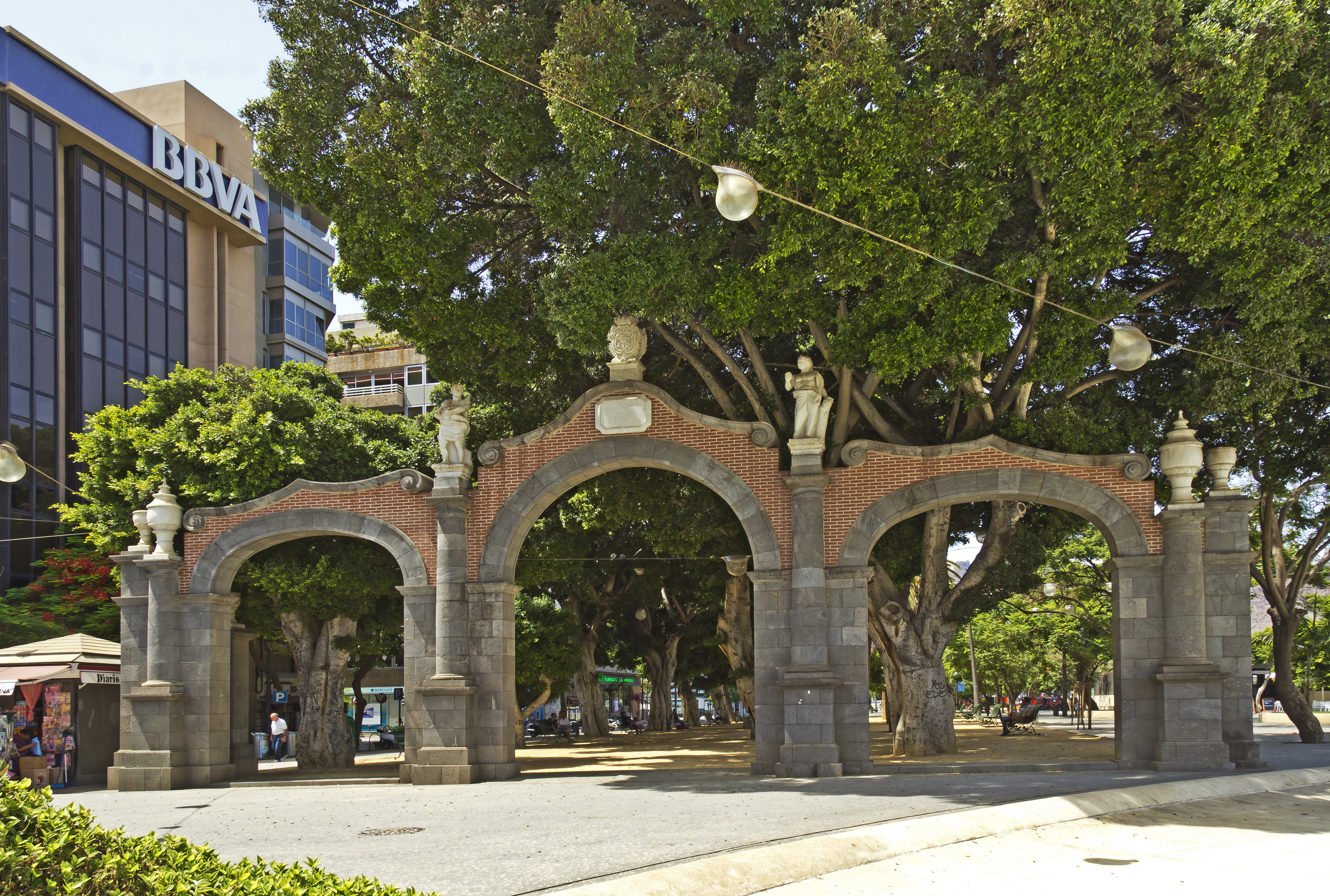
Rekonstruierter Eingang zur Alameda del Duque de Santa Elena

Die Alameda del Duque de Santa Elena war ein Park, der heute in die Gesamtgestaltung der Plaza de España einbezogen ist. Die Anlage wurde von dem Comandante General Miguel de la Grúa Talamanca, Marqués de Branciforte angeregt. Der Militäringenieur Andrés Amat de Tortosa wurde mit der Planung beauftragt. Die Kosten wurden durch Spenden der Bürger und Beiträge des Marqués de Branciforte aufgebracht.
Den Eingang zu der Allee bildeten drei Bögen, die von einem königlichen Wappen gekrönt waren. Zwischen den Bögen standen allegorische Marmorfiguren des Frühlings und des Sommers auf Pilastern. Der Park hatte drei parallele Wege, an denen Indischer Lorbeer und Platanen gepflanzt waren. Am Ende des mittleren Weges stand ein in Genua hergestellter Marmorbrunnen. Durch die Nähe des Meeres litt die Bepflanzung sehr stark durch das Salzwasser und den Wind. Im Rahmen des Hafenausbaus wurde das Tor im 20. Jahrhundert abgerissen. Bei der Umgestaltung der Plaza de España und der Uferanlagen in den Jahren 2006 – 2008 wurde die Alameda mit in den Gesamtplan eingezogen, der Torbogen wiedererrichtet, der Marmorbrunnen versetzt und durch die Bepflanzung und Bebauung der Flächen mit naturangepasster Architektur ein fließender Übergang zwischen den verschiedenen Bereichen geschaffen.
Plaza del Príncipe
Die Plaza del Príncipe wurde Mitte des 19. Jahrhunderts auf dem Gelände des Gartens des Franziskanerklosters San Pedro de Alcántara angelegt. Auf dem dicht mit Bäumen bewachsenen Platz gibt ein Restaurant und einen Musikpavillon (Kiosco) der häufig im Mittelpunkt von Veranstaltungen steht.
Plaza del Chicharro

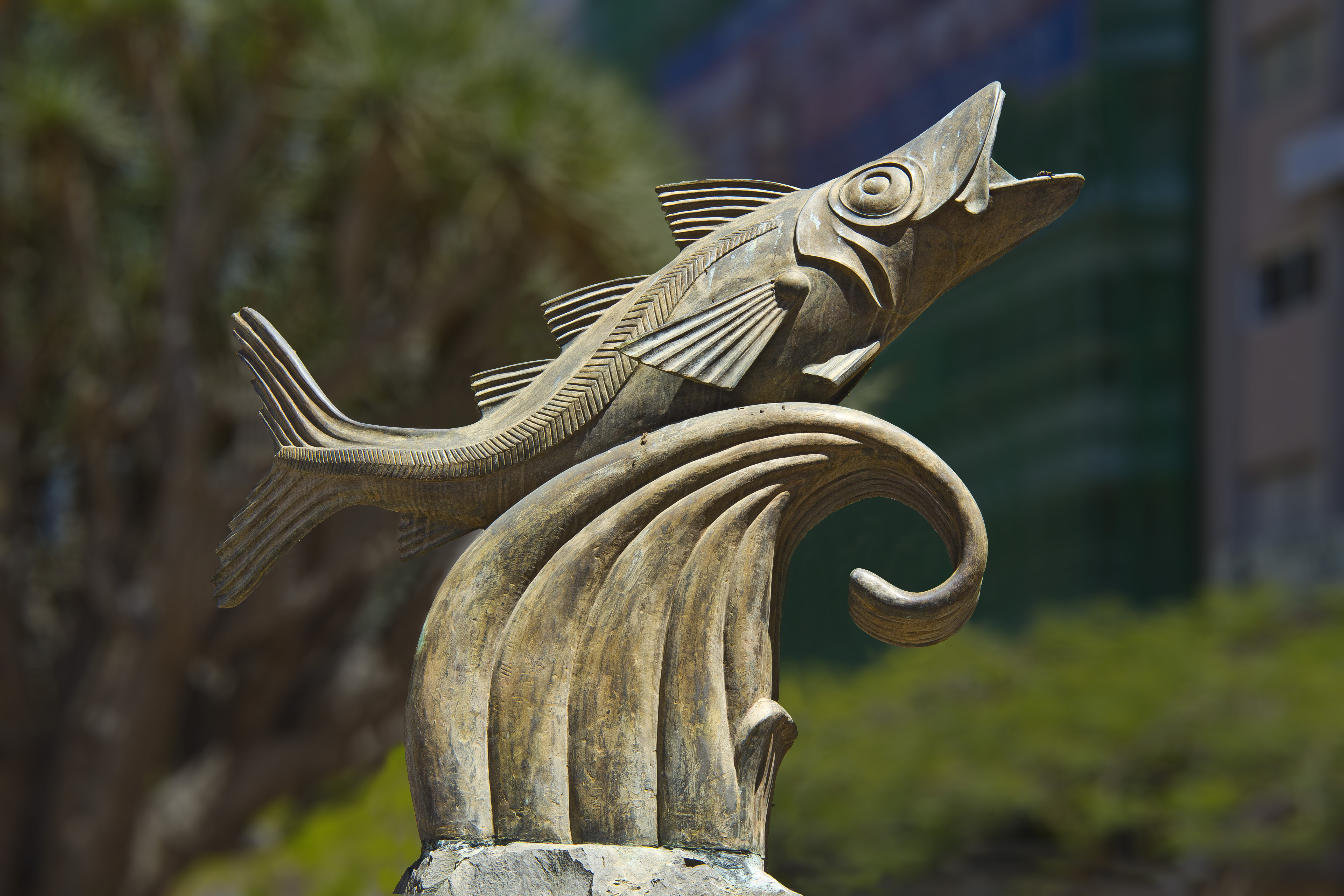
Skulptur auf der Plaza del Chicharro

Die Plaza del Chicharro ist ein kleiner trapezförmiger Platz in der Innenstadt. Er schließt direkt an die Plaza del Príncipe an. Nach der Sperrung für den allgemeinen Verkehr wird ein großer Teil der gepflasterten Platzfläche von Straßencafés genutzt. Der Name, den der Platz seit 2009 auch offiziell führt, leitet sich von dem Fisch Chicharro (Bastardmakrele) her. Dieser Fisch, von dem sich die Einwohner des Ortes nach Ansicht der Bürger der Stadt La Laguna ernährten, führte zu der Bezeichnung Chicharrero für die Bewohner der Stadt Santa Cruz de Tenerife. Eine Plastik dieses Fisches, die die venezolanische Kulturvereinigung „Los Liqui-Liquis“ den Einwohnern der Stadt schenkte, war von Schülern der Escuela de Industriales in Caracas angefertigt worden. Nachdem dieses Denkmal abhandengekommen war, schmückt seit dem Jahr 2003 eine neue Bronzeplastik auf einem Basaltsteinsockel den Platz.
Plaza de 25 de Julio
Die Plaza de 25 de Julio ist das Zentrum des unter Denkmalschutz stehenden Stadtteils Barrio de los Hoteles. Die heutige Gestaltung des Platzes mit einem Brunnen und Bänken mit Keramikfliesen stammt aus den 1920er Jahren.
Plaza Weyler
Die Plaza Weyler wurde im späten 19. Jahrhundert angelegt. Nach dem Bau des Palacio de la Capitanía General de Canarias, der Verlängerung der Calle del Castillo nach Westen und der Anlage der Avenida 25 de Julio beauftragte die Stadtverwaltung von Santa Cruz de Tenerife den Architekten Vicente Armiño mit dem Entwurf eines Platzes, der unbefestigt war und auf dem bisher Militärübungen abgehalten wurden. Im Zentrum stand erst eine einfache runde Brunnenschale. Im Jahr 1899 wurde dann der von dem Bildhauer Achille Canessa aus weißem Carrara-Marmor geschaffene Brunnen aufgestellt. Die verschiedenen Umgestaltungen in den angrenzenden Bereichen haben die Grundstruktur des Platzes nicht verändert. Der Platz steht seit 1985 unter Denkmalschutz.
Plaza de la Iglesia

Die Nordseite der Plaza de la Iglesia

Die Plaza de la Iglesia dehnt sich nördlich der Iglesia de Nuestra Señora de la Concepción aus. Der Platz gliedert sich heute (2013) in zwei Bereiche: Einen gepflasterten und mit Bäumen und Bänken versehenen und einen mit Gittern abgegrenzten Teil. Der Kirchplatz war im 16. Jahrhundert das Zentrum des Ortes. Im Umfeld dieses Platzes fand das soziale und wirtschaftliche Leben von Santa Cruz de Tenerife statt, das sich später an die Plaza del Pilar, die heutige Plaza Candelaria verlagerte. Wie auch die Kirche selbst wurden die Häuser, die heute an der Nordseite des Platzes stehen, im Laufe der Zeit immer wieder dem Stil der Zeit angepasst. Das Haus auf der Westseite des Platzes, die Casa Carta, wurde 1724 auf den Grundmauern eines aus dem 17. Jahrhundert stammenden Hauses neu errichtet. Der heute gepflasterte Teil des Platzes war bis zur Mitte des 20. Jahrhunderts bebaut. Nachdem die Gebäude wegen ihres schlechten Zustandes abgerissen wurden, bietet sich heute eine veränderte Sicht auf die Kirche. Hier finden an Karneval und zu anderen Gelegenheiten öffentliche Veranstaltungen statt.
Der mit Gittern abgegrenzte Teil ist der ursprüngliche, seit dem frühen 16. Jahrhundert bestehende Platz. Heute steht dort ein Steinkreuz, das Don Bartolomé Antonio Méndez Montañéz 1759 auf der Plaza Candelaria aufstellen ließ.

### Parks

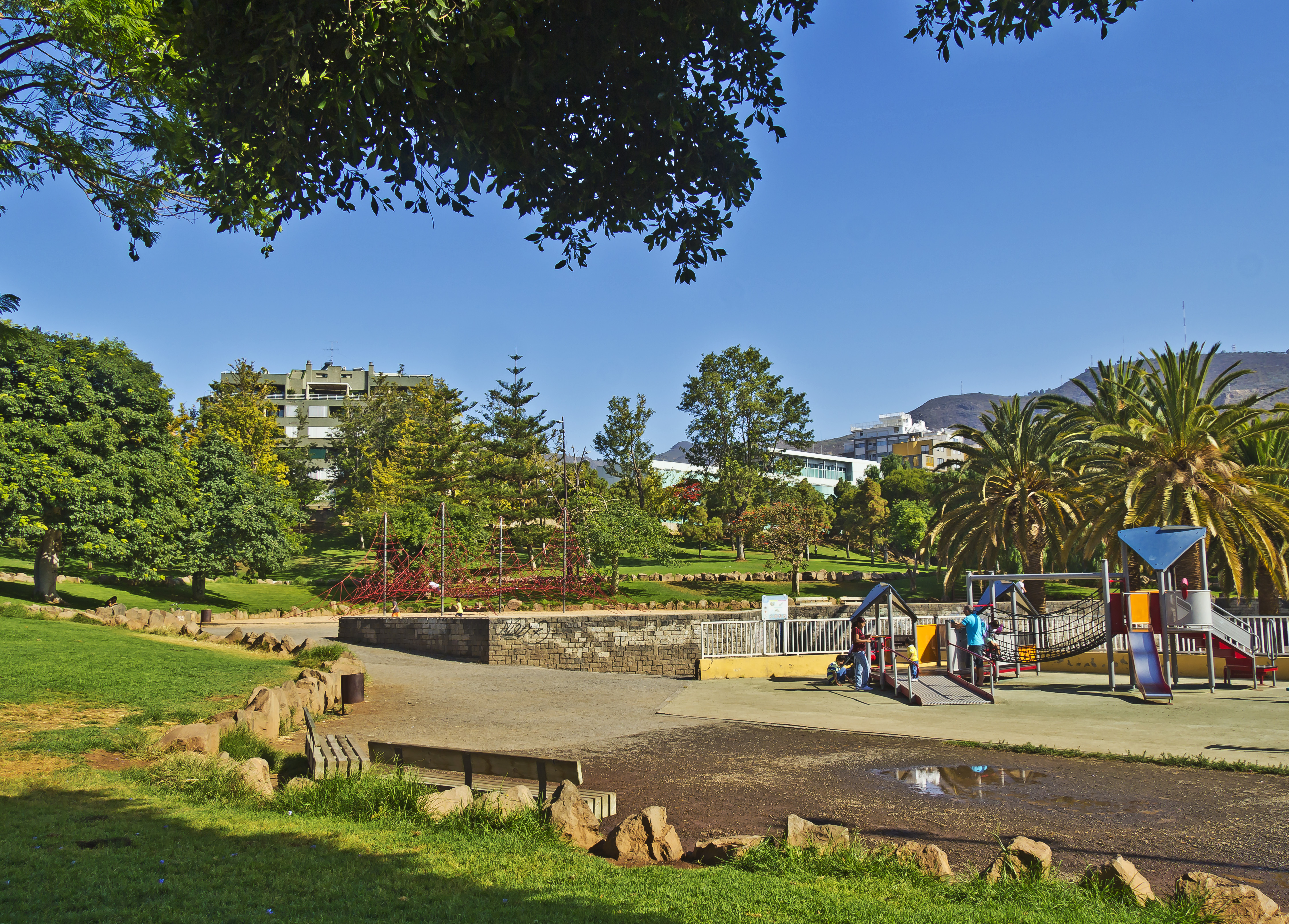
Parque de la Granja
Der Park liegt im Stadtteil El Chapatal im Stadtbezirk La Salud-La Salle. Der Name La Granja (zu Deutsch: Der Bauernhof) ergibt sich daraus, dass ein Teil des Geländes früher Einrichtungen des Landwirtschaftsministeriums gehörten.
Der Park wurde ab 1969 geplant. Der erste Abschnitt konnte ab 1976 genutzt werden.
Auf 64.310 m² wachsen sowohl einheimische Pflanzen wie Palmen und Drachenbäume und eingeführte, z. B. Jacaranda oder Zweihäusige Kermesbeere. Ausgedehnte Rasenflächen eignen sich für verschiedene Sportarten. Die Wege sind teilweise asphaltiert, teilweise mit Asche bestreut. Es gibt ein Café, Kinderspielplätze und Sportgeräte für Erwachsene. In der Südecke des Parks wurde im Jahr 2005 im Rahmen der „Exposición Internacional de Escultura en la Calle“ eine zehn Meter hohe Skulptur des 1939 in Guimaraes (Brasilien) geborenen Künstlers José de Guimaraes aufgestellt. Das Denkmal für den Naturforscher Félix Rodríguez de la Fuente ist eine Arbeit von María Belén Morales.
In der Nord-West-Ecke befindet sich die Biblioteca Pública del Estado en Santa Cruz de Tenerife.
Parque García Sanabria
Der Parque García Sanabria ist ein ca. 6,7 ha großer Park im nördlichen Teil der Innenstadt. Der Park wurde in den 1920er Jahren angelegt und 2004 – 2006 grundlegend renoviert, ohne das Grundkonzept der Anlage zu verändern. In dem Park stehen viele plastische Kunstwerke, davon eine große Anzahl die im Rahmen der Exposición Internacional de Escultura en la Calle aufgestellt wurden. In dem Park finden regelmäßig verschiedene Veranstaltungen statt.
Parque Marítimo César Manrique

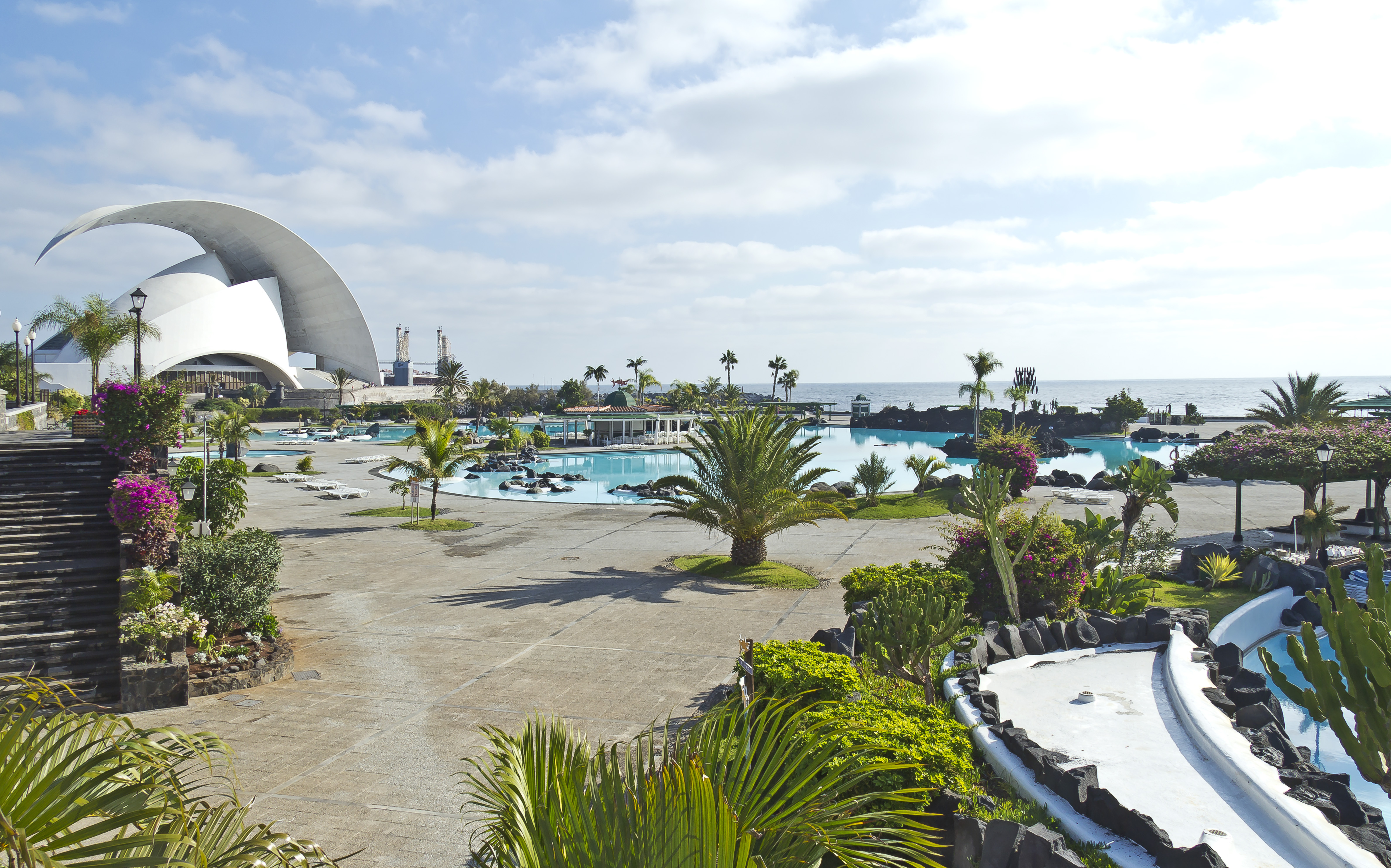
Der Parque Marítimo César Manrique

Der Parque Marítimo César Manrique ist eine Freibadanlage im Stadtteil Los Llanos direkt am Meer neben dem Castillo San Juan in der Nähe des Auditorios. Der Park wurde von César Manrique entworfen, aber erst drei Jahre nach dem Tod des Künstlers im Jahr 1995 fertiggestellt. Im Jahr 2010 wurde die Anlage von Grund auf renoviert. Ähnlich wie bei dem Lago de la Costa de Martiánez in Puerto de la Cruz wurden hier Elemente der vulkanischen Natur der Kanarischen Inseln und subtropische Pflanzen als Gestaltungsmittel in die Gebäude mit einbezogen.
Die Anlage hat eine Grundfläche von 22.000 m². Die drei Becken, in denen bepflanzte Inseln liegen, haben unregelmäßige Formen. Das Wasser wird direkt aus dem Meer gepumpt. Es gibt Restaurants, Umkleideräume, Duschen, Einrichtungen für unterschiedliche Aktivitäten, auch Liegestühle und Sonnenschirme stehen zur Verfügung.
Palmetum
Der Palmetum ist ein botanischer Garten mit dem Schwerpunkt auf Palmengewächsen. Das Gelände, das bis 1983 als Müllhalde genutzt wurde, liegt auf einer Halbinsel im Stadtteil Los Llanos neben dem Parque Marítimo César Manrique gegenüber dem Centro Internacional de Ferias y Congresos de Tenerife. Auf einem künstlichen Berg in einer Höhe von 42 Metern über dem Meer liegt eine ebene Fläche von 55.000 m². Die restlichen 65.000 m² sind Böschungen. Das Projekt wurde im Jahr 1995 mit Unterstützung der Europäischen Union und der Stadt Santa Cruz de Tenerife begonnen. Die Pläne stammten von den Agronomen Manuel Caballero und José Timón, dem Biologen Carlo Morici und dem Gartenarchitekten Carlos Simón. Die praktische Durchführung der Arbeiten lag in der Hand der Firma Zona Verde unter Fernando Ascanio Amigó.
In den Jahren 1996 bis 1999 wurde eine große Sammlung von geeigneten Pflanzen mit der Hilfe vieler auswärtiger Gärten angelegt. Ende des Jahres 1999 musste das Projekt, ohne vollendet zu sein, zurückgefahren werden. Von den 460 Arten, die im Jahr 1999 auf dem Gelände wuchsen, waren im Jahr 2006 nur noch 296 vorhanden. Im Jahr 2007 wurden die Arbeiten wieder aufgenommen. Die Regierung der Kanarischen Inseln finanzierte die wichtigsten Arbeiten an der Südseite des Parks, die bis dahin kaum bepflanzt war. 2010 wuchsen auf dem Gelände des Parks 3.600 Exemplare von 1.600 Pflanzenarten, davon 470 wertvolle, seltene Palmen, von denen 72 auf der Roten Liste der IUCN aufgeführt werden. Im Januar 2014 wurde das Palmetum eröffnet und ist täglich von 10:00 Uhr bis 18:00 Uhr zu besichtigen.

### Straßen

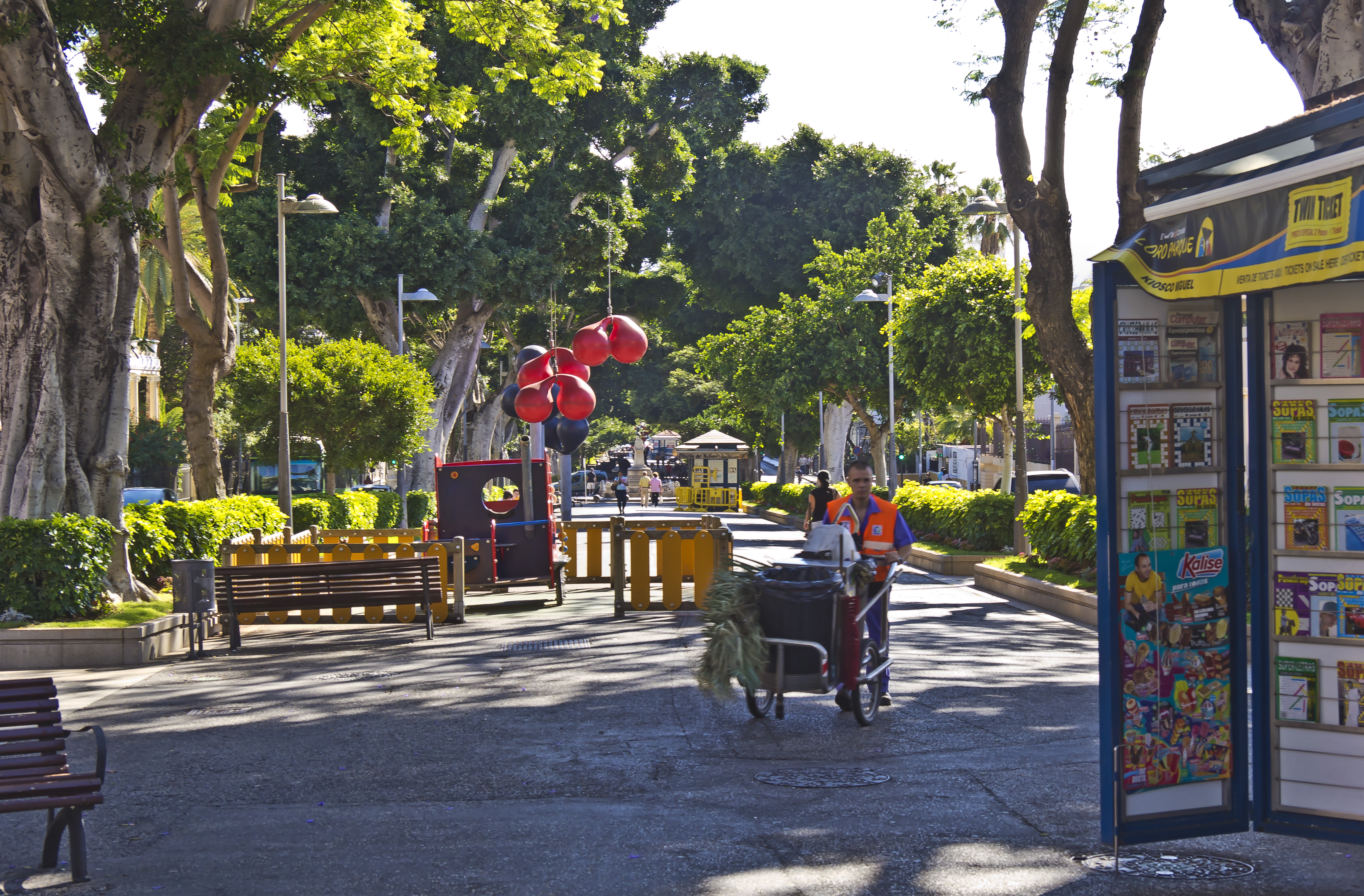
Rambla de Santa Cruz
Die Rambla de Santa Cruz ist eine Straße, die von der Plaza La Paz aus in nordöstliche Richtung führt und an der Avenida Francisco La Roche (Avenida Anaga) endet. Auf der anderen Seite der Plaza La Paz führt die Avenida de la Asunción in südliche Richtung über den Barranco de Santos zur Plaza de la Republica Dominicana. Die Verlängerung, die Avenida Reyes Catolicos, endet in der Nordautobahn (TF5). Die drei Straßen bilden aufgrund ihrer ähnlichen Anlage eine Einheit. Auf beiden Seiten einer breiten asphaltierten Fußgängerzone fließt der Verkehr jeweils zweispurig. Der Mittelbereich wird von den Fahrbahnen durch Bäume, Büsche oder Blumenbeete abgetrennt. Auf der Fläche gibt es Cafés, Kioske, Kinderspielplätze und viele Sitzgelegenheiten. Im Rahmen der Exposición Internacional de Escultura en la Calle wurden Kunstwerke aufgestellt, von denen heute (2013) noch elf im Mittelbereich bzw. auf der Mittelinsel eines Kreisverkehrs stehen. Die Rambla verläuft teilweise durch bzw. grenzt an das denkmalgeschützte Barrio de Los Hoteles mit dem Parque García Sanabria. Die frühere Stierkampfarena ragt etwas in den Straßenverlauf hinein, so dass an dieser Stelle sowohl die Fahrbahnen als auch der Fußgängerbereich eingeengt sind.
Im Rahmen der jährlich stattfindenden Fiestas de Mayo werden am 3. Mai auf dem Stück südlich des Parque García Sanabria freistehende Kreuze ausgestellt, die aus frischen Blumen gesteckt werden. Die meist über zwei Meter hohen Ausstellungsstücke (im Jahr 2013 waren es 17 Exemplare) werden von verschiedenen Vereinigungen der Stadt geschaffen. Eine weitere Ausstellung zeigt seit einigen Jahren Kreuze, die von den Schülern verschiedener Schulen aus wiederverwerteten Materialien hergestellt werden.

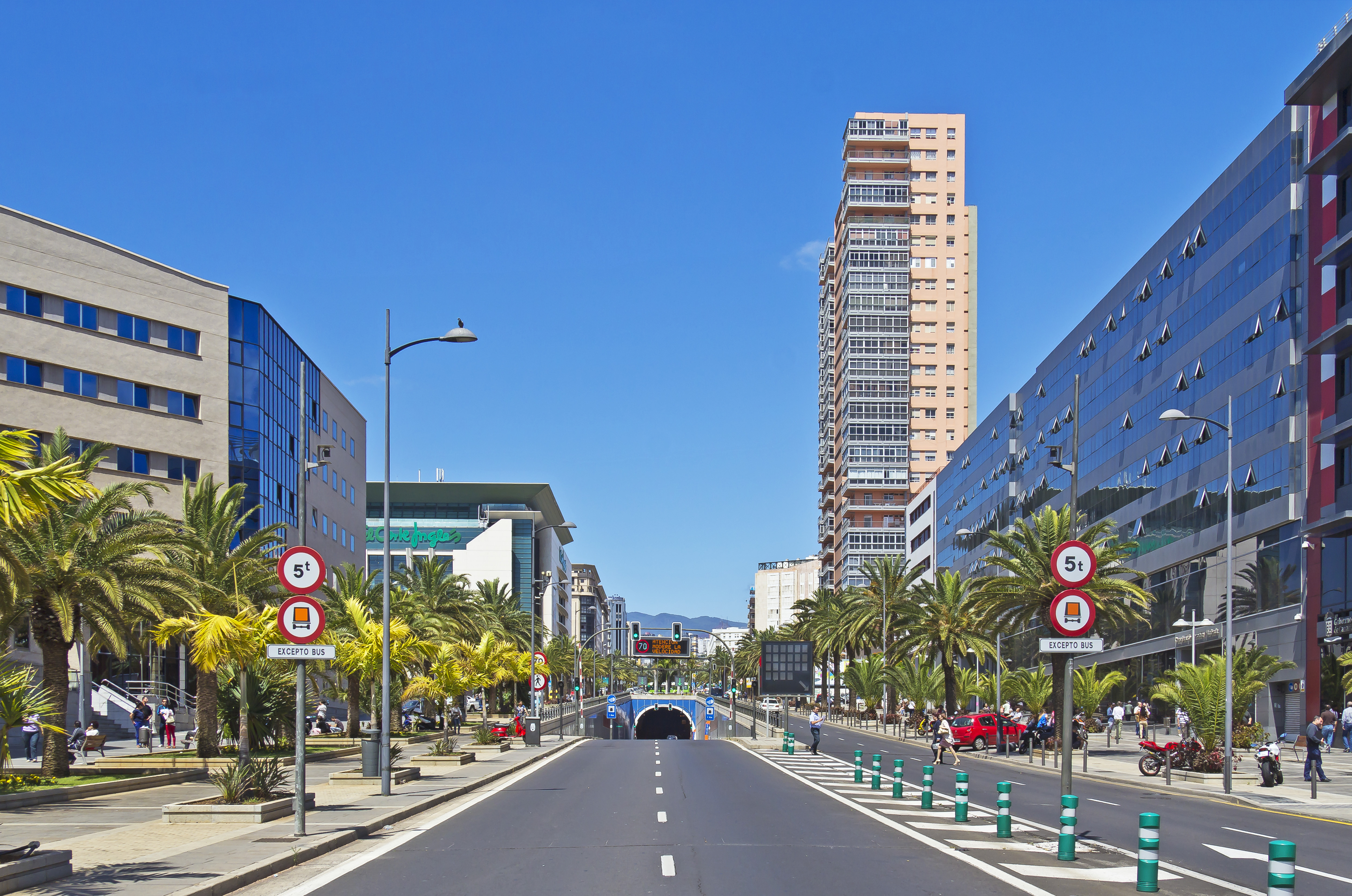
Avenida Tres de Mayo
Die Avenida Tres de Mayo trennt die Stadtteile El Cabo und Los Llanos. Sie ist in ihrem unterirdischen Teil der Beginn der Nordautobahn (TF5) in Richtung Los Realejos. Der Name Tres de Mayo erinnert an die Gründung der Stadt am 3. Mai 1494.
Ende der 1990er Jahre hatte die Avenida Tres de Mayo jeweils drei Spuren stadteinwärts und stadtauswärts. Wegen der vielen Kreuzungen kam der Verkehr in den Spitzenzeiten regelmäßig zum Stillstand. Um dem abzuhelfen, wurde die Straße auf eine Länge von fast einem Kilometer untertunnelt. Der Tunnel liegt etwa acht Meter unter dem Niveau der darüberliegenden Straße. Außer der Einfahrt von der Avenida Marítima aus gibt es zwei weitere seitliche Zufahrten von der Calle José Hernández Afonso und der Avenida La Salle aus. An diesen Einfahrten gibt es neben der zweispurigen Fahrbahn Beschleunigungsstreifen. Da der Tunnel nur in einer Richtung befahrbar ist, erreicht der Verkehr in Gegenrichtung die Stadt Santa Cruz de Tenerife über die Calle Alfaro Ródrigez bzw. die Avenida Manuel Hermoso Rojas.
Der über der Erde liegende Teil der Straße kann in beiden Richtungen auf jeweils zwei Spuren befahren werden. Zwischen den Fahrbahnen wurde eine mit Bäumen, Blumenbeeten und Bänken ausgestattete Fußgängerzone eingerichtet. An den Straßenrändern gibt es Park- bzw. Ladebuchten.
An der Avenida Tres de Mayo befinden sich Verwaltungsgebäude des Gobierno de Canarias (Regierung der Autonomen Gemeinschaft der Kanarischen Inseln), das neue Gerichtsgebäude, der Intercambiador (Busbahnhof), das erste Wohnhochhaus der Stadt (Rascaciellos) aus dem Jahr 1975, das Hochhaus des Kaufhauskonzerns El Corte Inglés, Hotels und Einkaufszentren.

### Gebäude

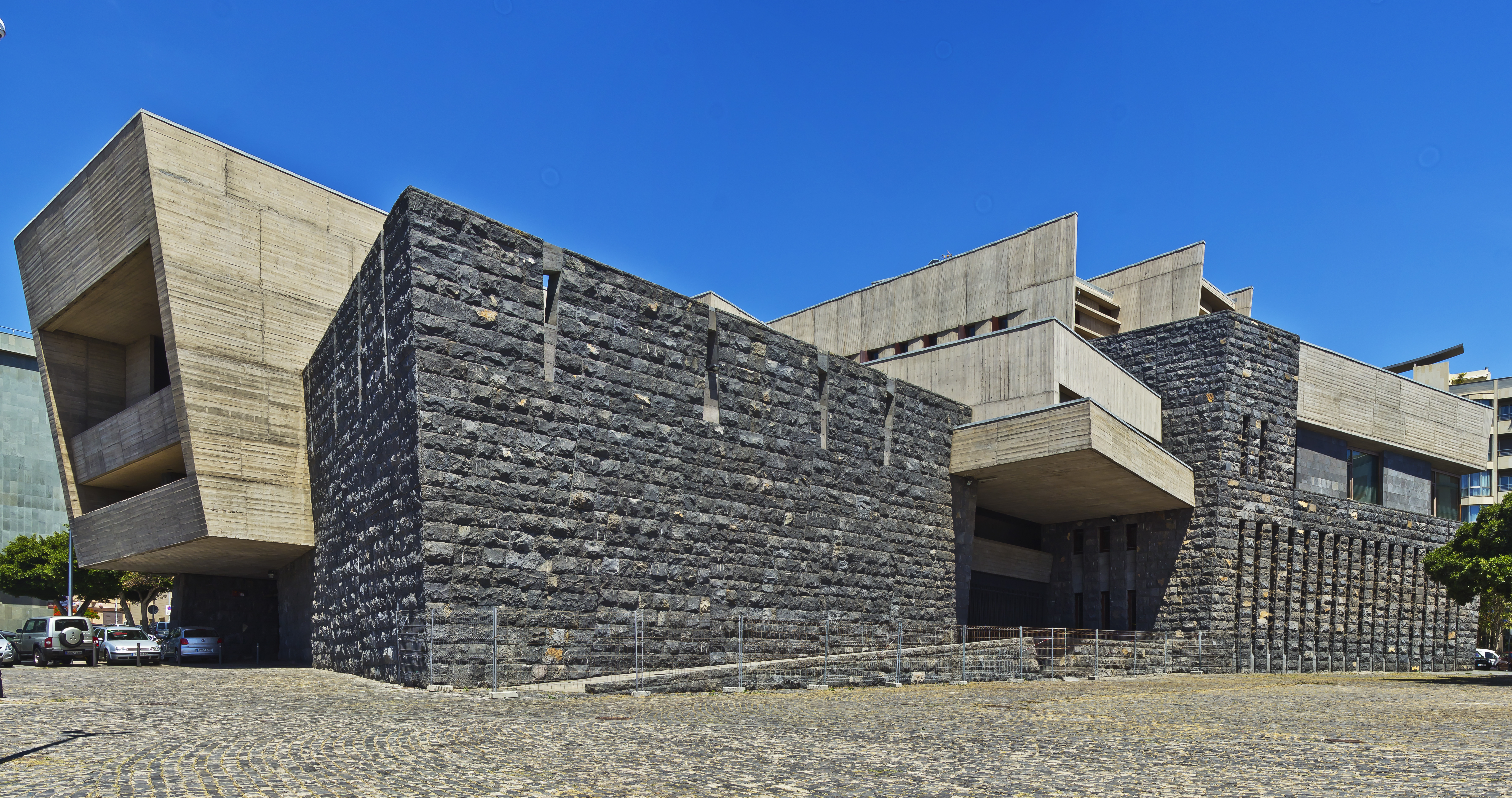
Presidencia del Gobierno de las Islas Canarias

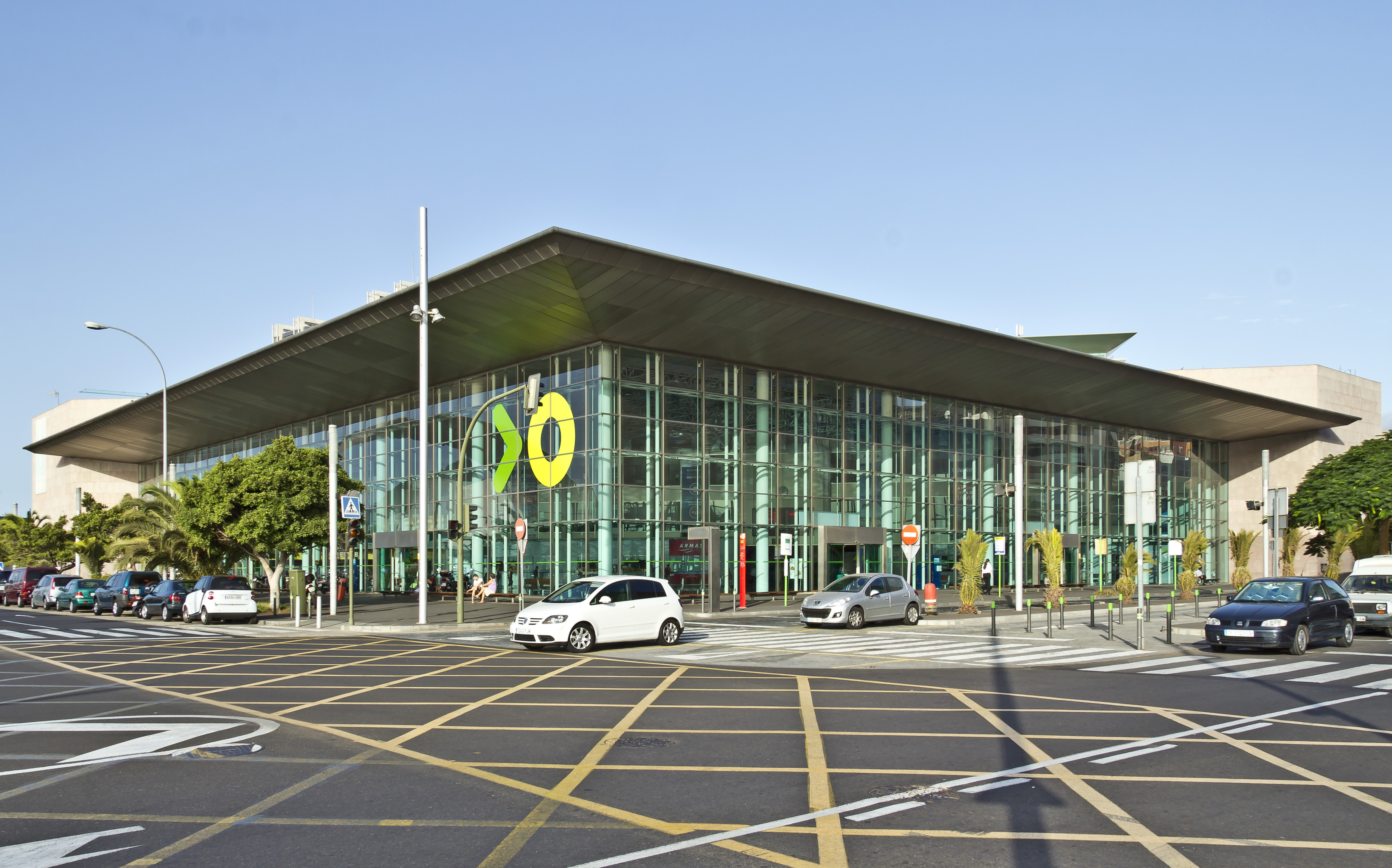
Ansicht des Busbahnhofs von Nordosten

Nuestra Señora del Pilar (1752)

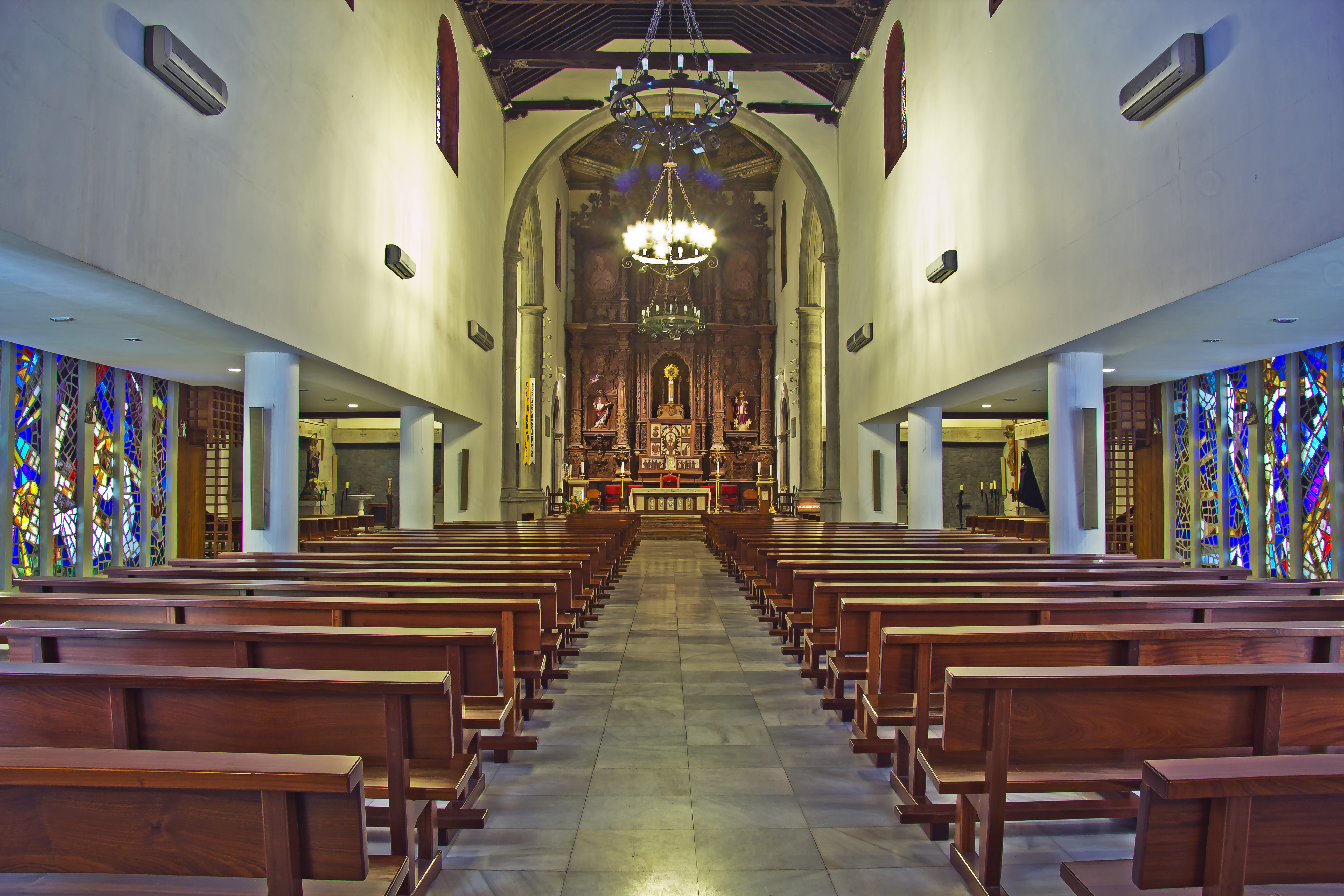
Nuestra Señora del Pilar

Die Gemeindekirche steht im Stadtteil El Toscal zwischen der Calle San Lucas und der Calle de San Clemente an der Calle del Pilar. Sie wurde als einschiffige Kirche mit einem kurzen Querschiff gebaut. Die 1967 angefügten Seitenschiffe enthalten keine Altäre, sondern nur Beichtstühle. Von besonderer Bedeutung für die Gläubigen ist die Prozession der Señora de las Angustias, die am Karfreitag ihren Ausgangs- und Endpunkt an dieser Kirche hat.
Palacio de la Capitanía General de Canarias (1880)

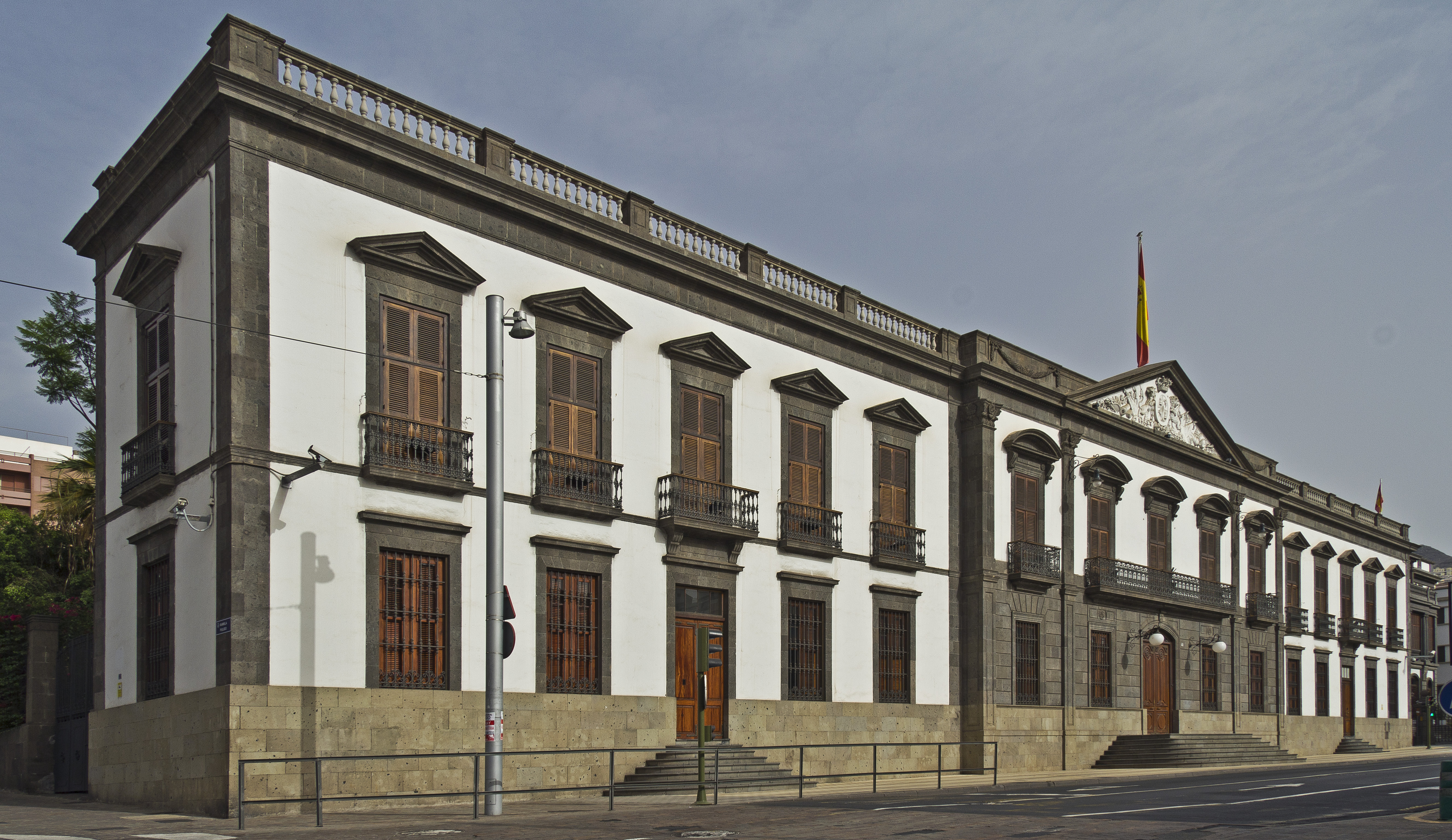
Capitanía

Das Gebäude der Capitanía General de Canarias liegt auf der Westseite der Plaza Weyler. Der Sitz des militärischen Oberbefehlshabers der Kanarischen Inseln war ursprünglich in Las Palmas de Gran Canaria. Nachdem der Capitán General Lorenzo Fernández de Villavicencio Marqués de Villahermoso im Jahr 1723 den Sitz des Capitán General in das Castillo San Cristóbal in Santa Cruz de Tenerife verlegte, war die Capitanía in verschiedenen Gebäuden untergebracht. 1878 ließ der damalige Capitán General Valeriano Weyler ein neues Gebäude auf dem zu dieser Zeit noch außerhalb der Innenstadt liegenden Gelände des alten Militärkrankenhauses planen. Die Entwürfe stammen von dem Kommandanten der Pioniertruppen Tomás Clavijo y Castillo Olivares. Die Wand- und Deckenmalereien im Inneren des Gebäudes und das Relief an der Fassade wurden von Gumersindo Robayna gestaltet. Die Plaza Weyler war zu dieser Zeit noch nicht angelegt. Das Gebäude dient auch heute noch als Dienststelle des obersten Militärbefehlshabers der Kanarischen Inseln.
Plaza de Toros (1893)

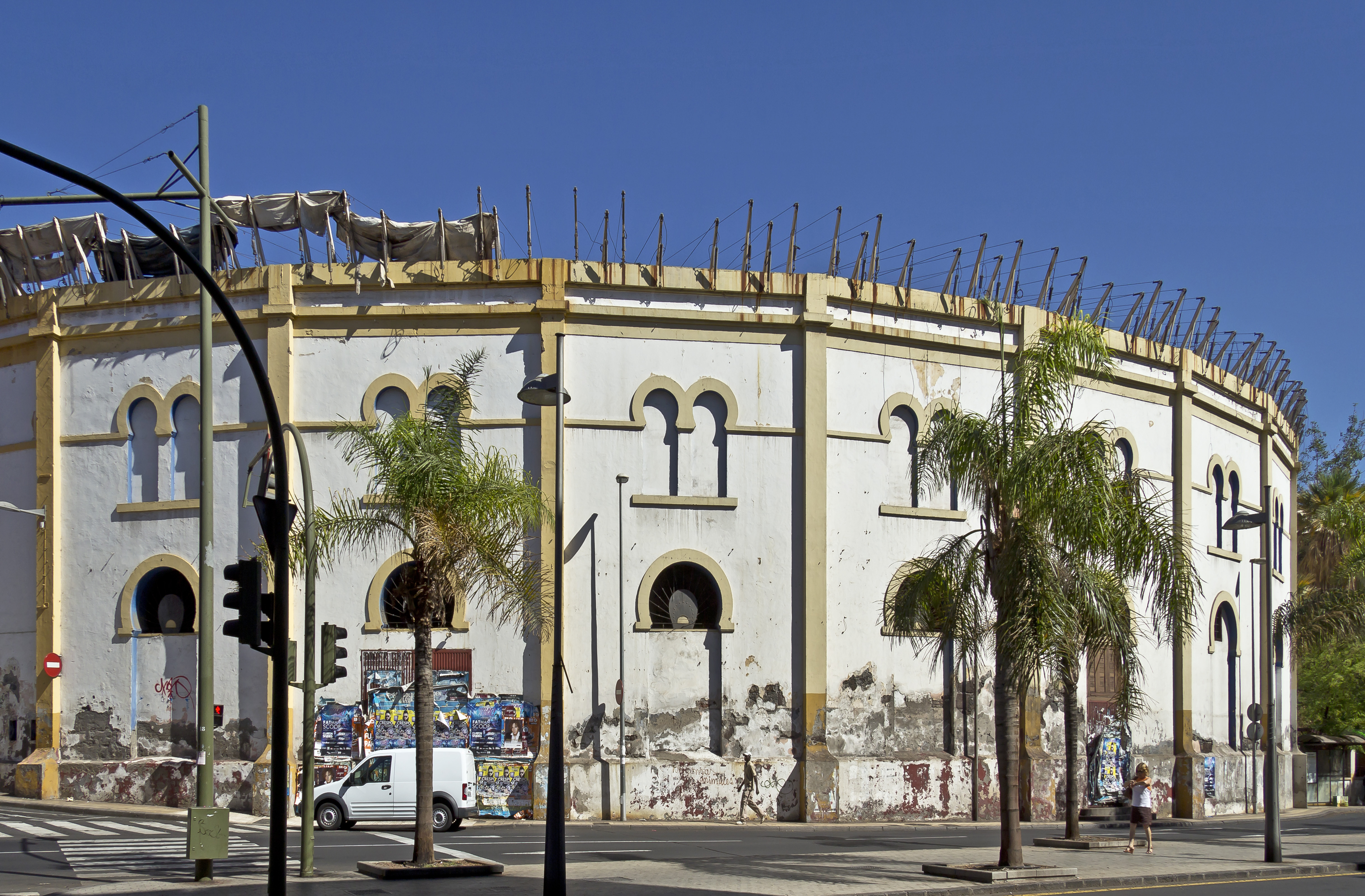
Plaza de Toros

Im Jahr 1892 ließ die Gesellschaft „La Tinerfeña“ ein Grundstück abstecken und nivellieren. Es lag westlich der Innenstadt an einem Weg, der Camino de los Coches genannt wurde, der heutigen Rambla de Santa Cruz. Der aus der Provinz Granada stammende Architekt Antonio Pintor y Ocete hatte ein Gebäude entworfen, das durch die Hufeisenbogen ein Element übernahm, das bereits bei der alten Plaza de Toros in Madrid angewendet worden war. Die Wände bestanden in erster Linie aus Beton. Die Eisenträger der Gerüste der Zuschauerränge kamen aus Sevilla. Im Rahmen der „Fiestas del Mayo“ 1893 konnte das Gebäude eröffnet werden. In der Nacht zum ersten Mai 1924 zerstörte ein Feuer einen großen Teil der Anlage. Daraufhin wurden große Teile der Einrichtung, die bisher aus Holz bestanden (Treppen, Sitze usw.), durch Beton ersetzt. Im Jahr 1927 konnte die Arena erneut mit einem Stierkampf eröffnet werden. Im Jahr 1983 fand in der Plaza de Toros der letzte Stierkampf statt. Im Jahr 1991 wurde durch das Tierschutzgesetz der Kanarischen Inseln, das im Gegensatz zu Gesetzen anderen Comunidades Autonomas keine Ausnahmen für den Stierkampf vorsieht, diese Art von Schauspiel verboten. Nach einem Umbau (besonders Anbringen von Sonnenschutz) wurde das Gebäude für Konzerte und im Rahmen des Karnevals genutzt. Durch verschiedene Baumängel ist eine Nutzung z. Zt. (2013) nicht mehr möglich. Der Schutz als Denkmal wird einerseits als Einzelgebäude als auch im Rahmen des Schutzes des Stadtteils „Barrio de los Hoteles“ erwogen.
Freimaurer-Tempel von Santa Cruz de Tenerife (1902)

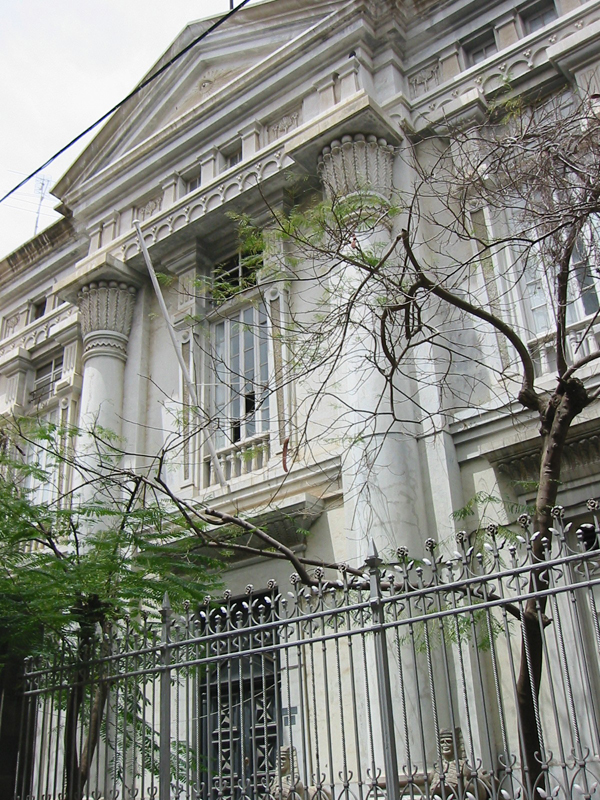
Freimaurerei von Santa Cruz de Tenerife

Santa Cruz de Teneriffa zeichnet sich unter anderem durch den Einfluss der Freimaurerei aus, der sich in einigen der bedeutendsten historischen Gebäude der Stadt widerspiegelt und sogar auf dem Stadtplan spürbar ist. In der Stadt gab es vor allem zwischen dem 19. und dem frühen 20. Jahrhundert eine beträchtliche Anzahl von Bürgermeistern und Politikern, die mit der Freimaurerei verbunden waren.
Der Freimaurer-Tempel wurde zwischen 1899 und 1902 gebaut und wurde von der Loga Añaza in Auftrag gegeben. Die Einweihung erfolgte 1904. Allerdings wurde die Fassade erst 1923 fertiggestellt. Er ist einer der wenigen Freimaurer-Tempel in Spanien, die nicht unter dem Regime von Franco zerstört wurden. Damals wurde das Gebäude enteignet und zunächst zum Sitz der Falange und später zu einer Militärapotheke umfunktioniert. Im Jahr 2001 erwarb die Gemeinde Santa Cruz den Tempel vom Verteidigungsministerium schließlich im Jahr 2001 für damals 70 Millionen Peseten bei einer öffentlichen Versteigerung.
Der Tempel gehört zum Kulturgut Teneriffas, ist aber seit Jahrzehnten geschlossen und kann nach Anmeldung besichtigt werden. Die Stadtverwaltung kündigte eine Renovierung des Tempels an.
Escuelas Pías (antiguo Hotel Quisisana; 1904)

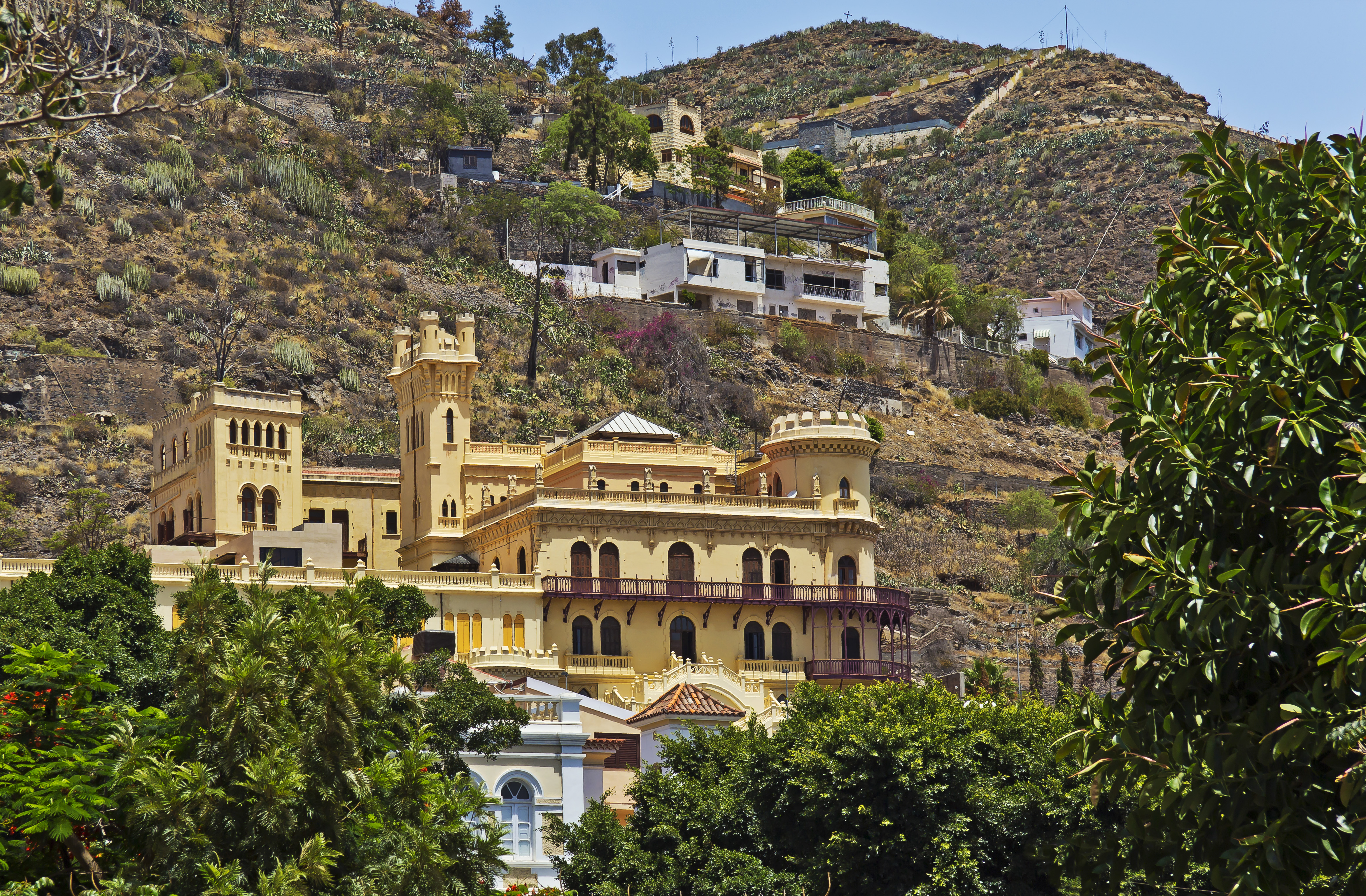
Escuelas Pías (früher Hotel Quisisana)

Das ehemalige Hotel Quisisana wurde in den letzten Jahren des 19. Jahrhunderts von Mario Estanga y Arias Girón geplant. Das Gebäude steht an einem Abhang oberhalb der Rambla de Santa Cruz. Zur Zeit der Eröffnung am 5. Dezember 1904 befand es sich außerhalb der Stadt.
Das Hotel wurde im Hinblick auf die Zielgruppe in einem „viktorianischen“ Stil entworfen, der durch die Auswahl der Formen an ein Schloss in Großbritannien erinnern sollte. Der Eigentümer des Hotels, der Engländer Enrique Wolfson, ließ das Hotel als ersten Anlaufpunkt für Gäste errichten, die in Santa Cruz de Tenerife an Land gingen und dann für einen längeren Kuraufenthalt in den Norden der Insel weiterreisten. Das Gebäude war mit allem damals denkbaren Luxus wie elektrischem Licht und vorbildlichen sanitären Einrichtungen und einem prachtvollen Festsaal ausgestattet. Die Möbel stammten aus England. Der Hotelbetrieb war anfangs so erfolgreich, dass im Jahr ernsthafte Planungen zur Erweiterung in Angriff genommen wurden, die aber nicht verwirklicht werden konnten.
Durch den Rückgang des Tourismus in den 1930er Jahren musste das Unternehmen seinen Betrieb einstellen. Das Gebäude ging in das Eigentum des Cabildos de Tenerife über. Nach verschiedenen Um- und Anbauten auf der Westseite (der Bergseite) ab 1940, die von dem Architekten José Blasco Robles geleitet wurden, konnte im Jahr 1942 der Unterrichtsbetrieb der Schule „Escuelas Pías“ aufgenommen werden.
Edificio Elder (1905)

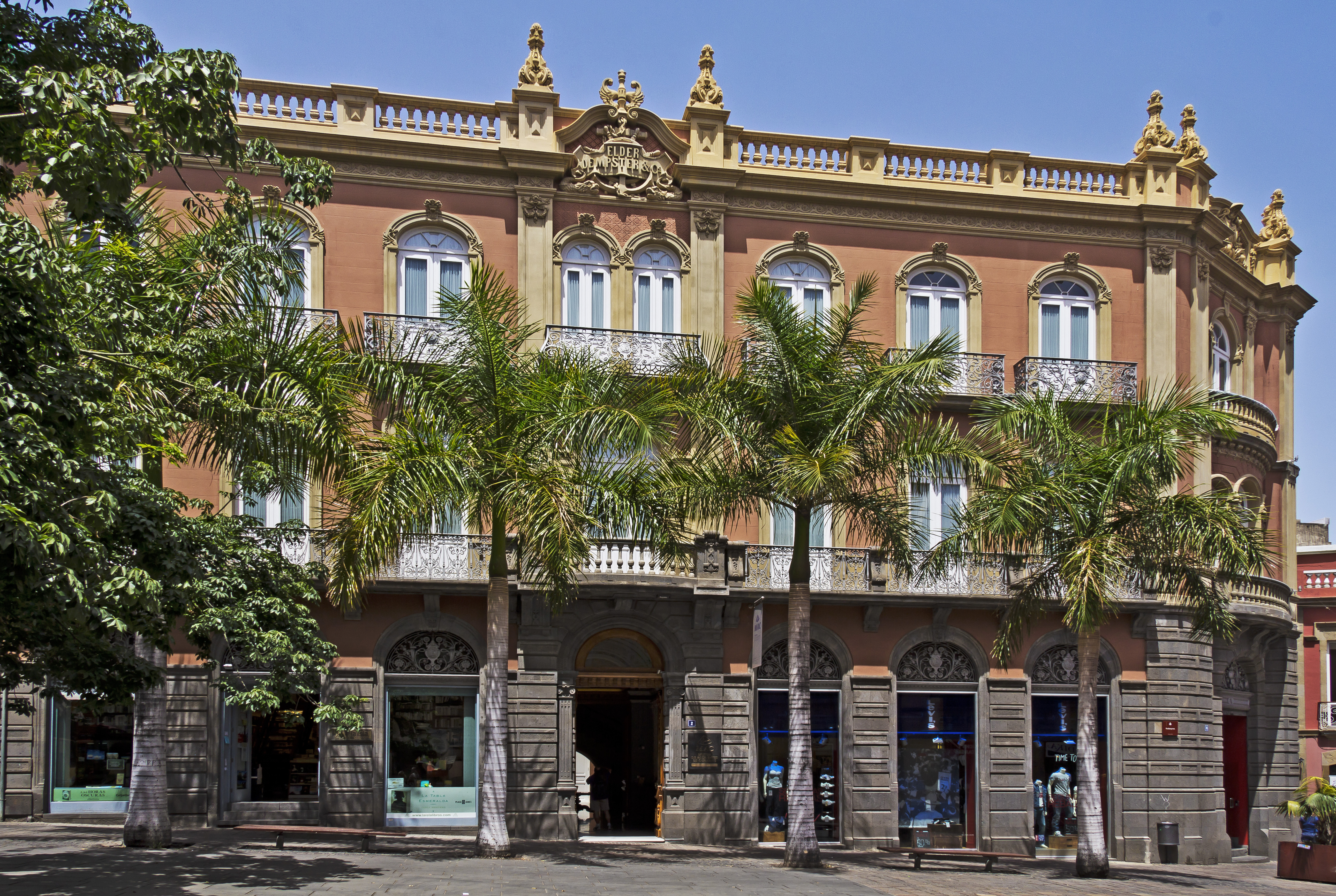
Edificio Elder

Die Firma Elder, Dempster and Company wurde 1890 in Liverpool gegründet. Ihre Tätigkeit als Reederei konzentrierte sich auf den Handel mit den britischen Kolonien in Westafrika und den Betrieb verschiedener Schifffahrtslinien. Im Jahr 1905 eröffnete sie eine Filiale in der Calle Robayna an der Ecke zur Calle Castillo. Der Architekt des Gebäudes, Antonio Pintor, entwarf es im Stil des Eklektizismus. Besonders hervorstechend sind die geschnitzte Eingangstür, die auf einen Entwurf des Architekten zurückgeht, und das Buntglasfenster im Treppenhaus. Nach einer gründlichen Restaurierung ist das Gebäude heute (2013) der Hauptsitz der Versicherungsgesellschaft MAC.
Fábrica „La Lucha“ (1923)

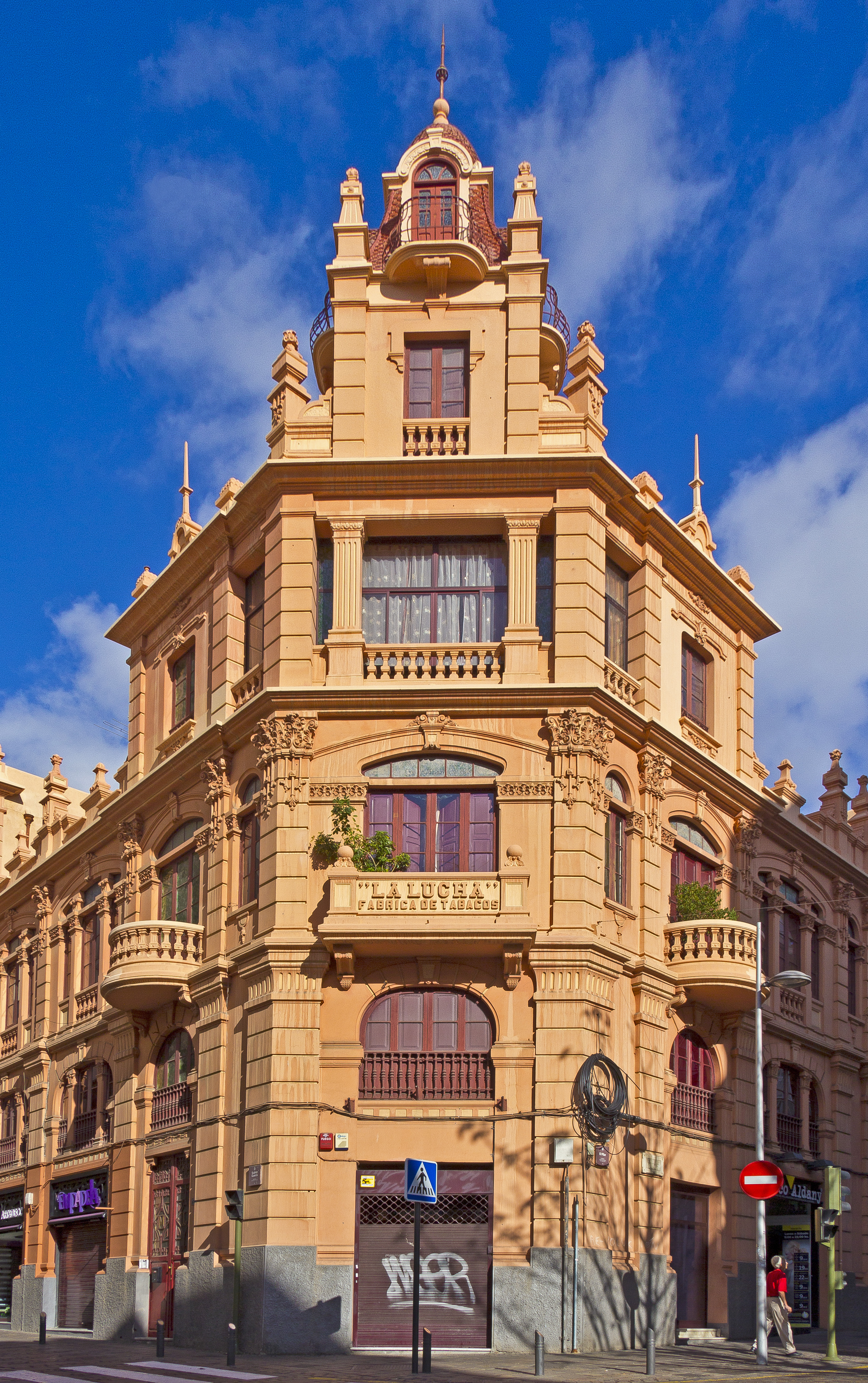
Die Fábrica „La Lucha“

Das Gebäude der Fábrica „La Lucha“ wurde im Jahr 1923 als Geschäfts- und Wohnhaus errichtet. Die Firma „La Lucha“ war eine Zigarettenfabrik, die hier einen Teil ihrer Geschäfts- und Produktionsräume hatte. Der Name „La Lucha“ bezieht sich auf eine regional verbreitete Sportart „Lucha Canaria“, eine Art Ringkampf. Das Gebäude steht an der Ecke der Calle del Pilar mit der Calle Suarez Guerra in der Nähe der Plaza del Príncipe. Der Architekt war Domingo Pisaca Burgada. Das Gebäude wird heute (2013) als Geschäfts- und Wohnhaus genutzt.
Edificio „El águila“ (1926)

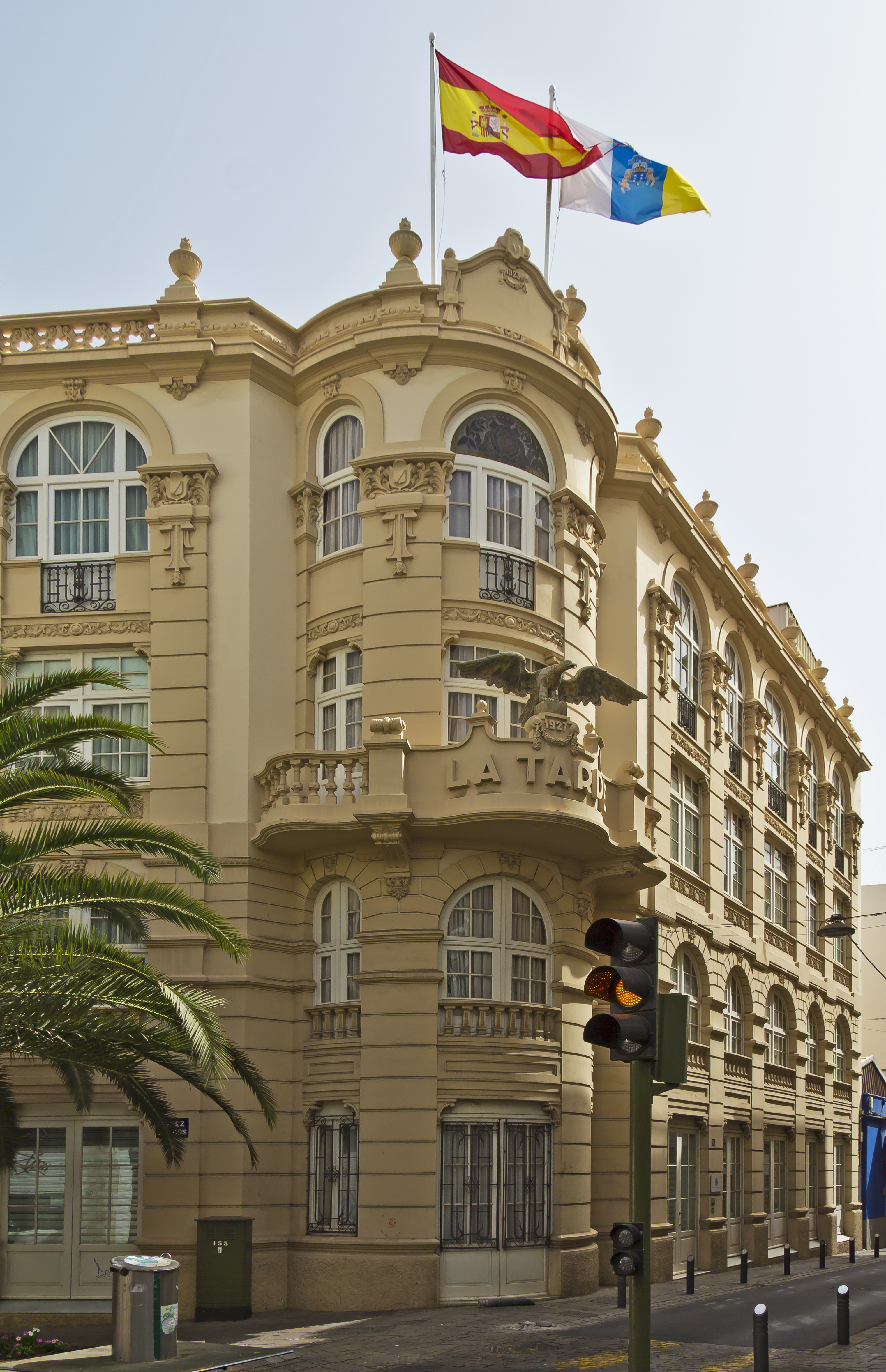
Das Edificio „El águila“

Das Gebäude wurde in den Jahren 1923 bis 1926 nach den Plänen des Architekten Domingo Pisaca Burgada als Sitz der Tabakfabrik El águila („Der Adler“) an der Kreuzung der Calle Pérez Galdós und der Calle Suárez Guerra errichtet. Durch die Absatzschwierigkeiten für die Produkte in den 1950er Jahren wurde die Firma geschlossen und das Haus durch die Tageszeitung La Tarde („Der Nachmittag“) genutzt. Die Zeitung stellte 1982 ihr Erscheinen ein. Im Jahr 1984 wurden in dem Gebäude die Bibliothek, Teile des Archivs und die Arbeitsräume verschiedener Fraktionen des Parlamentes der Comunidad Autónomo de Canarias untergebracht. Im Jahr 2000 wurde das Haus grundlegend renoviert und als Sitz der Audiencia de Cuentas (Rechnungsprüfungsamt) des Parlaments der Kanarischen Inseln. Stilistisch ist das Gebäude trotz seines Baudatums dem Eklektizismus zuzurechnen.
Consejería de Sanidad (1931)

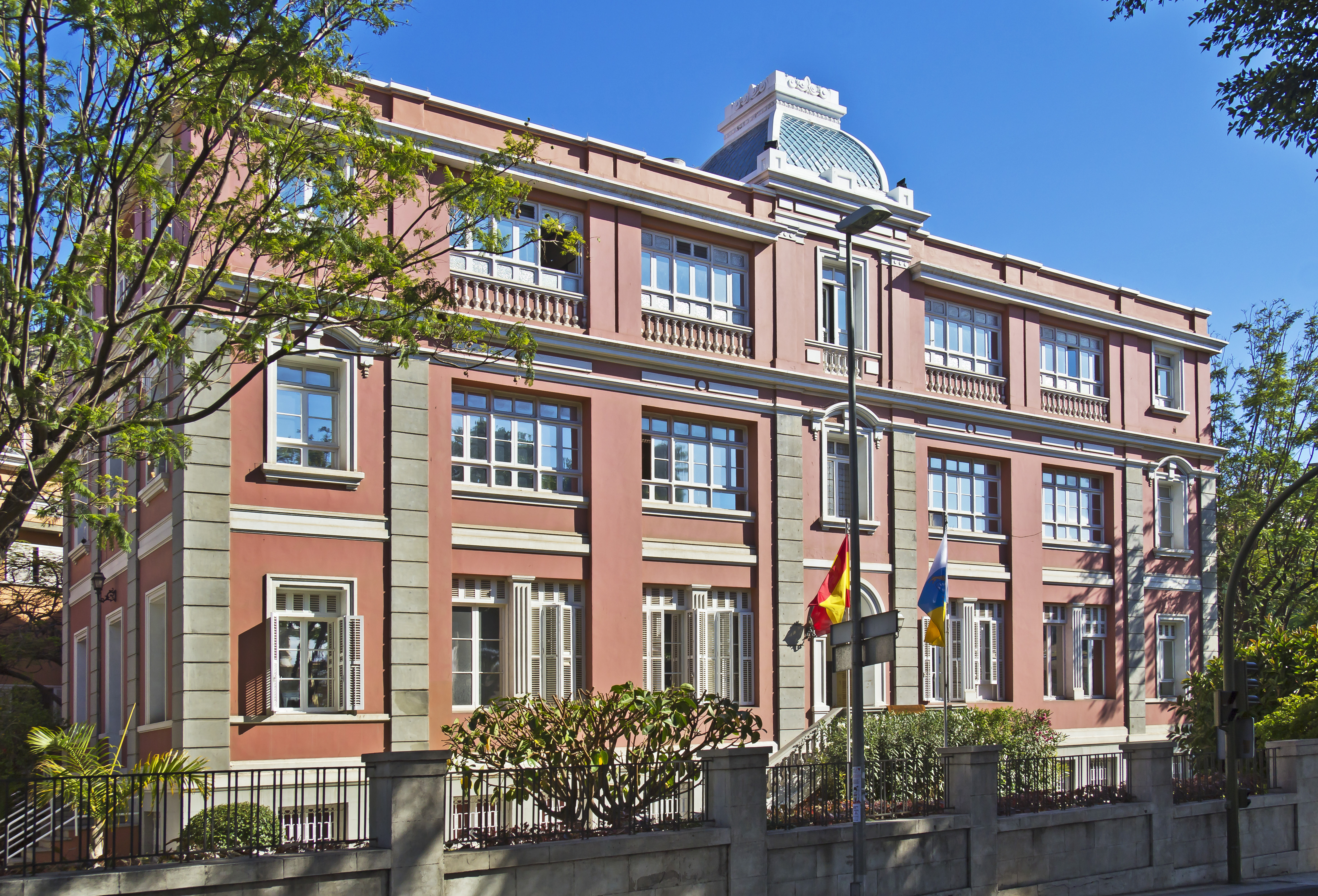
Consejería de Sanidad

Das Gebäude des früheren Hygieneinstitutes an der Rambla de Santa Cruz wurde im Jahr 1930 von dem Architekten Antonio Pintor Ocete entworfen und im Jahr 1932 fertiggestellt. Es ist Sitz der Consejería de Sanidad (Ministerium für Gesundheit der Regierung der Autonomen Gemeinschaft der Kanarischen Inseln). Der Zugang geschieht heute durch einige Gebäude an der Calle Horatio Nelson die von Tomás Machado y Méndez Fernández de Lugo entworfen wurden.
Palacio Insular (1940)

Palacio Insular, Ostseite

Der Palacio Insular de Tenerife ist der Sitz des Cabildo Insular de Tenerife in Santa Cruz de Tenerife. Er wurde ab 1934 von dem Architekten José Enrique Marrero Regalado geplant und im Jahr 1940 fertiggestellt. Seine Haupteingangsfassade ist auf die Plaza de España ausgerichtet. Die Ostfassade lag früher nur durch eine Straße getrennt direkt am Meer. Die etwa 200 m² großen Wandgemälde des Gebäudes, die von dem Maler José Aguiar geschaffen wurden, gelten seit dem Jahr 2002 als schützenswertes Kulturgut (Bien de Interés Cultural).
Círculo Mercantil (1943)

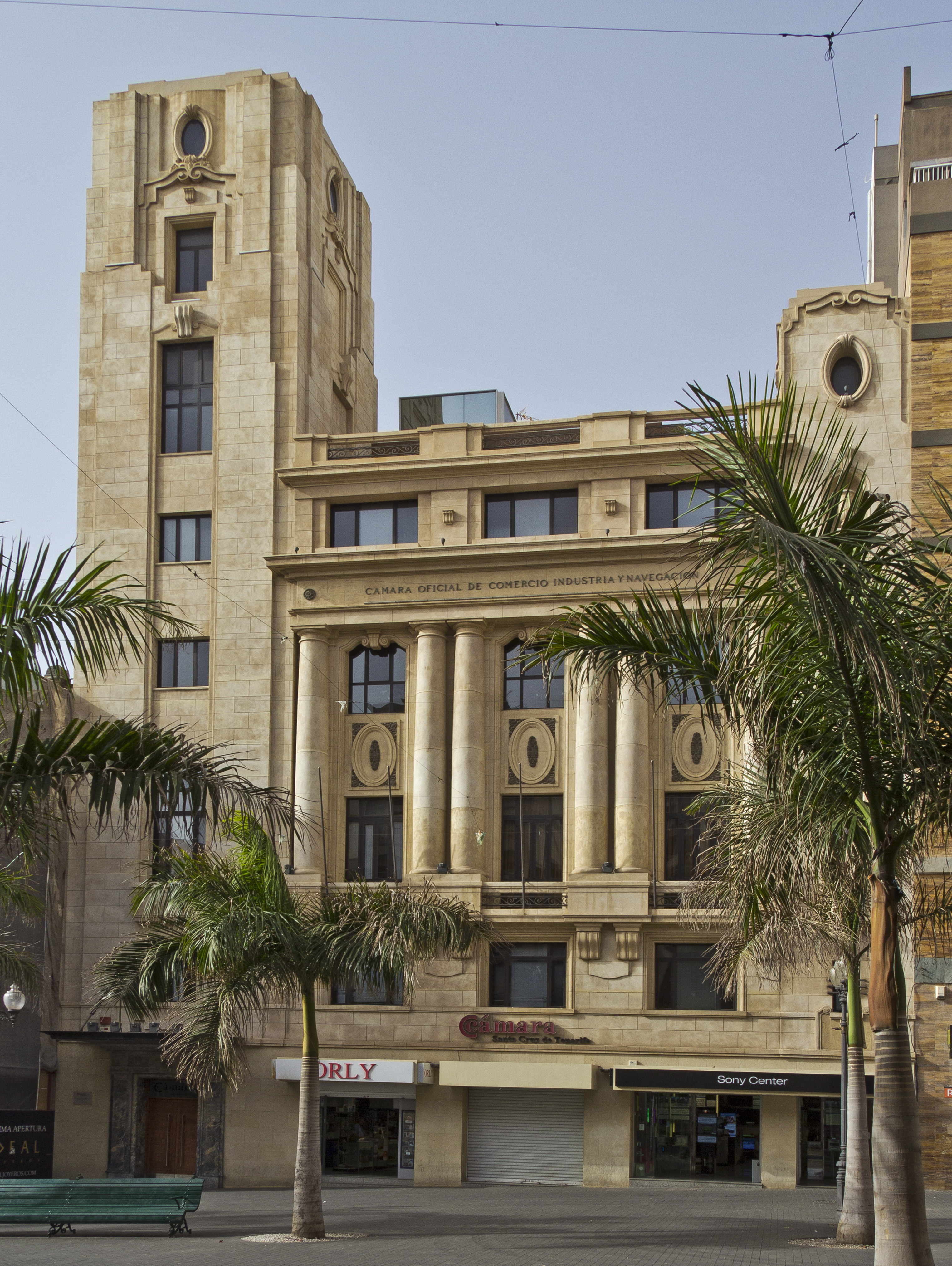
Der sogenannte Círculo Mercantil

Das als Círculo Mercantil bekannte Gebäude auf der Südseite der Plaza de la Candelaria ist der Sitz der Camara Oficial de Comercio, Industría y Navegación de Santa Cruz de Tenerife. Diese Körperschaft des öffentlichen Rechts ist mit einer deutschen Industrie- und Handelskammer vergleichbar.
Im Jahr 1927 gab der Präsident des Circulo de la Union Mercantil y Agricola de Tenerife bekannt, dass die Vereinigung beabsichtigt, ein neues Verwaltungsgebäude errichten zu lassen. Der aus Granadilla de Abona stammende Architekt José Enrique Marrero Regalado wurde 1932 mit der Planung beauftragt. 1933 begannen die Bauarbeiten. Im April 1935 erteilte die Stadtverwaltung die Genehmigung, das Unter- und das Erdgeschoss sowie ein Zwischenstockwerk zu nutzen. Die Arbeiten an den höheren Stockwerken wurden sehr schleppend fortgeführt, zeitweise sogar ganz eingestellt. Erst im Jahr 1943 konnte der Rest des Gebäudes bezogen werden.
José Enrique Marrero Regalado hat in seinen Entwürfen einen persönlichen, lokal geprägten eklektischen Stil entwickelt, der auch als Clásico Monumentalista bezeichnet wird.
Bei den Entwürfen des Architekten finden sich einerseits Elemente der älteren kanarischen Architektur andererseits Dekorationselemente des Barock.

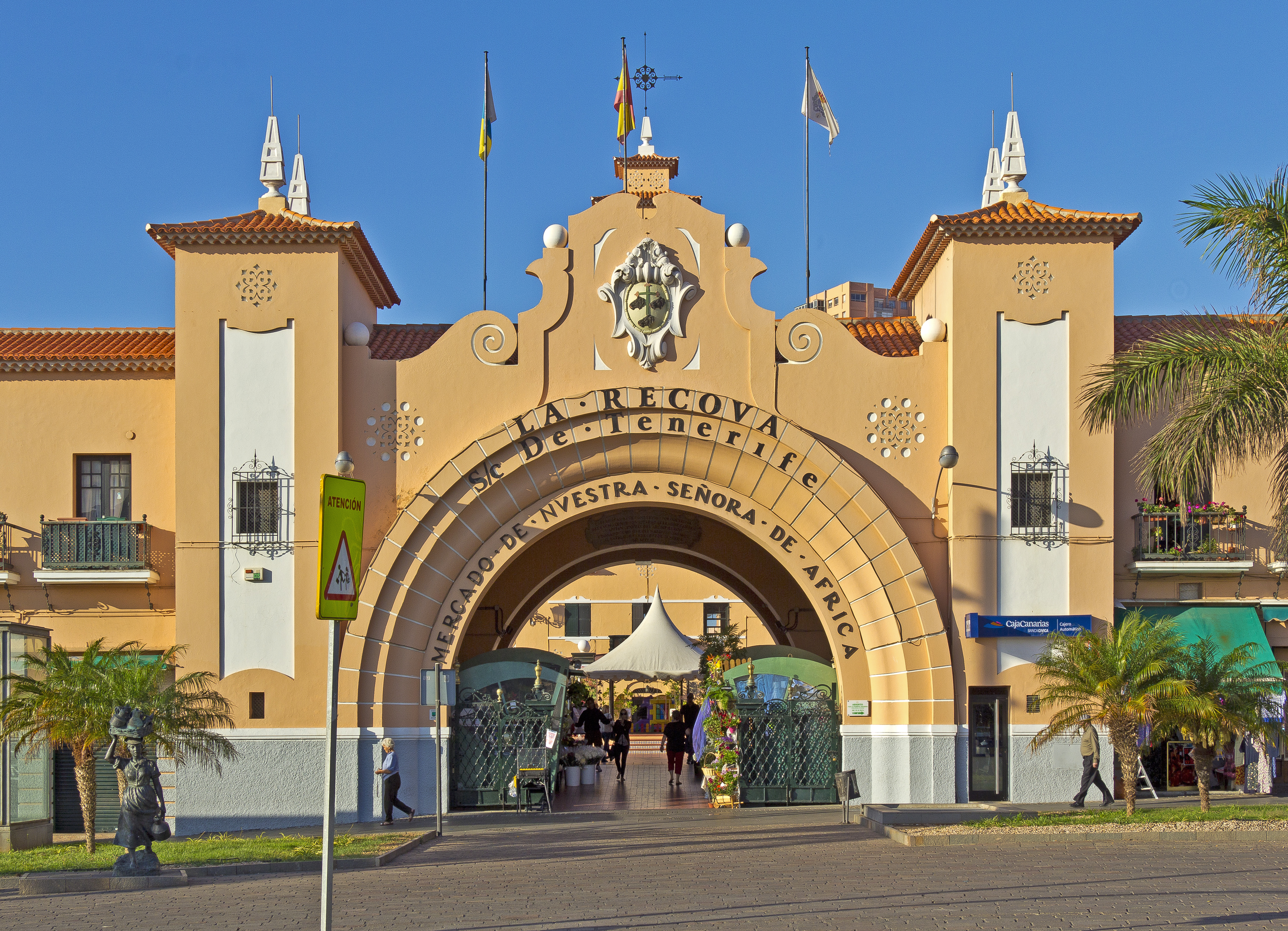
Mercado Nuestra Señora de Africa

Mercado Nuestra Señora de Africa (1943)
Nach dem Beginn des Zweiten Weltkrieges sah sich die spanische Regierung veranlasst, die Selbstversorgung der Kanarischen Inseln zu stärken. Daher wurde die Wirtschaftsverwaltung durch einen Erlass vom 5. August 1941 unter dem Namen „Mando Económico del Archipiélago“ in der Hand des Capitán General zusammengefasst. Der größte Teil der Eingriffe des „Mando Económico“ in die Wirtschaft konzentriert sich auf die Zwangsbewirtschaftung von Lebensmitteln. Eine Mischung zwischen Wirtschaftsförderung und Arbeitsbeschaffungsmaßnahmen wie der Bau von Wasserleitungen oder die Verbesserung der Infrastruktur waren ein weiterer Arbeitsbereich der Wirtschaftsverwaltung. Im Rahmen dieser Maßnahmen wurde auf der rechten Seite des Barranco de Santos ein Markt gebaut, der mit der Innenstadt durch eine neue Brücke (Puente General Serrador) verbunden wurde.
Die Entwürfe stammten von dem Architekten José Enrique Marrero Regalado. Die Baudurchführung stand unter der Aufsicht des Architekten Enrique Rumeu. Vorbild für die Gestaltung des Marktes war das „Kanarische Dorf“ auf der Exposició Internacional de Barcelona.
Das Gebäude gliedert sich auf der oberen Ebene in drei „Höfe“ (Patios). In dem Patio Central gibt es heute einen Kinderspielplatz, außerdem finden hier verschiedene Sonderveranstaltungen statt. Der „Patio del Poniente“ (der Hof des Sonnenuntergangs, also der Westhof) hat auch in seinem Zentrum Marktstände im Gegensatz zum „Patio del Naciente“ (Hof des Sonnenaufgangs, also dem Osthof), bei dem die Platzmitte frei ist für einen Brunnen und ein Café. Im Untergeschoss, das durch Rolltreppen zu erreichen ist, gibt es weiter Marktstände und unter dem Patio Central einen Supermarkt. Im Untergeschoss ist auch der Fischmarkt untergebracht, der einen direkten Eingang zur Avenida San Sebastian (Rambla Azul) hat. Der Name des Marktes geht zurück auf den Namen der Frau des damaligen Chefs des „Mando Económico del Archipiélago“, die den Markt eröffnete; ihr Taufname war „Maria de Africa“.
Cine Victor (1954)

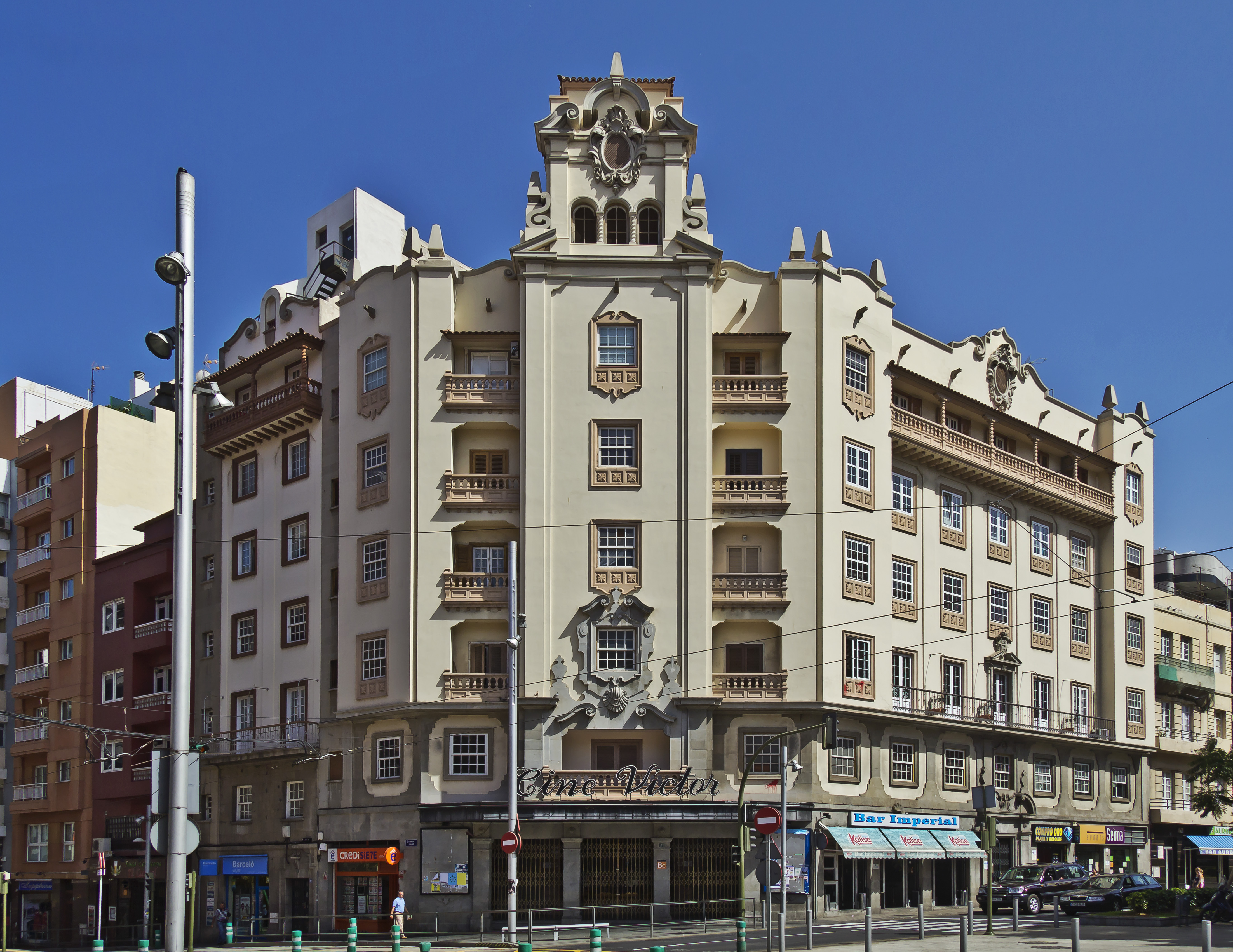
Cine Victor

Das Gebäude des Cine Victor steht an der Plaza de la Paz auf der Ecke der Avenida de la Asunción mit der Rambla de Pulido. Bei dem Gebäude handelt es sich einerseits um einen Kinosaal, andererseits um ein Wohn- und Bürohaus mit sechs Stockwerken, in dessen unterem Stockwerk auch Läden untergebracht sind. Es wurde ab 1947 von dem Architekten José Enrique Marrero Regalado geplant und 1954 eröffnet.
Ein Merkmal, das man auch bei anderen Gebäuden des Architekten antrifft (Edificio García Feo, Edificio Padrón), ist die abgeflachte Ecke, an der sich ein über den Rest des Bauwerks herausragender Turm erhebt. Stilistisch wird das Bauwerk einer kanarischen Variante der Arquitectura regionalista zugeordnet. Typische Stilmerkmale sind die überdachten Balkone sowie die verschiedenen Formen der Fensterfüllungen und der barock anmutenden Ornamente. Der Saal wird nicht nur für Kinovorführungen genutzt, sondern auch für Konzerte und folkloristische Veranstaltungen.
Edificio de Correos y Telégrafos (1957)

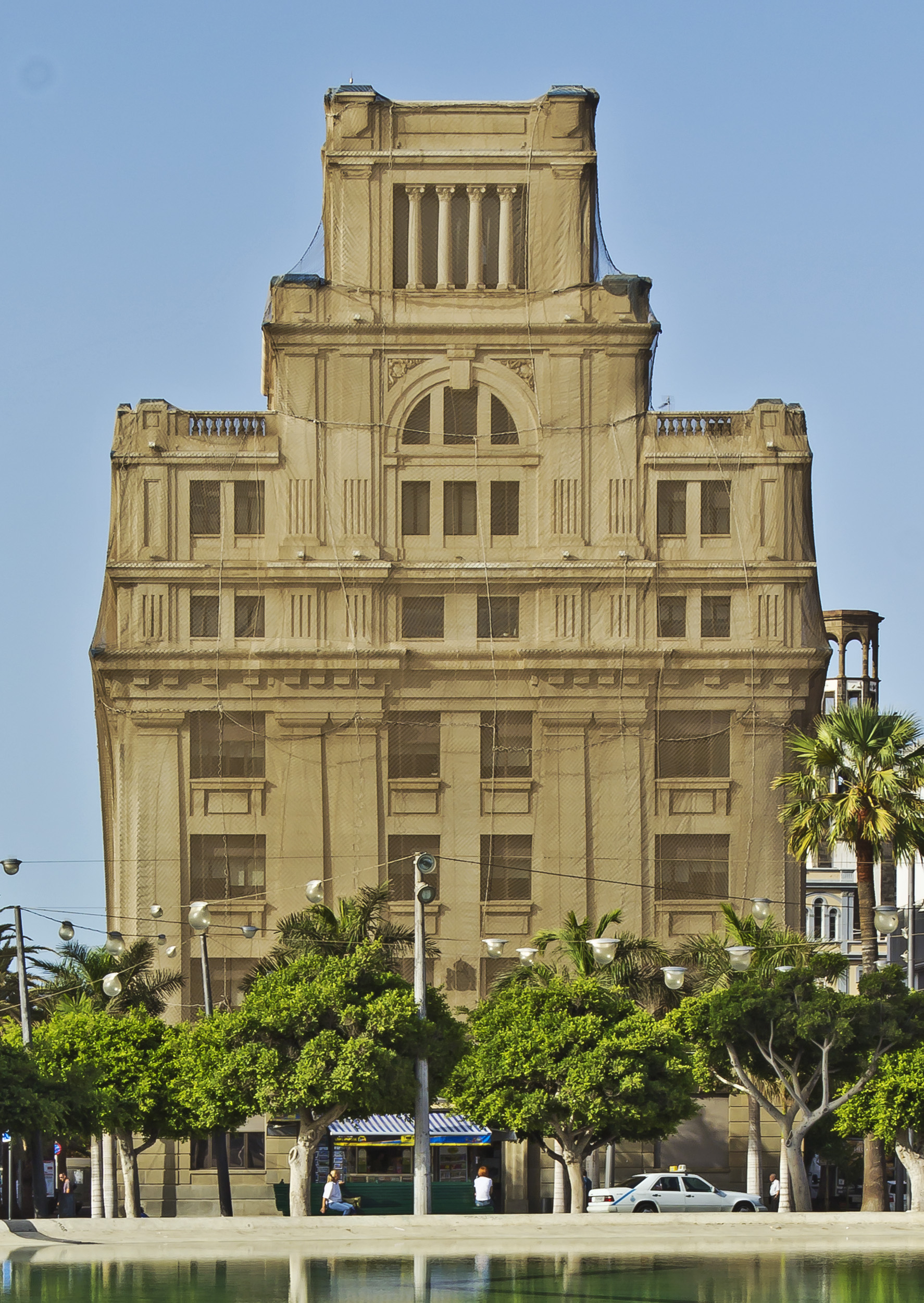
Edificio de Correos y Telégrafos

Das Gebäude des Post- und Telegrafenamtes an der Plaza de España in Santa Cruz de Tenerife wurde ab 1943 von dem Architekten Luis Lozano Lasilla geplant. Mit den Bauarbeiten wurde im Mai 1946 begonnen. Wegen Zementmangel konnte das Gebäude erst 1957 fertiggestellt werden. Im Jahr 1936 bekam der Architekt José Enrique Marrero Regalado den Auftrag, ein Gebäude für ein Postamt zu entwerfen, das sich an der Avenida Marítima südlich an den von ihm geplanten Palacio Insular und das Finanzamt anschließen sollte. Wegen des Bürgerkrieges wurde der Plan fallengelassen. Stattdessen sollte das Postamt dann direkt an der Plaza de España auf einem Grundstück errichtet werden, das westlich des Palacio Insular lag und auf dem vorher das alte Zollgebäude und einige kleinere Wohnhäuser gestanden hatten. Es sollte die Lücke zwischen dem Cabildo und dem Hotel La Orotava schließen. Luis Lozano Lasilla, der Architekt der Post berücksichtigte in seiner Planung den Stil der restlichen Bebauung des Platzes vor der Errichtung des „Monumento a los caidos“. Das Gebäude wurde im Inneren total umgestaltet und ist seit 2011 mit Netzen und Gerüsten verhüllt, um Passanten vor herabfallenden Steinen zu schützen.
Caja Canarias (1987)

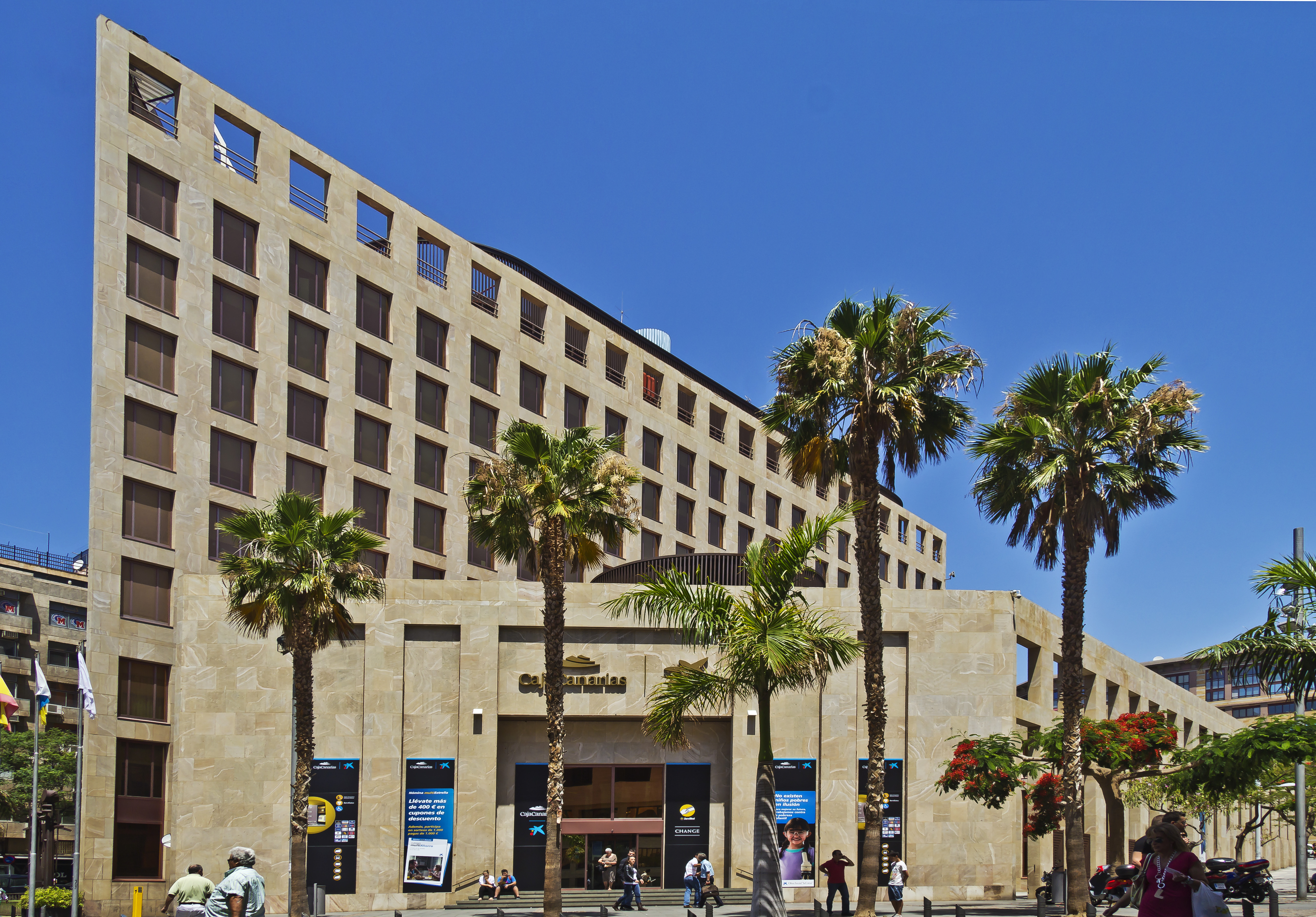
Caja Canarias

Das Gebäude der Hauptverwaltung der Caja Canarias wurde im Jahr 1987 fertiggestellt. Die Architekten waren Francisco Artengo Rufino, José Ángel Domínguez Anadón und Carlos Schwartz Pérez. Das Grundstück hat eine Fläche von 3.600 m². Die Fassade ist mit Natursteinplatten bedeckt, die aus dem Gebiet der Montaña de Tindaya auf Fuerteventura stammen. Auf insgesamt 14 Stockwerken gibt es außer der Kassenhalle und den Verwaltungsbüros eine Tiefgarage. Einen großen Teil des Gebäudes wird als „Espacio Cultural CajaCanarias“ (Kulturraum der Caja Canarias), der Kulturstiftung der Bank genutzt. In den Ausstellungssälen auf zwei Stockwerken finden regelmäßig Kunstausstellungen statt, die international großes Ansehen genießen. Der Vortragssaal fasst etwa 500 Personen. Hier finden nicht nur Vorträge statt, sondern auch Dichterlesungen z. B. von Rafael Alberti, Ángel González oder Hans Magnus Enzensberger und Manuel Vázquez Montalbán. Die Sängerinnen und Sänger Jorge Drexler, Sinead O’Conor, Ana Belén und Víctor Manuel haben hier bereits Konzerte gegeben.
Presidencia del Gobierno de las Islas Canarias (1993)
Das Gebäude der Presidencia del Gobierno de las Islas Canarias in Santa Cruz de Tenerife ist einer der beiden Amtssitze des Präsidenten der Regierung (Ministerpräsident) der Kanarischen Inseln. Der Sitz des Präsidenten wechselt nach dem Autonomiestatut der Autonomen Gemeinschaft der Kanarischen Inseln mit jeder Legislaturperiode zwischen Las Palmas de Gran Canaria und Santa Cruz de Tenerife.
Im Zentrum des Gebäudes befindet sich ein Patio, zu dessen Ausstattung Holz aus einem abgerissenen Haus verwendet wurde. Die Außenmauern sind mit Basaltplatten aus dem Süden der Insel Teneriffa verkleidet. Für die Verkleidung einiger Innenräume wurden Steinplatten von anderen kanarischen Inseln verwendet.

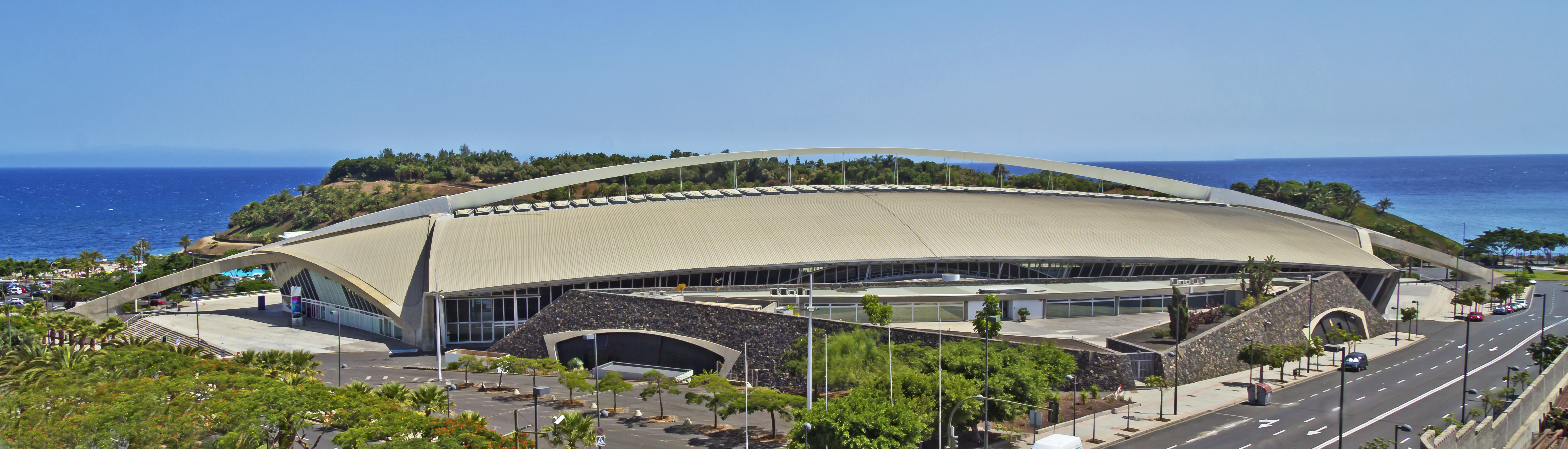
Centro Internacional de Ferias y Congresos

Centro Internacional de Ferias y Congresos (1996)
Das Centro Internacional de Ferias y Congresos (Internationales Messe- und Kongresszentrum) liegt etwa zwei Kilometer südlich des Stadtzentrums von Santa Cruz de Tenerife an der Avenida de la Constitución im Stadtteil Los Llanos. Das Gebäude wurde von dem Architekten Santiago Calatrava Valls entworfen. Es wurde im Mai 1996 eröffnet.
Die große Ausstellungshalle im Obergeschoss ist mit einer Länge von 190 m, einer Breite von 70 m und einer Höhe von etwa 20 m der größte überdachte Raum auf den Kanarischen Inseln. Er fasst bis zu 15.000 Personen. Im Erdgeschoss finden die Kongresse statt. Der Kongresssaal bietet 334 Personen Platz. Es gibt einen weiteren Mehrzweckraum mit einer Grundfläche von 3.800 m². In einem angrenzenden Gebäude befinden sich die technischen Einrichtungen und die Büros der Sociedad de Promoción de Tenerife (Wirtschaftsförderungsgesellschaft Teneriffa).
Seit der Eröffnung fanden in dem Gebäude unterschiedlichste Veranstaltungen statt: Wirtschaftsmessen, Konzerte, Karnevalsveranstaltungen, Kongresse, Seminare, Kunstausstellungen, Fernsehaufzeichnungen, Modeschauen usw.

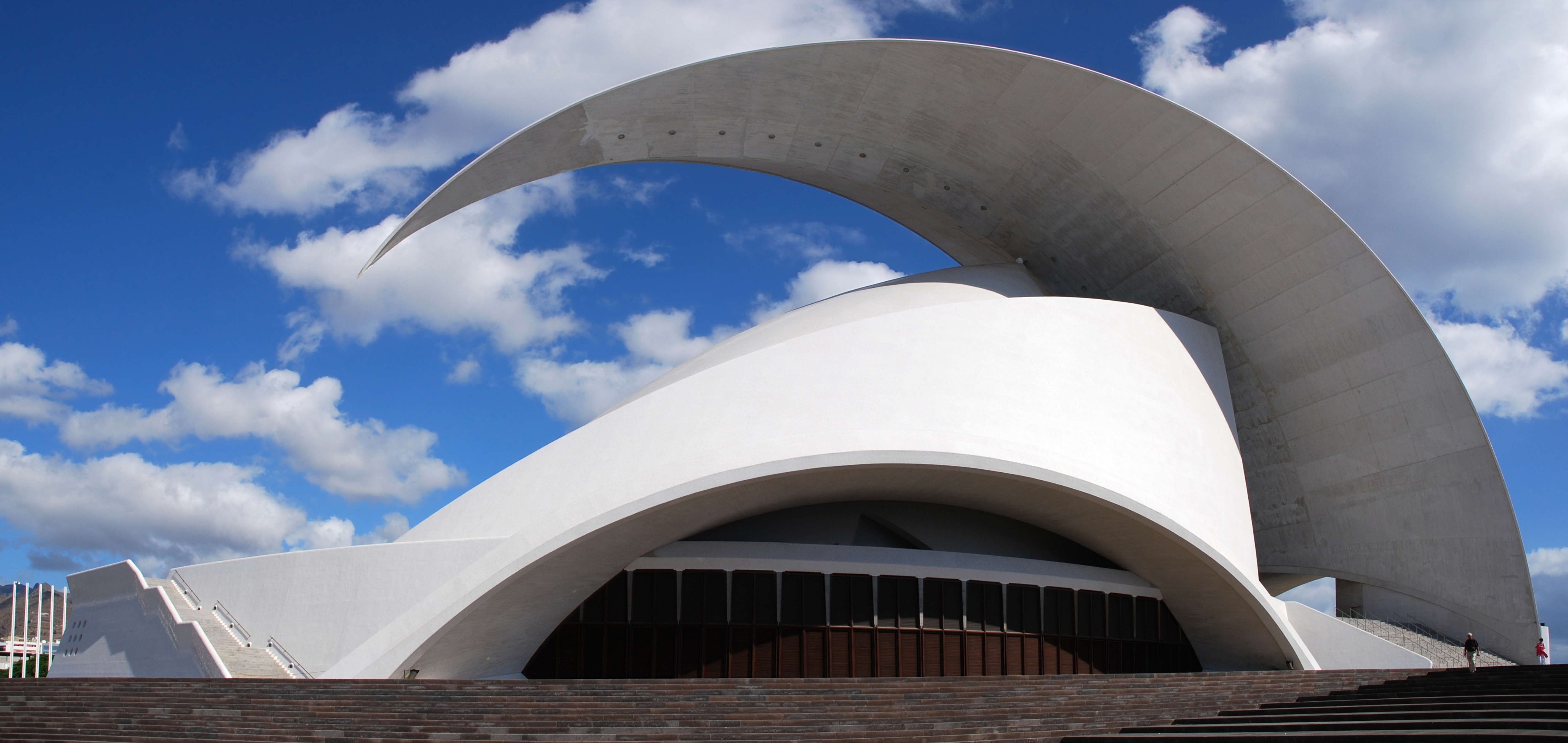
Auditorio de Tenerife

Auditorio de Tenerife Adán Martín (2003)
Die 2003 eröffnete, von Santiago Calatrava entworfene Konzerthalle Auditorio de Tenerife „Adán Martín“ liegt ca. 1,5 km südlich des Stadtzentrums in dem Stadtteil Los Llanos direkt am Meer. Veranstaltungen finden in zwei Sälen statt. Der große Saal bietet 1658, der kleine 428 Zuhörern Platz. Das Gebäude ist Sitz des Orquesta Sinfónica de Tenerife.
Torres de Santa Cruz (2006)

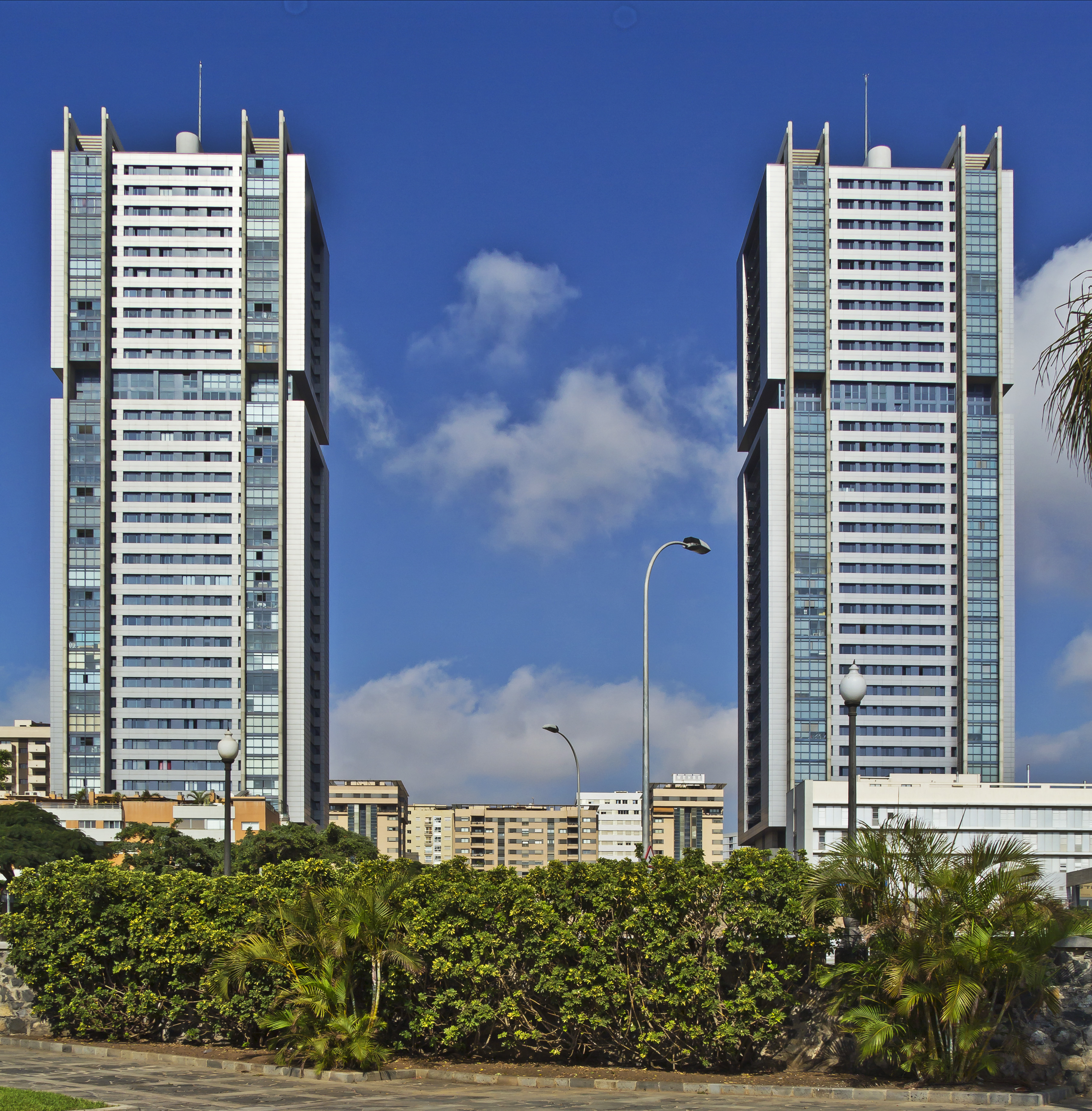
Las Torres de Santa Cruz

Die zwei identischen Wohnhochhäuser wurden in den Jahren 2001 – 2004 bzw. 2004 – 2006 im Stadtteil Cabo Llanos erbaut. Die Gebäude wurden von dem Architekten Julián Valladares Hernández entworfen. Die 120 m hohen Gebäude haben 35 oberirdische Stockwerke die in erster Linie als Wohnungen, die unteren Stockwerken z. T. auch als Büroräume genutzt werden.
Intercambiador de Transportes de Santa Cruz de Tenerife (2006)
Der Intercambiador de Transportes de Santa Cruz de Tenerife besteht aus einem Busbahnhof, der Endhaltestelle der Straßenbahn und einem Parkhaus. Die Aufgabe des im Jahr 2006 an der Stelle der alten Estación de Guaguas (Busbahnhof) errichteten Gebäudes ist es, dem Fahrgast den Wechsel zwischen verschiedenen Transportmöglichkeiten zu erleichtern. Es liegt gegenüber dem Kaufhaus Corte Inglés und dem Rascacielos zwischen der Avenida Tres de Mayo, der Calle Fomento und der Calle Victor Zurita Soler. Das Gebäude hat sechs Stockwerke, von denen das dritte in Richtung Osten und das sechste in Richtung Westen ebenerdig sind.

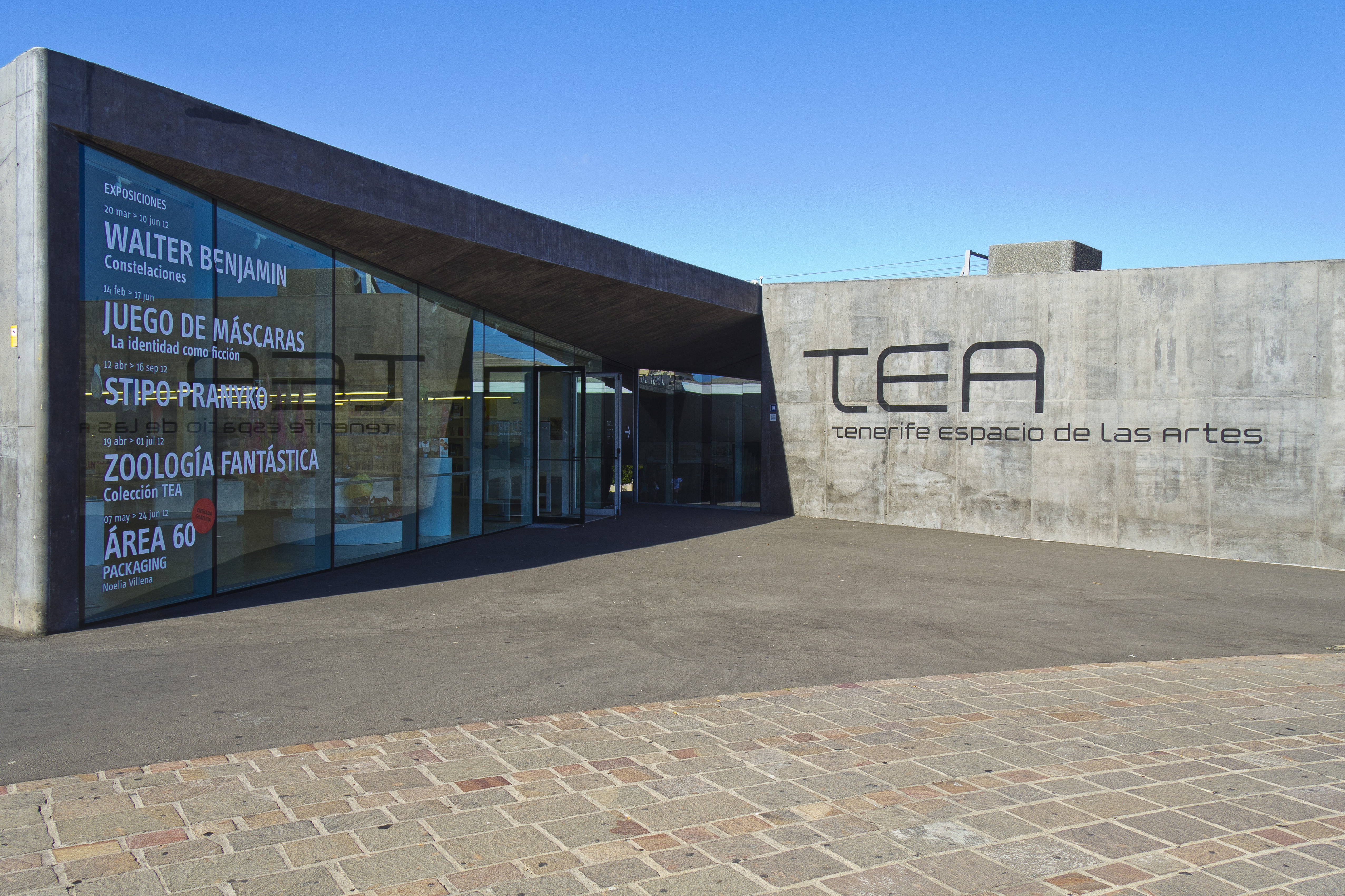
Oberer Eingang des TEA

Tenerife Espacio de las Artes (2008)
Die Institution Tenerife Espacio de las Artes (TEA) ist ein Kunst- und Kulturzentrum in Santa Cruz de Tenerife. In dem Gebäude befinden sich verschiedene Ausstellungs-, Kino- und Vortragssäle, die Biblioteca Municipal de Santa Cruz de Tenerife und das Centro de Fotografía Isla de Tenerife auf einer Grundfläche von 20.622 m². Die Eröffnung fand am 31. Oktober 2008 statt. In der Planungs- und Bauphase trug das Projekt den Namen Instituto Óscar Domínguez de Arte y Cultura Contemporánea (IODACC). Das Gebäude wurde von dem Schweizer Architektenbüro Herzog & de Meuron zusammen mit dem örtlichen Architekten Virgilio Gutiérrez entworfen.

## Verkehr
Nordwestlich von Santa Cruz, bei La Laguna, liegt der Flughafen Teneriffa Nord Los Rodeos.
Der Hafen Puerto de Tenerife ist ein wichtiger Handelshafen auf der Insel, über den die Versorgung mit Erdöl, Rohstoffen etc. abgewickelt wird. Von hier aus gibt es direkte und regelmäßige Fährverbindungen zu den Nachbarinseln und nach Cádiz in Südspanien.
Die Südautobahn TF-1 und die Nordautobahn TF-5 haben hier ihren Ausgangspunkt.
Die Straßenbahn Tranviá Tenerife nach La Laguna wurde am 2. Juni 2007 in Betrieb genommen.
Geplant sind zwei Eisenbahnstrecken, die in Santa Cruz beginnen sollen: Der Tren del Sur nach Adeje und der Tren del Norte nach Puerto de la Cruz.

## Umweltbelastung durch Kreuzfahrthafen
Im Hafen von Santa Cruz können bis zu sieben Kreuzfahrtschiffe gleichzeitig liegen. Die Organisation Transport and Environment (T&E) empfiehlt Häfen die Einrichtung von Landstromanschlüssen zur Minimierung von Schadstoffbelastungen. Dies würde die Emissionen der Kreuzfahrtschiffe während der Liegezeiten erheblich reduzieren. Solche Anschlüsse fehlen in Santa Cruz bisher. Nach einem Ranking mit der höchsten Belastung befand sich der Hafen von Santa Cruz de Tenerife 2019 unter den schmutzigsten zehn europäischen Häfen. Santa Cruz de Tenerife stand an siebter Stelle der schmutzigsten Kreuzfahrthäfen mit Schwefeloxid-Emissionen von über 15,6 Tonnen pro Jahr. Bei den als noch gefährlicher eingestuften Stickoxiden fiel das Ranking identisch aus. Für Santa Cruz wurde der Stickoxid-Ausstoß von Kreuzfahrtschiffen mit 366,8 Tonnen beziffert. Im Jahr 2024 tauchte der Hafen nicht mehr im Ranking der schmutzigsten Kreuzfahrthäfen auf.

## Sport
Die Männer vom Círculo Deportivo y Cultural Tres de Mayo spielten von 1981 bis 1989 Handball in der höchsten spanischen Liga, die Frauen vom Balonmano Salud Tenerife waren ebenfalls in der obersten Liga vertreten.

## Söhne und Töchter der Stadt

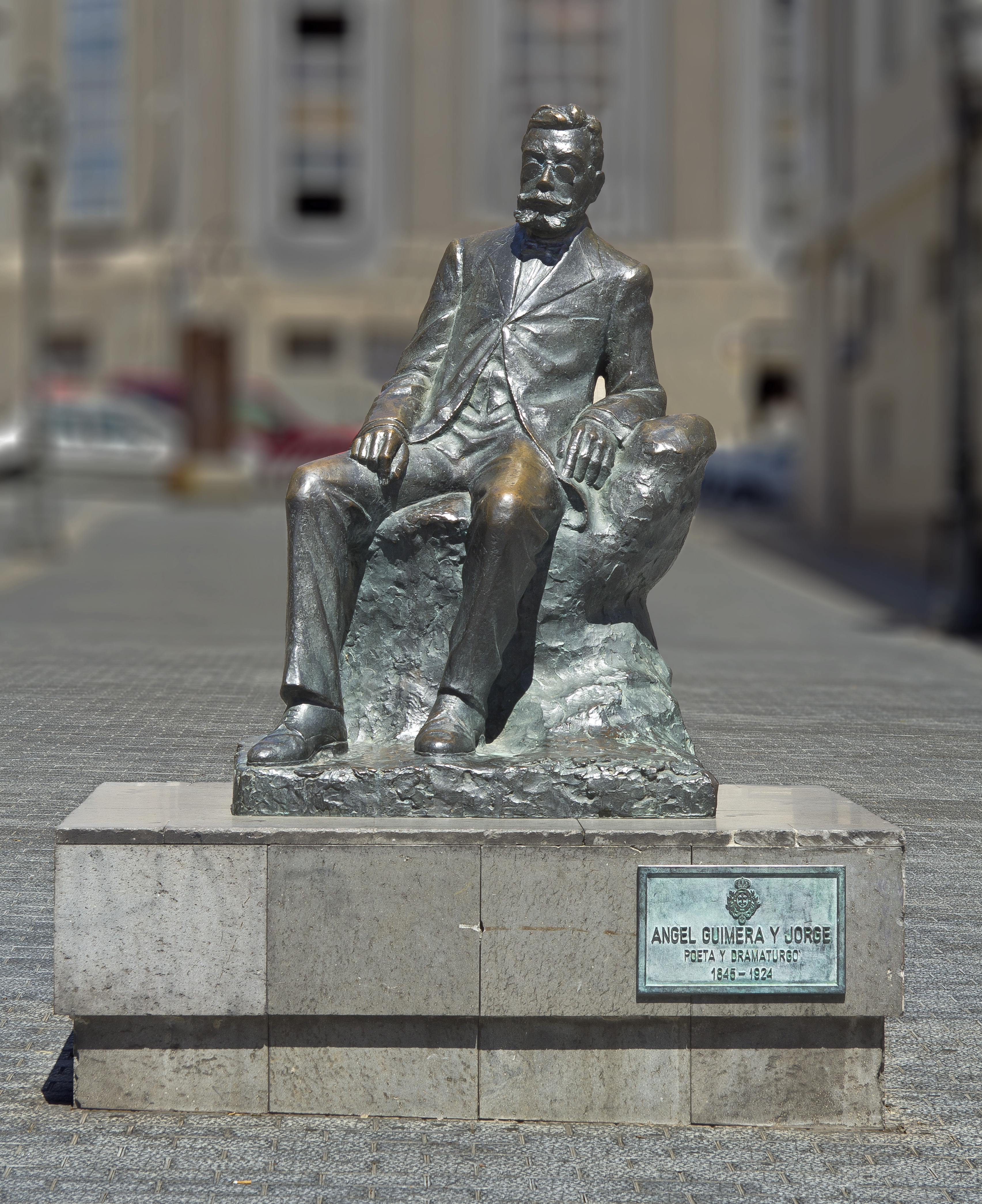
Ángel Guimerá auf der Plaza de Madeira in Santa Cruz de Tenerife

- Leopoldo O’Donnell (1809–1867), Politiker
- Àngel Guimerà (1845–1924), Schriftsteller
- Teobaldo Power (1848–1884), Komponist
- Eduardo Westerdahl (1902–1983), Kunstkritiker und Autor
- Rafael Arozarena (1923–2009), Schriftsteller
- Luis Molowny (1925–2010), Fußballspieler
- Hans Leopold Davi (1928–2016), Schweizer Schriftsteller und Übersetzer
- Alberto Vázquez-Figueroa (* 1936), Schriftsteller
- Fernando Fernández Martín (* 1943), Politiker
- Adán Martín Menis (1943–2010), Politiker
- María Orán (1943–2018), Sängerin und Gesangspädagogin
- Fernando Menis (* 1951), Architekt
- Sabas Martín (* 1954), Dichter, Theaterautor, Publizist
- Kike Perdomo (* 1961), Jazzmusiker
- Juan Carlos Fresnadillo (* 1967), Regisseur
- Alfonso de Orléans-Borbón (* 1968), Adeliger und Rennstallbesitzer
- Víctor Álamo de la Rosa (* 1969), Schriftsteller
- Agustín Amigó (* 1970), Gitarrist und Komponist
- Jorge de León (* 1970), Opernsänger, Tenor
- Guillermo Naranjo Hernández (* 1977), Volleyball-Trainer
- Mario Pestano (* 1978), Leichtathlet
- Pedro Mario Álvarez (* 1982), Fußballspieler
- Vitolo (* 1983), Fußballspieler
- Christian García (* 1986), Beachvolleyballspieler
- Sergio Rodríguez Gómez (* 1986), Basketballspieler
- Pedro (* 1987), Fußballspieler
- Cristofer Benítez Hernandez (* 1990), Rhythmischer Sportgymnast
- Ayoze Pérez (* 1993), Fußballspieler
- Cristo (* 1997), Fußballspieler
- Ethyan González (* 2002), Fußballspieler
- Nico Paz (* 2004), argentinisch-spanischer Fußballspieler

## Politik
Seit 1979 wird die Stadt von demokratisch gewählten Bürgermeistern verwaltet.
| Jahr      | Bürgermeister                | Partei                                       |
| 1979–1983 | Manuel Antonio Hermoso Rojas | Unión de Centro Democrático (UCD)            |
| 1983–1991 | Manuel Antonio Hermoso Rojas | Agrupación Tinerfeña de Independientes (ATI) |
| 1991–1995 | José Emilio García Gómez     | Agrupación Tinerfeña de Independientes (ATI) |
| 1995–2011 | Miguel Zerolo Aguilar        | Coalición Canaria (CC)                       |
| seit 2011 | José Manuel Bermúdez Esparza | Coalición Canaria (CC)                       |

## Partnerstädte
Santa Cruz de Tenerife unterhält Partnerschaften mit folgenden Städten (Stand: 2011):
- Santa Cruz (Kalifornien), USA (1974)
- Santa Cruz de la Sierra, Bolivien (1978)
- Caracas, Venezuela (1981)
- San Antonio, USA (1983)
- Cádiz, Spanien (1984)
- Rio de Janeiro, Brasilien (1984)
- Nizza, Frankreich (1989)
- Santa Cruz del Norte, Kuba (1997)
- Aranda de Duero, Spanien (1997)
- Ciudad de Guatemala, Guatemala (2002)